# Улица Кузнецкий Мост
 У́лица Кузне́цкий Мост — улица в Мещанском и Тверском районах Центрального административного округа города Москвы. Проходит от улицы Большая Дмитровка до улицы Большая Лубянка. Нумерация домов ведётся от Большой Дмитровки.
Кузнецкий Мост — одна из старейших улиц Москвы, появление которой связано со строительством в этом районе Пушечного двора, а название сохраняет имя стоявшего по линии улицы Кузнецкого моста через реку Неглинную. В XVII—XVIII веках на улице жили представители знатных фамилий Мясоедовых, Салтыковых, Гагариных, Щербатовых, Долгоруковых, Волынских, Воронцовых, Голицыных и многих других. Начиная с XVIII века и вплоть до революции 1917 года Кузнецкий Мост являлся популярной торговой улицей Москвы — «святилищем роскоши и моды», славился магазинами одежды, книжными лавками, фотоателье и ресторанами. Исторические традиции Кузнецкого Моста сохраняются и в настоящее время.
Кузнецкий Мост проходит по территории культурных слоёв «Старая Кузнецкая слобода», «Кузнецкий мост» и «Звонарская слобода», которые охраняются в качестве объектов культурного наследия федерального значения. Улица изобилует памятниками истории и архитектуры.

## Географическое расположение
Улица Кузнецкий Мост расположена внутри Бульварного кольца Москвы. Является продолжением Камергерского переулка, пролегает дугообразно, последовательно пересекая под почти прямым углом радиальные от центра Большую Дмитровку, Петровку, Неглинную, Рождественку, Большую Лубянку и как бы вливаясь в последнюю по периметру площади Воровского. Нумерация улицы ведётся от Большой Дмитровки. Улица Кузнецкий Мост является частью полукольца улиц вокруг Кремля.
Улицы Петровка, Неглинная и Рождественка делят улицу Кузнецкий Мост на четыре квартала. Границы квартала от Большой Дмитровки до Петровки также формируют практически параллельные Кузнецкому Мосту Копьёвский и Дмитровский переулки; квартала от Петровки до Неглинной улицы — Театральный проезд и улица Петровские Линии; квартала от Неглинной до Рождественки — Пушечная улица и Сандуновский переулок; квартала от Рождественки до Большой Лубянки — Пушечная улица и Варсонофьевский переулок. Рельеф улицы характеризуется заметным уклоном к середине, что связано с расположением квартала от Петровки до Неглинной улицы в бывшей пойме реки Неглинной.

## Происхождение названия
Название известно с XVIII века и воплотило в себе наименование моста через реку Неглинную — Кузнецкого моста. который изначально был деревянным, а с 1754 года стал каменным. Название же моста, и первоначальное название улицы Кузнецкий Мост — Кузнецкая, происходят от слободы кузнецов при Пушечном дворе, построенном в конце XV века. В XVII—XVIII веках часть современной улицы — от Рождественки до Большой Лубянки, называлась Введенской по названию церкви Введения Пресвятой Богородицы. В 1922 году в состав улицы был включён Кузнецкий переулок, бывший до этого её продолжением от Петровки до Большой Дмитровки.

## История

### Первые поселения

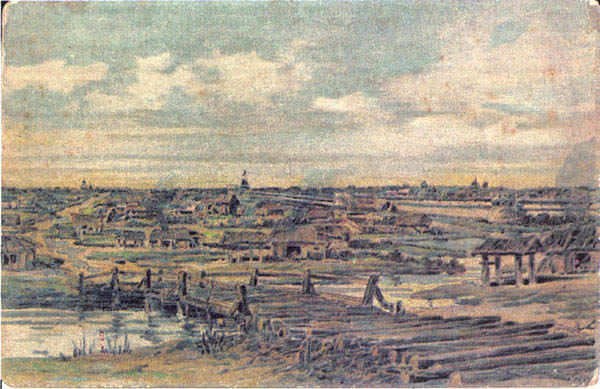
Кучково поле и Кузнецкий мост в XVI в. Художественная открытка товарищества А. И. Абрикосова

По преданиям, дошедшим до наших дней в повести «О зачале царствующего великого града Москвы», первые сёла и слободки в этом районе возникли в XII веке и принадлежали тогда боярину Степану Кучке. Среди слободок была Кузнецкая, которая находилась на слабо заселённой окраине Москвы на высоком левом берегу реки Неглинки — Неглинном верхе — и простиралась до небольшого безымянного ручья, впадавшего в реку в районе современного Рождественского бульвара. Местность именовалась Кучковым селом и Кучковым полем, а ещё во второй половине XII века весь город носил двойное название — Москва или Кучково.

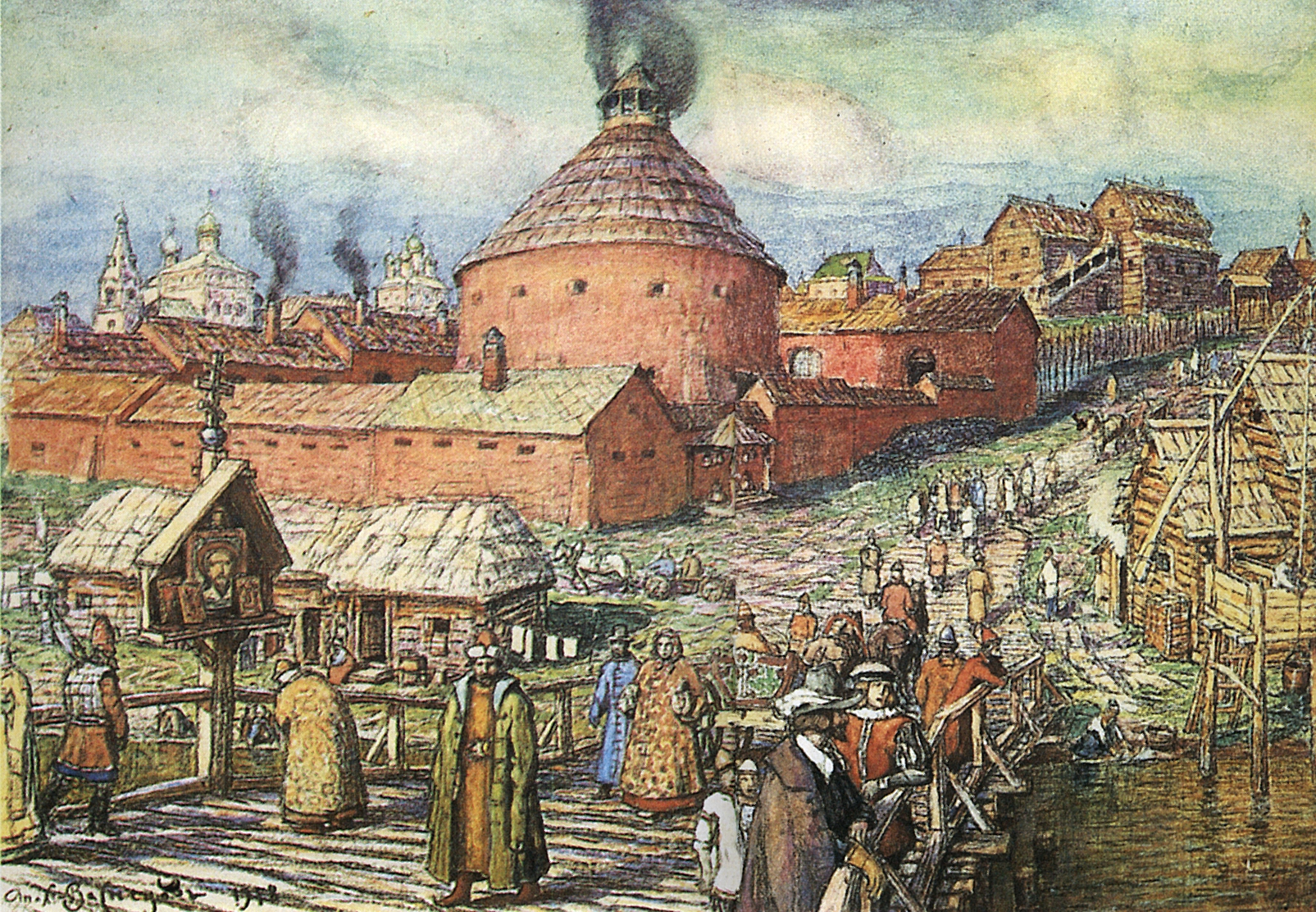
А. М. Васнецов. Пушечно-литейный двор на реке Неглинной в XVII в.

После постройки в конце XV века на берегу реки Пушечного двора (о месте его нахождения напоминает ныне название Пушечной улицы) великий князь московский Иван III поселил на месте старой Кучковской кузнецкой слободки кузнецов и конюхов Пушечного двора. После присоединения к Московскому княжеству в 1478 году Новгорода и в 1510 году Пскова сюда были переселены семьи знати и мастеров различных профессий. Выходцы из Пскова построили в 1514—1518 годах на Неглинном верхе церковь Введения во храм Богородицы на Лубянке (во Псковичах), по которой в XVII—XVIII веках часть современного Кузнецкого Моста (от Рождественки до Большой Лубянки) называлась Введенской улицей.
Постепенно левый берег стал застраиваться монастырскими и владычными слободами: появились слобода соборных звонарей, о которой напоминает сейчас название Звонарского переулка, обширные владения московских Рождественского и Чудова монастырей, Тверского подворья, подворья суздальских Покровского и Спасо-Евфимьева и костромского Богоявленского монастырей. Церковные и монастырские владения способствовали активному заселению этой территории жителями. «Перепись московских дворов» 1620 года уже сообщала о существовании улицы, соответствовавшей современному Кузнецкому Мосту. В то время здесь жил тверской архиепископ Пафнутий, стояли княжеские дворы Засекина, Звенигородского и Мосальского, дворы «патриаршего боярина» Колтовского и Теплицкого. Ниже по склону берега, ближе к реке, жили кузнецы и извозчики. Через Неглинку был перекинут деревянный мост, который стал именоваться Кузнецким, а Неглинный верх получил второе название — Кузнецкая гора. По некоторым сведениям, мост носил ранее и другое название — Петровский, а первые упоминания о его существовании датируются 1488 годом. В течение многих лет жители изменяли первоначальный рельеф, срезая пригорки, сглаживая обрывистые склоны левого берега реки для садов и огородов. Частые пожары способствовали изменению размеров владений, между которыми появлялись и исчезали переулки, а на месте курных изб простолюдинов строились большие дворы именитых стольников, окольничих князей и дворян. В XVII веке здесь жили князья Щербатовы, Львовы, представители других знатных фамилий.

### Улица в XVIII веке
На планах XVIII века ведущая к мосту улица обозначалась как Кузнецкая, а между ней и Софийкой существовал тогда небольшой «проезжий переулок». Постепенно, сначала в обиходе, а затем и официально, улица получила название Кузнецкий Мост и вместе с другими улицами и переулками стала частью сформировавшегося вокруг Кремля полукольца. Отрезок от Кузнецкого моста (угла с Петровкой) и выше в сторону Большой Дмитровки именовался Кузнецким переулком. Некоторое время частью Кузнецкого переулка считался современный Камергерский переулок.

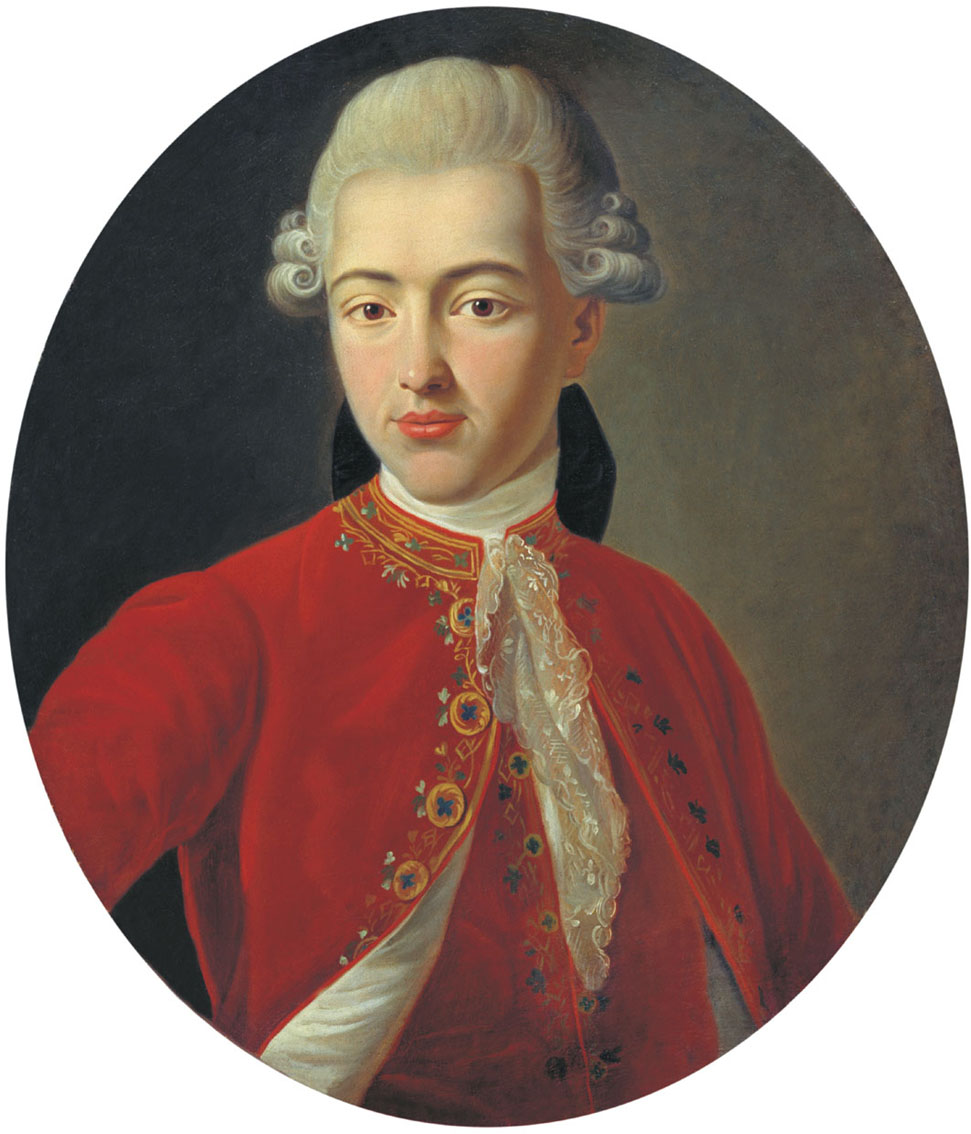
Граф И. И. Воронцов

С конца XVII — начала XVIII веков всю северную часть улицы от Рождественки до Петровки по обоим берегам реки занимала усадьба кабинет-министра А. П. Волынского. После казни Волынского имение перешло в казну, но в 1742 году было возвращено его семье. Сначала владельцем усадьбы являлся П. А. Волынский, а с 1759 года — камергер граф И. И. Воронцов, женившийся на дочери А. П. Волынского Марии. Воронцов значительно расширил территорию усадьбы и превратил её центральную часть во французский сад с оранжереями, фонтанами и прудами. На Кузнецкой улице было построено несколько каменных строений, которые сдавались внаём под квартиры и лавки. Парадной частью усадьба выходила к Рождественке, где в 1778 году был построен большой каменный барский дом (ныне это сильно перестроенное здание Московского архитектурного института). В 1793 году богатая помещица И. И. Бекетова купила половину обширного владения — от Рождественки до Неглинной, другая половина осталась в собственности Воронцовых. Пасынок Бекетовой, известный издатель, журналист и коллекционер П. П. Бекетов в одном из флигелей владения открыл типографию, где печатал книги и гравированные портреты. Здесь же находилась популярная книжная лавка Бекетова. Дом Бекетовых посещали многие известные писатели того времени.
Вместе с Волынскими-Воронцовыми на Кузнецкой улице и в Кузнецком переулке начали селиться представители других знатных фамилий: Бибиковы, Боборыкины, Борятинские, Хомяковы, Мясоедовы, Собакины, Голицыны и другие. Так, в конце XVIII века северная часть Кузнецкого переулка от угла с Большой Дмитровкой принадлежала Мясоедовым, противоположная — Щербатовым-Шаховским и Хомяковым. Участок, на котором сейчас находится дом № 20, принадлежал дворянке Д. Н. Салтыковой («Салтычихе»), а далее до угла со Сретенкой (сейчас — Большая Лубянка) шли владения князя Долгорукова-Крымского. Однако несмотря на заселение Кузнецкого Моста дворянами, район не имел такого парадного характера, которым обладало Занеглименье (от правой стороны реки Неглинной к Кремлю).
В 1753—1761 годах деревянный Кузнецкий мост был заменён белокаменным, построенным по проекту и «под смотрением» архитектора Д. В. Ухтомского его гезелем (помощником) С. Я. Яковлевым. Кузнецкий мост в это время был одним из четырёх существовавших в Москве каменных мостов. Он стоял на четырёх массивных опорах с полуциркульными сводами, высота пролётов составляла около 6,5 м, а проезжая часть возвышалась к середине, в связи с чем мост называли также «горбатым». Трёхпролётный мост шириной около 12 м и длиной 120 м начинался от места, где в настоящее время находится перекрёсток Кузнецкого Моста и Неглинной улицы, и заканчивался у современной Рождественки, что объясняется крутизной левого берега Неглинки и пологостью правого, а также шириной реки (около 30 м). В конце XVIII века южный угол моста (место нового корпуса ЦУМа) был занят церковью Воскресения Словущего и кладбищем при ней, здесь же находились церковные лавки и «блиння», сдаваемые внаём. Вдоль моста располагались владения А. Келарёва, которые также сдавались в аренду. Некоторые исследователи полагают, что построенный Ухтомским мост — не первый каменный мост через Неглинную в этом месте.
Большой московский пожар 1737 года опустошил улицу, однако на ней быстро были отстроены новые здания, в части которых разместились лавки. Постепенно к лавкам русских купцов прибавились еврейские, затем немецкие магазины. После издания в 1763 году Екатериной II указа о привилегиях иностранцам в Москве образовалась целая французская колония, обосновавшаяся в районе Кузнецкого моста. Французские купцы начали открывать на улице свои магазины, главным образом модных и галантерейных товаров. Здесь, в отличие от большинства других районов Москвы, русская аристократия с развитием торговли не только не продавала свои усадьбы, а превращала их в доходные, перестраивая в более крупные торговые сооружения. Уже к началу XIX века Кузнецкий Мост превратился в главную торговую улицу Москвы. Издававшийся в конце XVIII века И. А. Крыловым журнал «Зритель» так охарактеризовал улицу:
Где за французский милый взор
бывает денег русских сбор.И. А. Крылов

### «Святилище роскоши и моды»
В 1804 году в специальной подземной галерее до улицы был проведён Мытищинский водопровод, шедший далее уже в чугунных трубах. Река Неглинка была направлена по открытому каналу, который, начиная от Кузнецкого Моста, был ограждён с обеих сторон выразительной чугунной решёткой, позднее перенесённой на ограды храма Василия Блаженного и Александровского сада. К мосту шли ступени, на которых, как вспоминал историк Москвы И. М. Снегирёв, сидели «нищие и торговки с мочёным горохом, разварными яблоками и сосульками из сухарного теста с мёдом, сбитнем и медовым квасом — предметами лакомства прохожих».

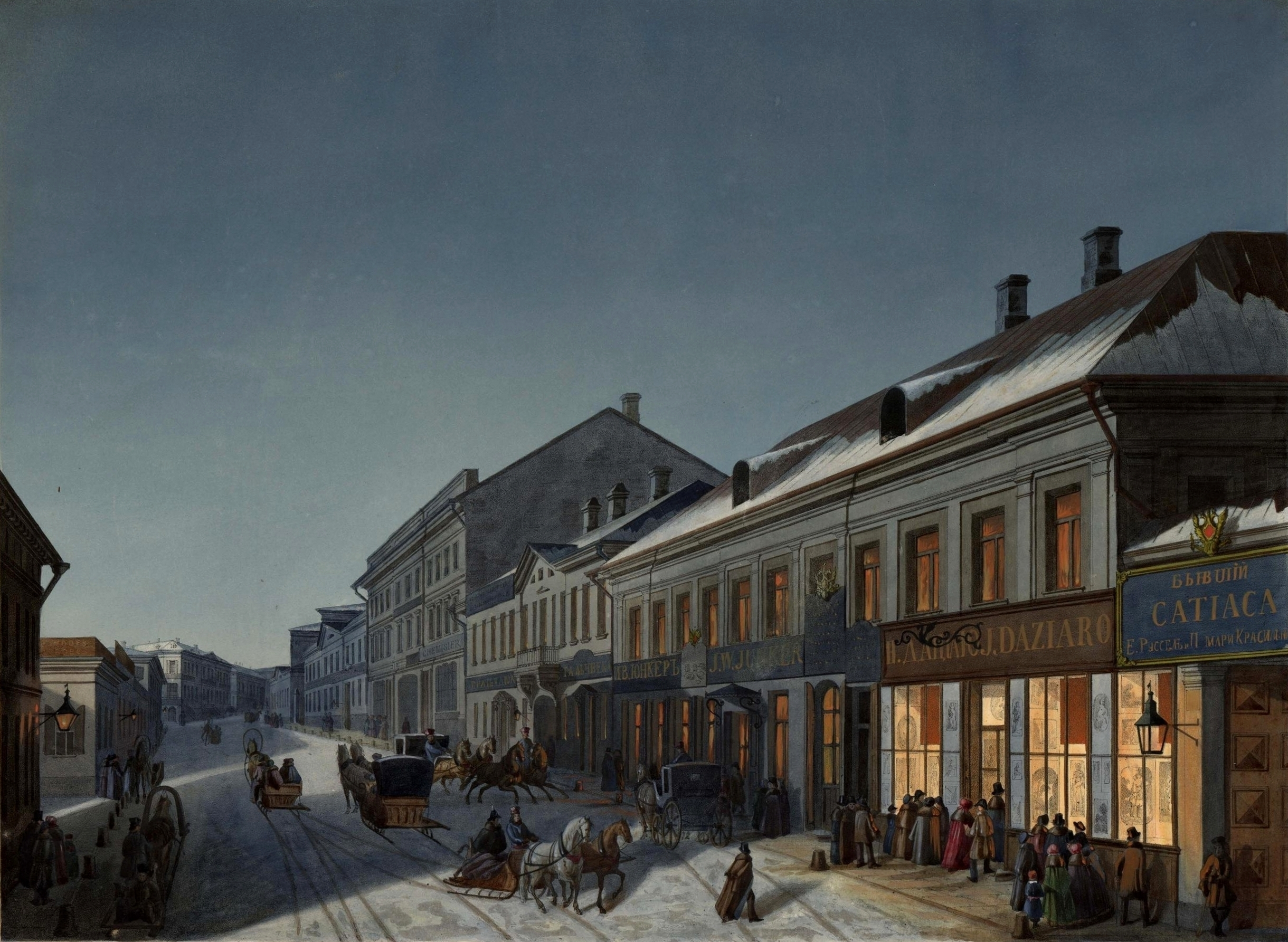
Улица в 1834 г., гравюра И. Дациаро

Перед вступлением в город армии Наполеона градоначальник Москвы граф Ф. В. Ростопчин выслал многих торговцев французского происхождения и запретил на Кузнецком Мосту вывески на французском языке. Пожар Москвы 1812 года не затронул улицу, так как французская гвардия взяла на себя охрану находившихся здесь лавок своих соотечественников. После победы над Наполеоном французская торговля на улице стала быстро возрождаться: уже в 1814 году «Русский вестник» писал, что на Кузнецком Мосту вновь «засело прежнее владычество французских мод». В 1817—1819 годах пересекающая улицу Неглинка была накрыта каменными сводами, Кузнецкий мост был засыпан привезённой землёй, парапеты моста сняты, а по их линиям выстроены новые дома. Известный в те времена «передатчик новостей» почтмейстер Булгаков писал об этом событии брату: 
…смешно, что будут говорить: пошёл на Кузнецкий мост, а его нет, как нет «зелёной собаки»
.

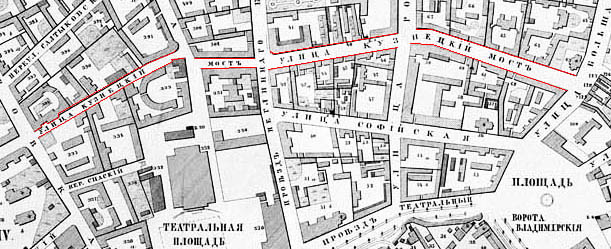
План Кузнецкого Моста в 1853 году (фрагмент Атласа столичного города Москвы А. Хотева)

В послевоенное время на улице возник ряд строений, сохранившихся в своей основе до настоящего времени. Застройка Кузнецкого Моста в то время была в основном двухэтажной. В. Г. Белинский в одном из своих произведений мысленно вёл по Кузнецкому Мосту петербуржца, который был бы непременно поражён невысокими домами, которые были «до того миниатюрные, что ему пришла бы в голову мысль — уж не попал ли он — новый Гулливер в царство лилипутов». К 1833 году на улицу вернулись запрещённые вывески на французском языке, о чём А. С. Пушкин писал жене: «Важная новость: французские вывески, уничтоженные Ростопчиным в год, когда ты родилась, появились опять на Кузнецком Мосту». Наряду с французскими магазинами на улице стали появляться английские, немецкие, итальянские лавки. Из 18 модных лавок, находившихся в 1826 году на Кузнецком Мосту, только одна принадлежала русским владельцам. Изданный в том же году путеводитель по Москве сообщал:
С раннего утра до позднего вечера видите вы здесь множество экипажей, и редкий какой из них поедет, не обоклав себя покупками. И за какую цену? Всё втридорога; но для наших модников это ничего: слово куплено на Кузнецком Мосту придаёт каждой вещи особенную прелесть
.

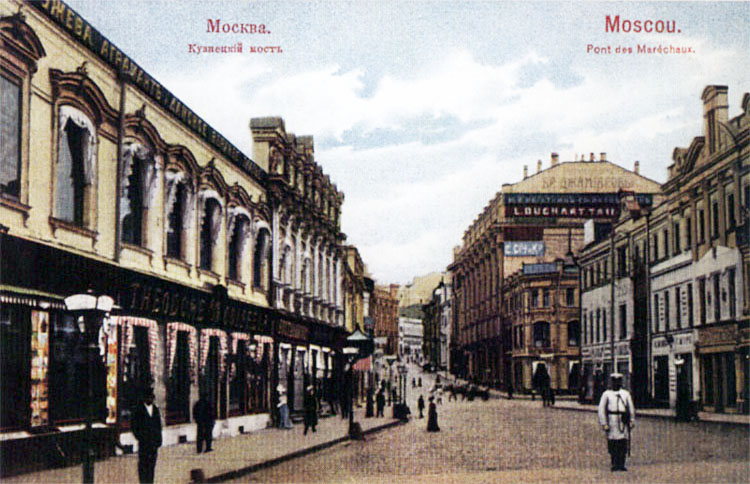
Кузнецкий Мост в конце XIX в.

Наличие множества модных магазинов превратило улицу в место гуляний и встреч аристократов, а Кузнецкий Мост стал зваться «святилищем роскоши и моды». Модные лавки предлагали услуги по пошиву одежды на заказ и продавали конфекцион — готовое платье и бельё. С середины XIX века готовое платье стало вытеснять сшитое на заказ, а после проведённой крестьянской реформы повысился спрос на более простую одежду. Однако аристократия продолжала покупать модные товары на Кузнецком Мосту. В магазинах стали продавать «готовое платье из Парижа», образцы которого экспонировались в витринах на манекенах. Многие фирмы перешли на пошив одежды по европейским образцам на заказ, срок исполнения которых составлял 24 часа. Владельцы крупных магазинов лично выезжали в Париж за новейшими моделями два раза в год. Писатель М. Пыляев так характеризовал улицу середины XIX века: «Кузнецкий мост теперь самый аристократический пункт Москвы; здесь с утра и до вечера снуют пешеходы и экипажи, здесь лучшие иностранные магазины и книжные лавки». Оживлённая торговля разрушила усадебную замкнутость улицы и полностью изменила тенденцию её застройки.
В конце 1865 года Кузнецкий Мост стал первой московской улицей, где было опробовано освещение газовыми фонарями, распространённое в дальнейшем на весь город, а в 1886 году на улицу пришло электрическое освещение. В конце XIX — начале XX века многие участки улицы перешли в собственность нескольких крупных домовладельцев: братьев Третьяковых и Джамгаровых, купцов Солодовникова и Фирсанова. Тогда же Кузнецкий Мост начали застраивать высокими доходными домами, зданиями торговых фирм и банков, крупными магазинами. В это время были построены доходные дома М. Сокол, Хомякова, братьев Третьяковых, Первого Российского страхового общества, здание банка Л. Полякова, дом торговой фирмы А. М. Михайлова и ряд других примечательных зданий. М. Горький в романе «Жизнь Клима Самгина» так описал Кузнецкий Мост того времени:
Дома, осанистые и коренастые, стояли, плотно прижавшись друг к другу, крепко вцепившись в землю фундаментами.
Улица была вымощена разноцветной брусчаткой из разных пород камня, а для пешеходов через мостовую были проложены асфальтированные переходы.

### Советское время
После Октябрьской революции большинство магазинов на улице были закрыты, а в их помещениях разместились различные учреждения и организации. В 1922 году к улице, шедшей от Петровки до Большой Лубянки, был присоединён Кузнецкий переулок, и Кузнецкий Мост протянулся до Большой Дмитровки. После официального присоединении переулка нумерация домов началась от угла Большой Дмитровки. В годы НЭПа на Кузнецком вновь расцвела торговля. В начале 1922 года М. А. Булгаков так описывал улицу того времени: 
Зашевелились Кузнецкий, Петровка, Неглинный, Лубянка, Мясницкая, Тверская, Арбат. Магазины стали расти, как грибы, окроплённые живым дождём НЭПО…<…> На Кузнецком целый день кипит на обледеневших тротуарах толчея пешеходов, извощики едут вереницей, и автомобили летят, хрипя сигналы.

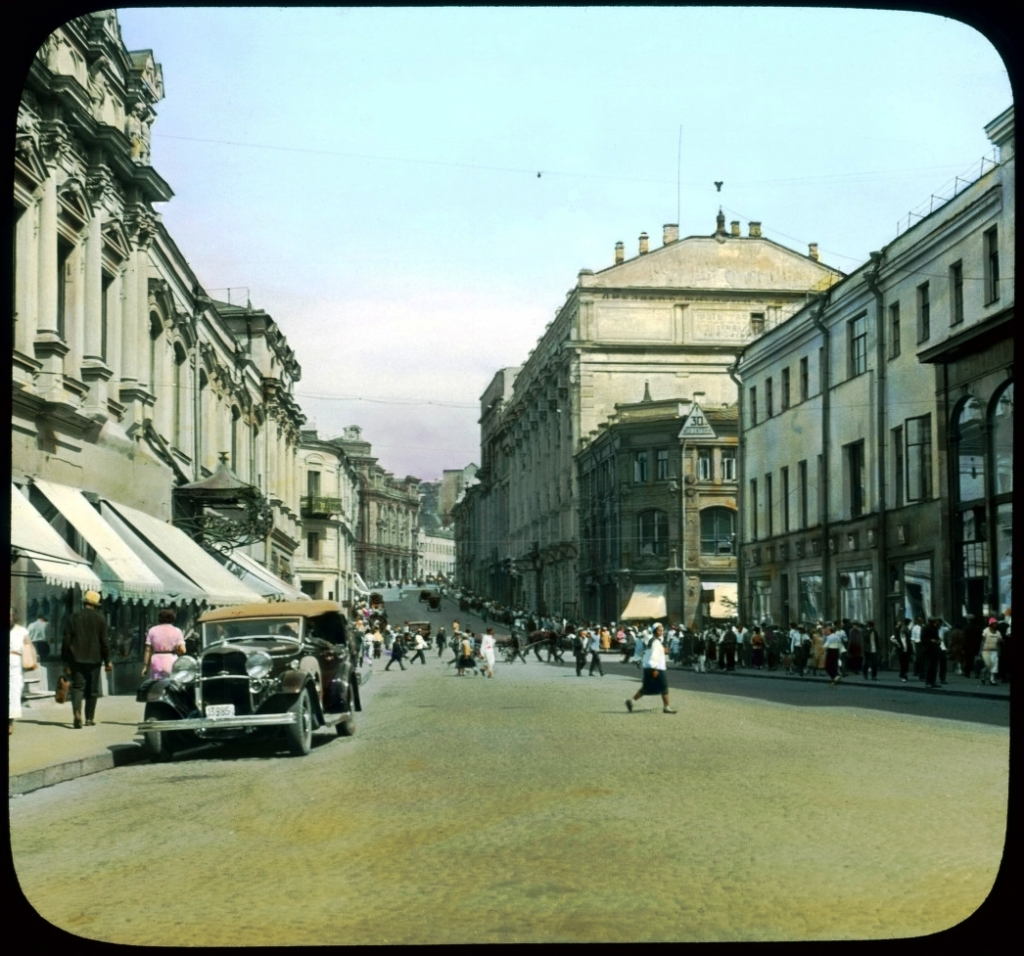
Улица Кузнецкий Мост в 1932—1933 годах.

В 1920-х годах на Кузнецком Мосту открылись многочисленные издательства и книжные магазины: «Большая советская энциклопедия», «Московский рабочий», «Земля и фабрика», «Международная книга» и другие. В это же время улица понесла первую за советское время архитектурную утрату: на углу с Большой Лубянкой была разрушена Церковь Введения Пресвятой Богородицы во Храм. В 1930-х годах процесс массовой надстройки расположенных в центре Москвы зданий практически не коснулся Кузнецкого Моста — большинство строений сохранили первоначальный вид, лишь на два этажа была увеличена высота торгового дома Хомякова. При разработке Генерального плана реконструкции Москвы 1935 года улицу предполагали основательно расширить и включить в состав нового Центрального полукольца. Эти планы реализованы не были, однако в 1946 году при расширении Петровки был снесён угловой дом Анненковых (№ 5/5), а на его месте разбит сквер. В это же время другой сквер был образован на месте разрушенного во время войны Солодовниковского пассажа (№ 8).
В послевоенное время одной из главных достопримечательностей Кузнецкого Моста, продолжившей его модную славу, стал Общесоюзный дом моделей (№ 14), который проводил здесь показы одежды, создавал коллекции для всех швейных фабрик СССР, шил одежду для советской элиты. С середины XX века на улице работают Театр оперетты, Московский дом художника, Государственная публичная научно-техническая библиотека и Государственная театральная библиотека. В 1960-х — 1980-х годах продолжилось разрушение исторической застройки улицы: в 1965 году был кардинально перестроен пассаж Сан-Галли, а в начале 1980-х годов строения на углу с Большой Лубянкой были заменены на большое монументальное здание КГБ СССР.
На расположенном в низине участке улицы от Петровки до Неглинного проезда часто случались наводнения. Вышедшая из подземного русла река Неглинная затапливала близлежащие дома, нанося им большой ущерб. Наводнения прекратились после прокладки для Неглинной в 1974—1975 годах нового коллектора большого сечения.
В 1986 году в ходе прокладки теплотрассы к зданию МХАТа был случайно найден Кузнецкий мост, при этом в ходе работ частично пострадали его конструкции. Мост был археологически расчищен, проведена его архитектурная фиксация, а разрушенные устои древнего сооружения были восстановлены. Однако в связи с тем, что котлован мешал движению транспорта, мост было решено вновь законсервировать, засыпав песком. На углу Кузнецкого Моста и Неглинной улицы возле нового корпуса ЦУМа в настоящее время можно увидеть невысокую металлическую пирамиду-отдушину, ведущую к законсервированным конструкциям Кузнецкого моста.

### Современность
В период с начала 1990-х годов улица понесла несколько архитектурных утрат. Несмотря на охранный статус, были снесены строения, ранее принадлежавшие Тверскому подворью (см. владение № 17), снесён и заново отстроен главный дом усадьбы Щербатовых (№ 4, во дворе), разрушен доходный дом Фирсанова (№ 15/8, стр. 2), утрачен декор витрин бывшей парикмахерской «Базиль» (№ 6, правая часть). На месте образовавшихся в послевоенное время скверов были построены «Берлинский дом» и новый корпус ЦУМа. На 2011 год основная часть строений улицы включена в состав заповедной территории, а большинство зданий имеют статус памятников архитектуры регионального и федерального значения.
Искусство и культура представлены на улице Московским театром оперетты, выставочными залами Московского дома художника; образование и наука — двумя крупными государственными библиотеками, Высшей школой изящных искусств. Однако, как и в прежние времена, Кузнецкий Мост — главным образом, улица магазинов, бутиков и ресторанов. Возрождение Кузнецкого Моста как улицы роскоши во многом связано с полной реновацией ЦУМа, чей главный вход теперь выходит именно на Кузнецкий мост. Свою роль в превращении Кузнецкого Моста в модную улицу сыграл четырёхэтажный магазин Podium, Торговый дом «Светлана», ресторан А. Новикова Vogue Cafe.
Существовали планы устройства на Кузнецком Мосту пешеходной зоны. Однако намерения властей сделать отрезок улицы от Неглинной до Рождественки пешеходным реализованы не были, и в 2010 году реализация этой идеи была отложена под предлогом необходимости утверждения правил землепользования и застройки города. В декабре 2012 года часть улицы от Большой Дмитровки до Рождественки стала пешеходной зоной. Район Кузнецкого Моста находится на первом месте среди московских районов по среднему уровню цен на квартиры.
| |
| Координаты начала улицы: 55°45′38″ с. ш. 37°36′55″ в. д. Координаты конца улицы: 55°45′41″ с. ш. 37°37′38″ в. д. |

## Примечательные здания и сооружения

### По нечётной стороне

#### Городская усадьба Мясоедовых (№ 1/8)[сн 2]
На углу с Большой Дмитровкой — городская усадьба Мясоедовых, архитектурный облик которой сформировался в середине XVIII — начале XIX веков. Застройка владения — уникальный по полноте и стилистической цельности ансамбль городской усадьбы времён зрелого классицизма. Фасад главного дома сохранился практически без изменений, частично сохранились планировка и отделка интерьеров первой половины XIX века. План и фасад усадьбы с подробной экспликацией главного здания включён в «Альбом» архитектора М. Ф. Казакова (в некоторых источниках он указывается в качестве автора здания).
В 1793 году усадьба числилась за Н. Е. Мясоедовым. В 1809 году дом принадлежал сенатору Ф. А. Толстому. Владелец усадьбы обладал огромным собранием славяно-русских рукописей и старопечатных книг, которое в 1820 годах продал Санкт-Петербургской публичной библиотеке. С начала 1830 года дом числился в ведомстве Дирекции императорских театров, которая разместилась здесь сама, а вскоре перевела сюда с Поварской улицы Московскую театральную школу|Московское театральное училище|Московскую театральную школу, для которой во дворе усадьбы были выстроены два корпуса и оборудован танцевальный зал. При школе жили её преподаватели и воспитанники, среди которых были будущие актрисы Н. М. Медведева и Г. Н. Федотова. Театральная школа находилась в усадьбе до 1863 года, когда переехала на Неглинный проезд. В Дирекции императорских театров, которую возглавлял композитор А. Н. Верстовский, служили А. Н. Островский и Е. А. Салиас. В 1895 году Л. Н. Толстой читал здесь артистам Малого театра свою пьесу «Власть тьмы», с которой только что был снят цензурный запрет.
После Октябрьской революции в усадьбе размещались Управление государственных театров и Комитет охраны государственных музыкальных инструментов, который возглавлял А. В. Луначарский. В разное время в пристройках и флигелях усадьбы жили: оперные певцы Н. А. Обухова и И. С. Козловский, артист балета В. В. Смольцов, дирижёр А. М. Пазовский, востоковед-медиевист Б. Н. Заходер. С 1948 года в главном доме работает Государственная театральная библиотека (в настоящее время — Российская государственная библиотека по искусству). Городская усадьба Мясоедовых является объектом культурного наследия федерального значения.

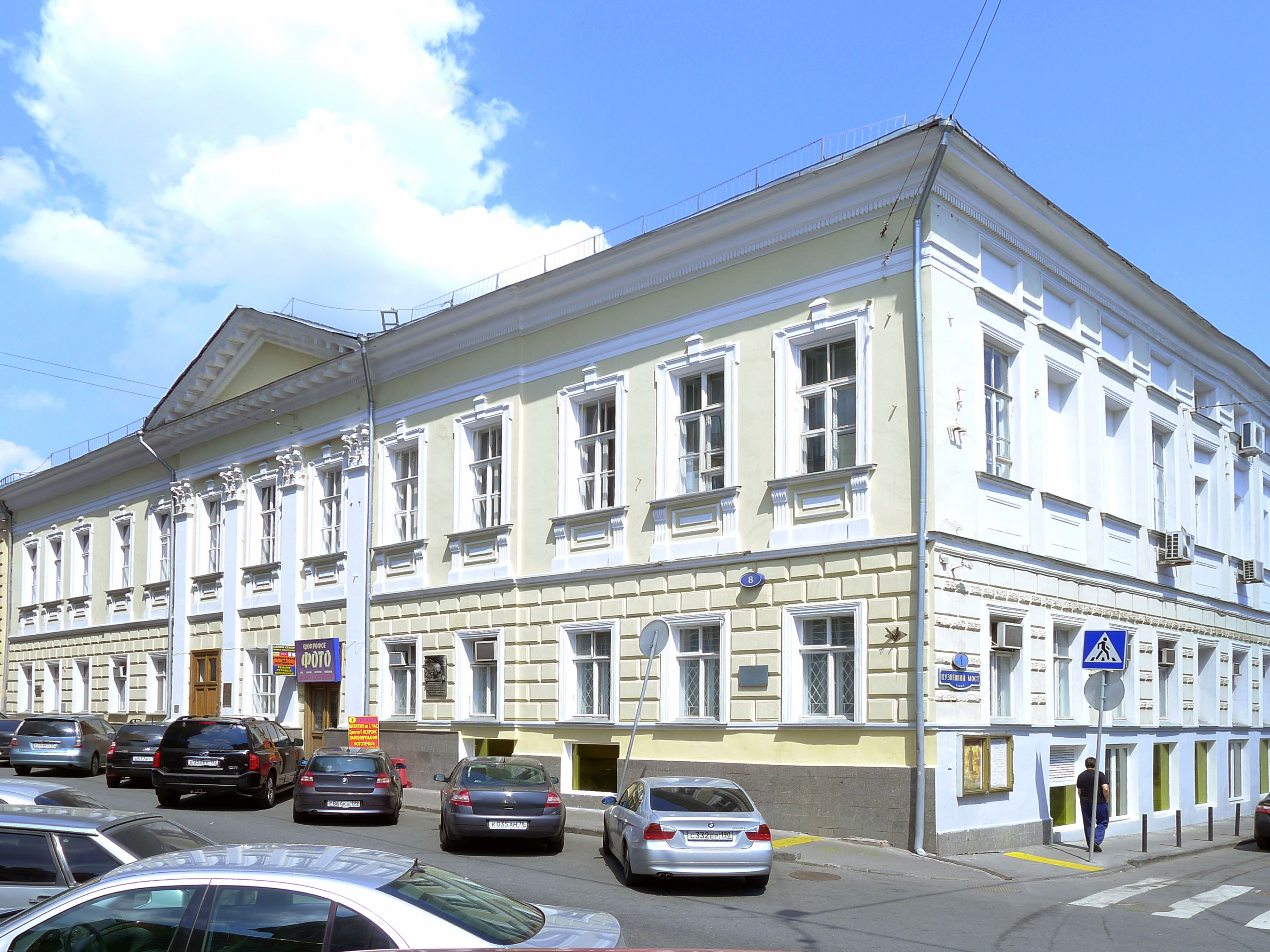
Главный дом городской усадьбы Мясоедовых, вид с Большой Дмитровки
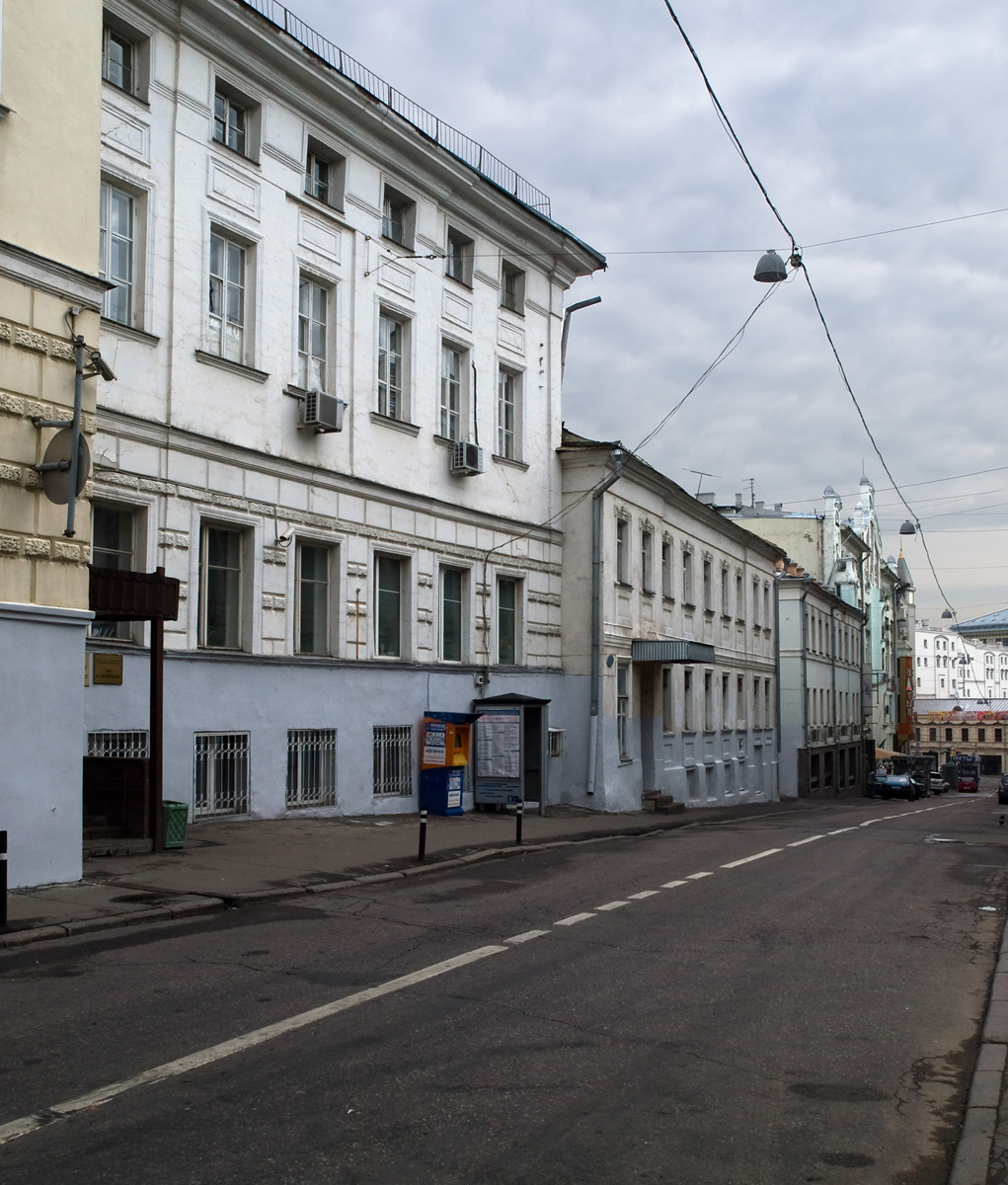
Торец главного дома и флигели усадьбы

#### Владение № 3
Владение № 3 в настоящее время состоит из двух построек по фасаду. В адресных книгах Москвы с 1916 по 1923 год указывалось, что здесь располагался магазин Шанкса.

##### Конторское здание (левая часть)
Дом построен в 1901 году по проекту архитектора М. А. Арсеньева. Трёхэтажное здание примыкает к одному из флигелей усадьбы Мясоедовых и представляет собой рациональную, стилистически трудно определимую постройку с украшениями в виде четырёх крупных женских герм между окнами третьего этажа. После постройки здание целиком занимали различные торговые и конторские учреждения. В 1930-х годах здесь размещался посудо-хозяйственный магазин Мосторга. В настоящее время первый этаж здания занимает офис российской авиакомпании «Аэрофлот».

##### Доходный дом М. В. Сокол (правая часть)
Пятиэтажный доходный дом построен в начале 1904 года для домовладелицы М. В. Сокол архитектором И. П. Машковым в стиле венского сецессиона. Майоликовая мозаика в аттике с изображением орла, парящего над горами, была выполнена по эскизу живописца Н. Н. Сапунова. И. П. Машков использовал для декорирования фасада также рельефные изразцы «рыбки» по рисунку М. А. Врубеля 1890-х годов. Нижние этажи доходного дома владельцы сдавали под торговлю, верхние — под квартиры. В разное время здесь жили: дирижёр Большого театра Ю. Ф. Файер, актриса театра и кино Е. Н. Гоголева, оперная певица Е. И. Збруева. В советское время в здании размещался магазин «Мосторга», книжная лавка «Международная книга», магазин издательства «Академия». С 1960-х годов по сегодняшний день здесь работает ГУП «Моспроект-3». При перестройках 1930-х — 1970-х годов были утрачены отделка и некоторые детали внешнего декора здания. Доходный дом является объектом культурного наследия регионального значения.

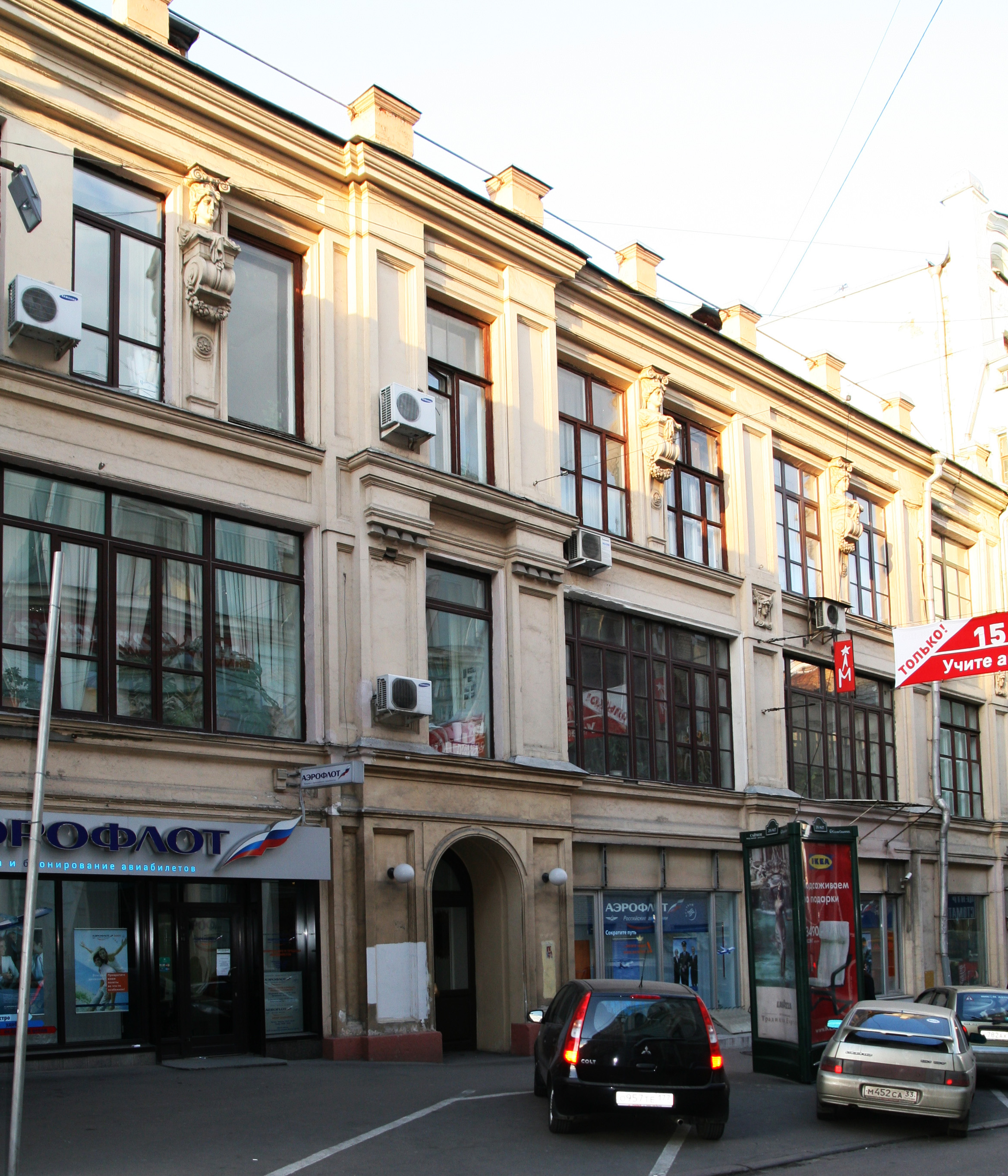
Конторское здание (№ 3, левая часть владения)
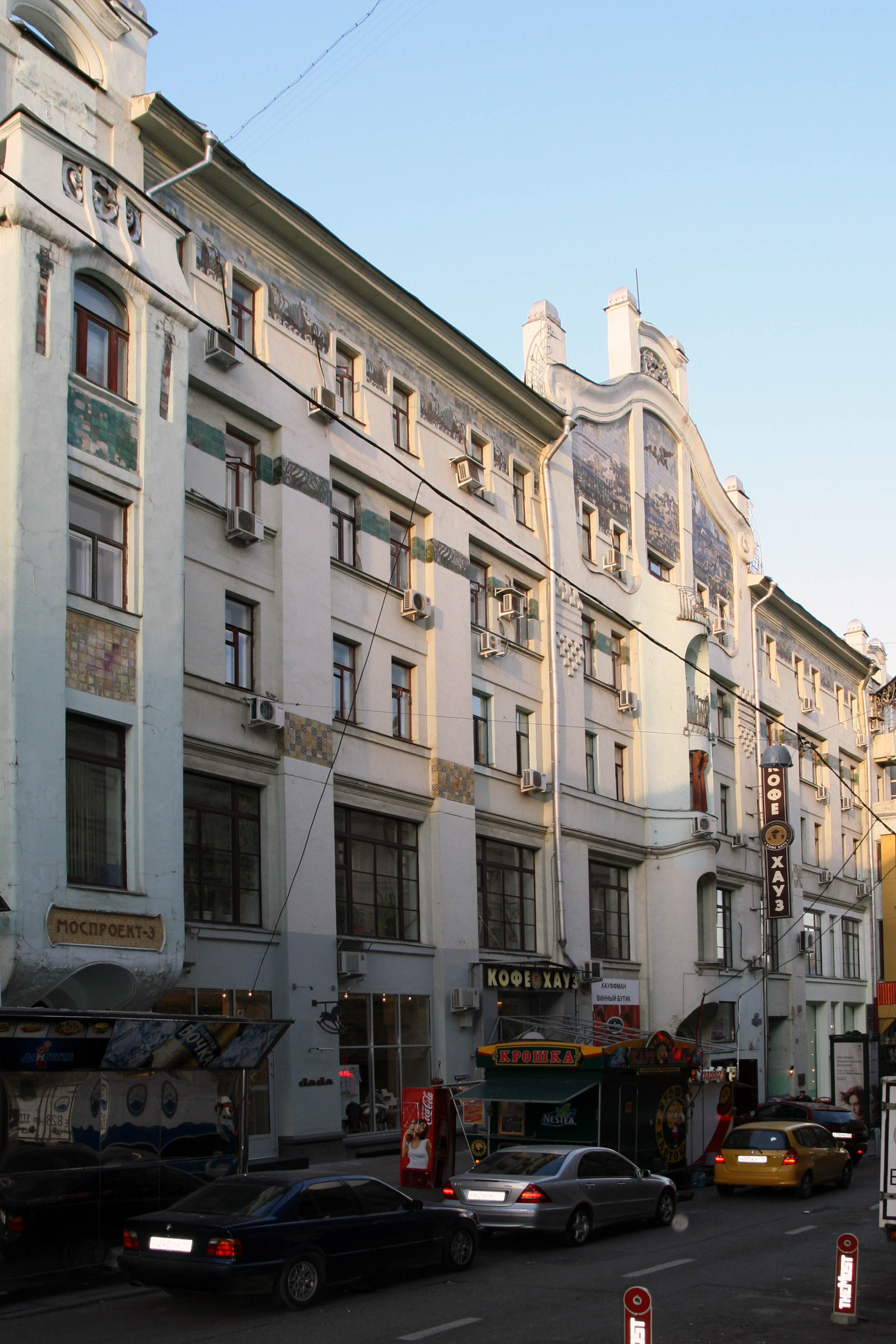
Доходный дом Сокол
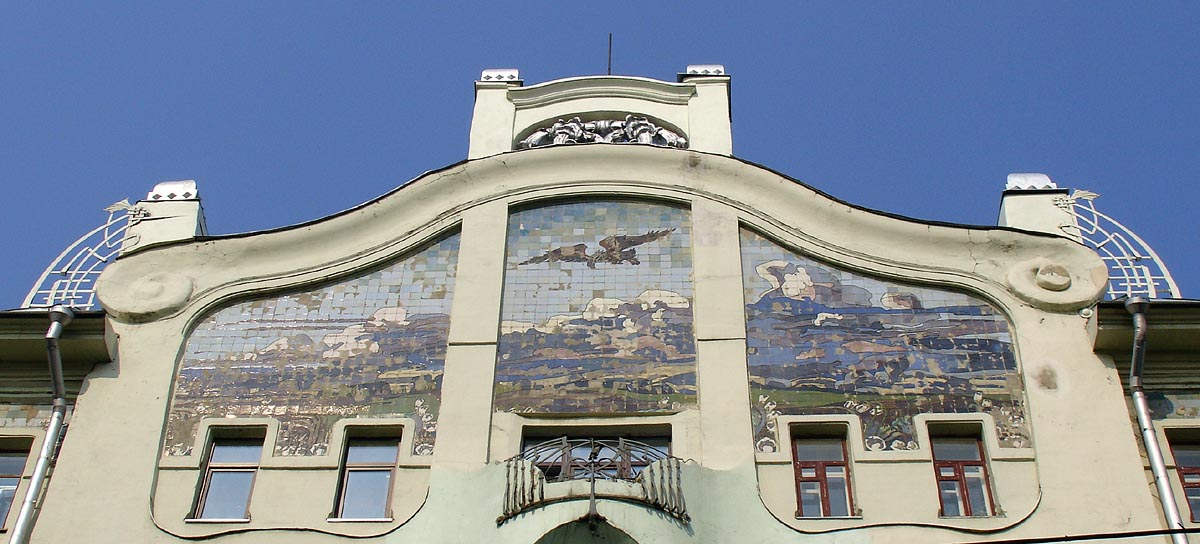
Доходный дом Сокол (аттик)

#### «Берлинский дом» (№ 5/5)
В 1776 году на этом участке для генерал-губернатора Сибири И. В. Якоби был построен большой дом с классической полуротондой, к которой примыкали два симметричных трёхэтажных корпуса. По предположению искусствоведа И. Э. Грабаря, автором здания являлся русский зодчий В. И. Баженов. В 1786 году дом перешёл дочери Якоби А. И. Анненковой. За баснословное богатство Анненкову прозвали «королевой Голконды». В этом доме прошли детские и юношеские годы её сына, декабриста, члена Южного общества И. А. Анненкова. Быт семьи Анненковых описан в воспоминаниях жены декабриста француженки Полины Гёбль (в замужестве П. Е. Анненкова). Дом принадлежал Анненковым до 1837 года, когда был продан Михалковым, которые сделали из него доходное владение. В доме размещались многочисленные рестораны и гостиницы. Здесь бывали А. С. Пушкин, И. С. Тургенев, Н. А. Некрасов, М. Е. Салтыков-Щедрин, С. П. Трубецкой и Н. И. Тургенев и другие. В разные годы здесь также работали фотоателье многих известных фотографов. В ателье М. С. Наппельбаума были сделаны многие ставшие впоследствии известными фотопортреты — Блока, Есенина, Ахматовой, Шаляпина, Ленина. После революции в помещениях бывшей кондитерской «Трамбле» открылось кафе поэтов «Музыкальная табакерка», где читали свои произведения Маяковский, Есенин, Шершеневич, Бурлюк, пел Вертинский. В 1920 году в здании разместилась редакция «Большой советской энциклопедии».
Несмотря на официальный статус архитектурного памятника, дом был разрушен при реконструкции Петровки в 1946 году, а на его месте был разбит сквер, где в течение четырёх десятилетий находилась летняя веранда кафе «Дружба». В 2002 году на углу с Петровкой был возведён офисно-торговый «Берлинский дом», решение о строительстве которого было принято мэром Москвы Ю. М. Лужковым и бургомистром Берлина. Над разработкой архитектурного проекта здания работал авторский коллектив под руководством Ю. П. Григорьева, И. К. Бартошевича и К. Д. Кребса. Фасад дома имеет симметричную композицию с двумя акцентированными входами и окаймляющей здание галереей. Здание венчает мансарда с арочными остеклёнными элементами, а угловые эркеры оформлены башенками. По мнению архитектурного критика Н. С. Малинина, «Берлинский дом» нарушает сложившийся масштаб застройки улицы и входит в список десяти «самых уродливых» зданий, построенных в Москве в конце 1990-х — начале 2000-х годов.

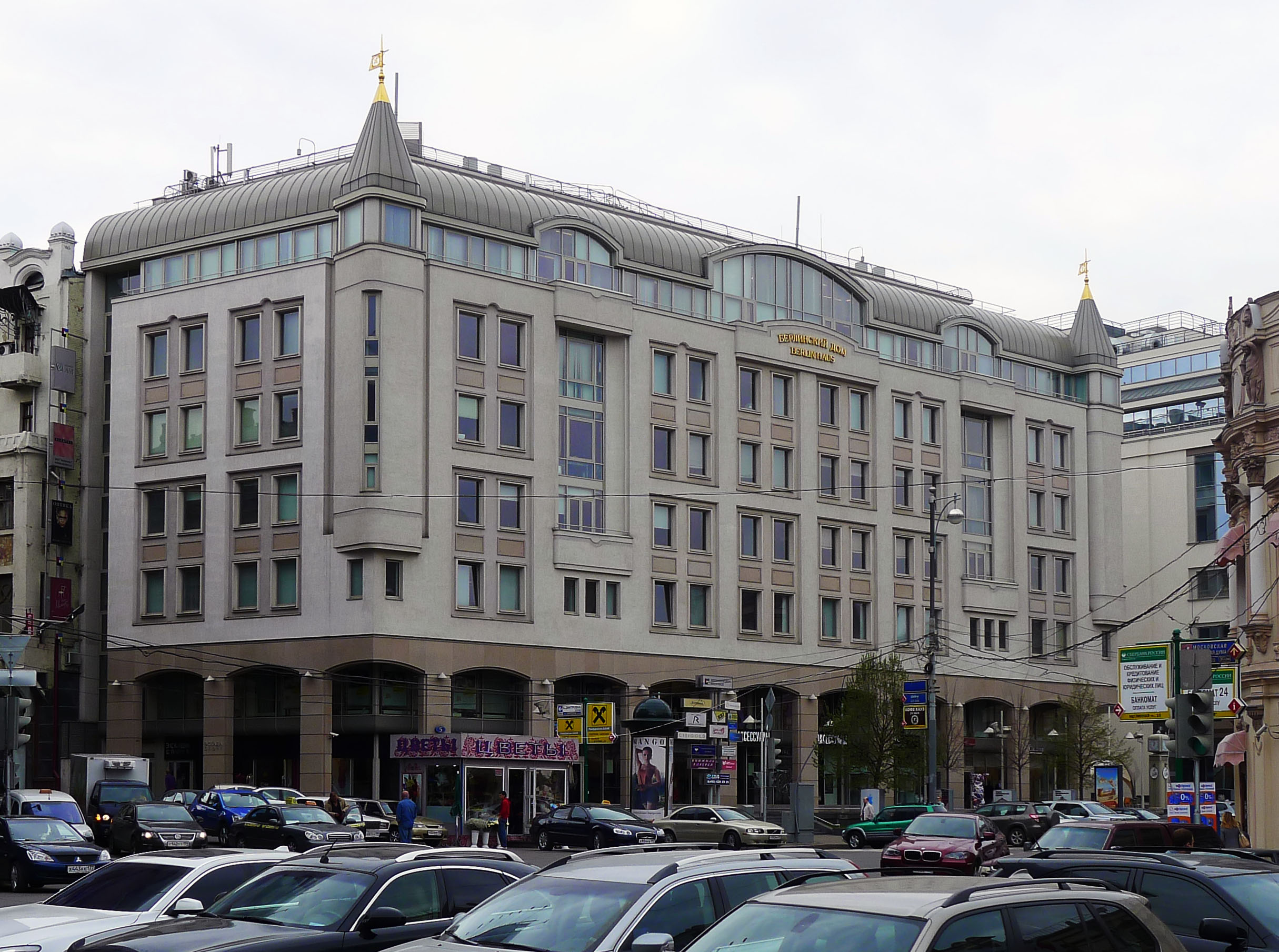
«Берлинский дом»
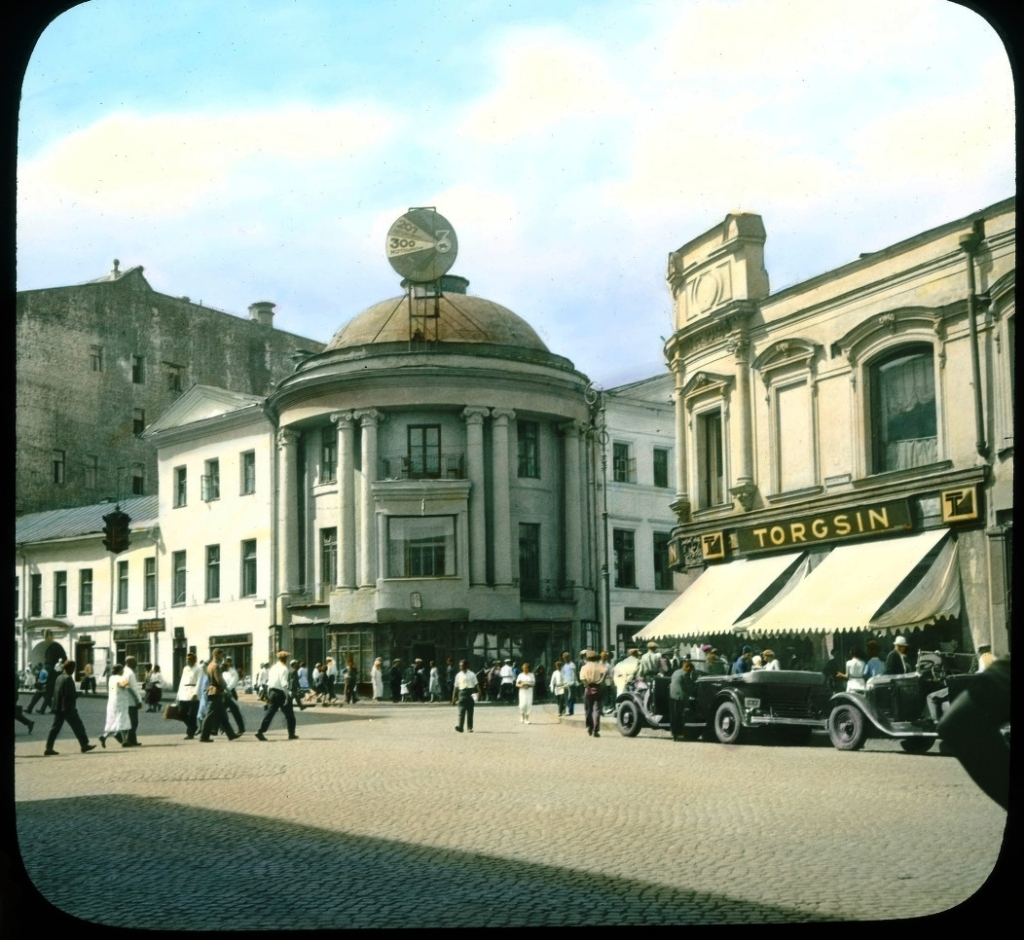
Дом Анненковых, 1931 г
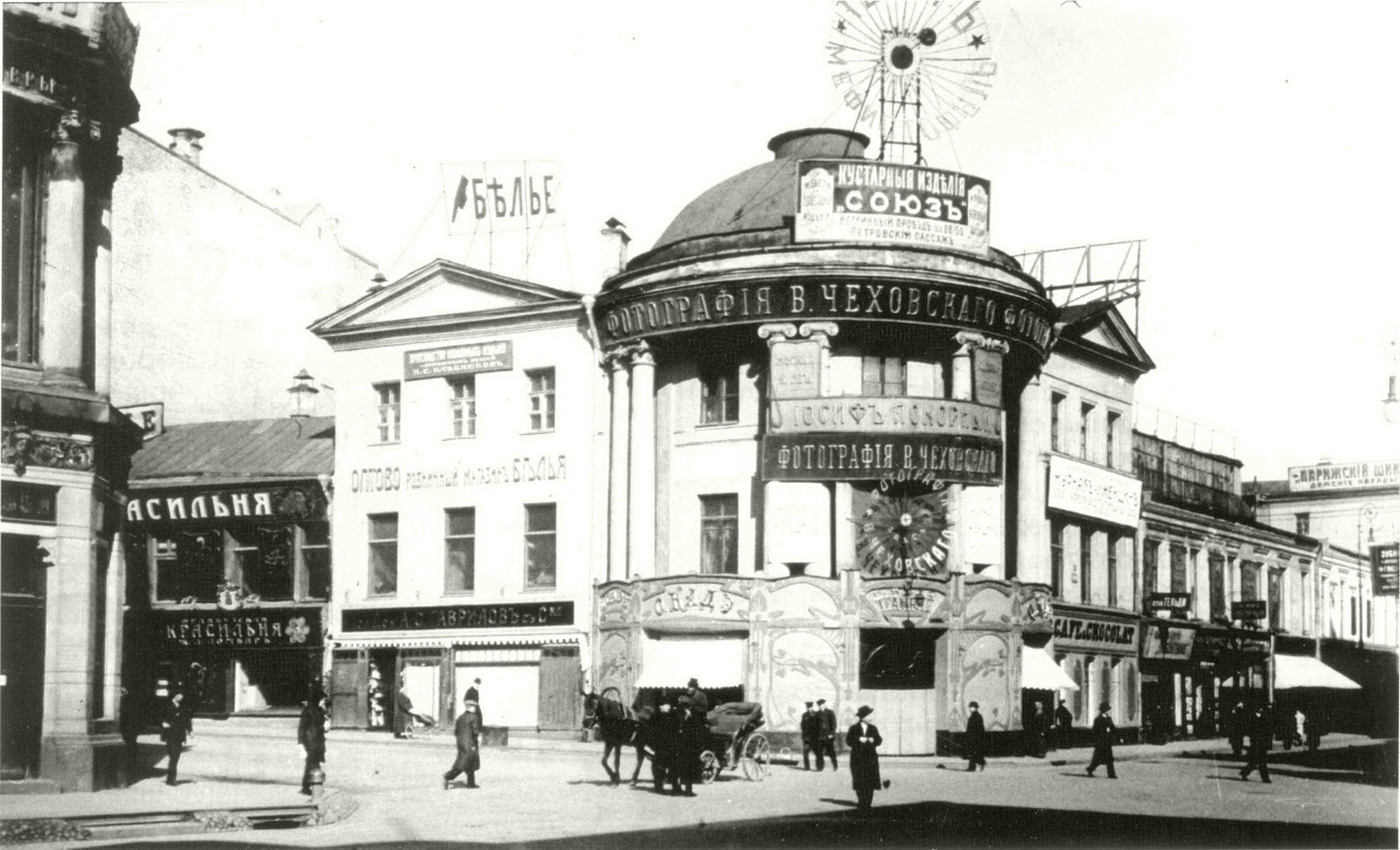
Дом Анненковых, нач. XX в.

#### Доходный дом И. И. Воронцовой — И. Г. Евдокимова — З. И. Шориной (Гостиница «Лейпциг») (№ 7/6/9)
В конце XVIII века на этом участке было построено каменное двухэтажное здание, лицевая сторона которого опиралась на северное основание Кузнецкого моста. Перед домом была устроена высокая терраса, предохранявшая от разливов реки. В это время дом был одним из самых крупных на улице. С начала существования дом имел сугубо коммерческое назначение: здесь размещалась гостиница, менявшая с течением времени свои названия — «Лейпциг», «Шора», «Россия», «Франция». В гостинице останавливались многие известные деятели русской культуры. К середине XIX века терраса была разобрана, а уровень нижнего этажа опущен. Изначально украшавшая фасад дома колоннада была сломана в ходе одной из реконструкций в XIX веке. Помимо гостиниц в здании арендовали помещения многочисленные магазины и конторы, среди которых был магазин П. К. Буре и книжный магазин издательства «Посредник» И. Д. Сытина. В годы НЭПа здесь открылось издательство «Московский рабочий», выпускавшее газету «Пионерская правда», журналы «Барабан», «Октябрь», «Роман-газета». Осенью 1927 года начинающий писатель М. А. Шолохов сдал сюда рукопись романа «Тихий Дон», после чего журнал «Октябрь» начал публиковать по частям первые две книги эпопеи. Торговое предназначение дома сохранялось и после революции: здесь работали магазины «Красная Москва», «Новая Москва», Ленинградодежда, Торгсин. Несколько лет на первом этаже находилось кафе «Дружба», залы которого были оформлены художниками А. Васнецовым и В. Элькониным.
Здание имеет симметричный фасад, центральная и боковые части оформлены высокими аттиками с обильной лепниной и фигурками младенцев-путти. Фасад дома неоднократно изменялся: после пожара 1812 года, в 1881 году по проекту А. Е. Вебера, в 1893 году — архитекторами С. В. Дмитриевым и В. П. Гавриловым, в 1914—1916 годах — по проекту Л. А. Веснина и С. И. Титова. В настоящее время в доме размещаются многочисленные магазины, бутики и рестораны. Здание отнесено к категории объектов культурного наследия регионального значения. Находящиеся под землёй вдоль дома конструкции Кузнецкого моста являются объектом культурного наследия федерального значения.

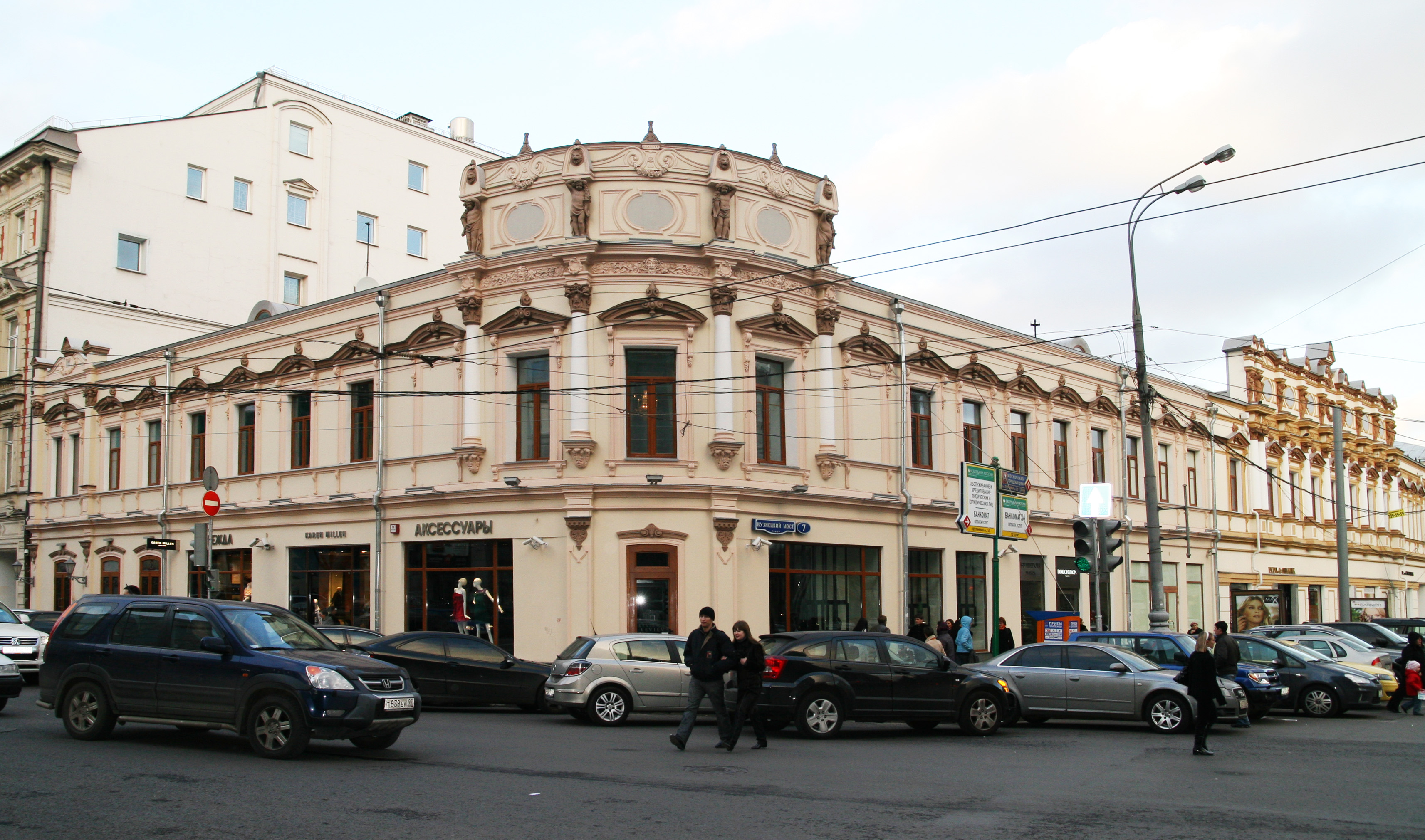
Вид на дом № 7/6/9 от доходного дома Хомякова
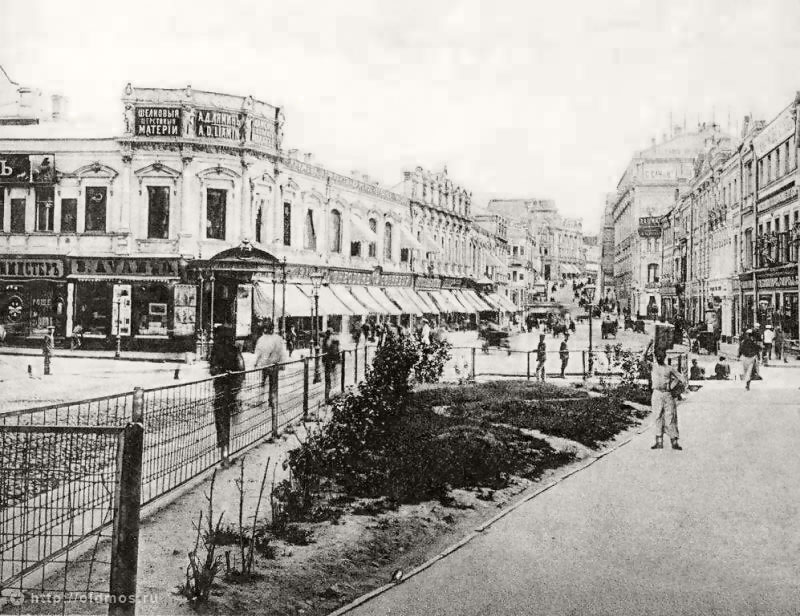
Здание в 1903 г. На переднем плане — «Хомякова роща»
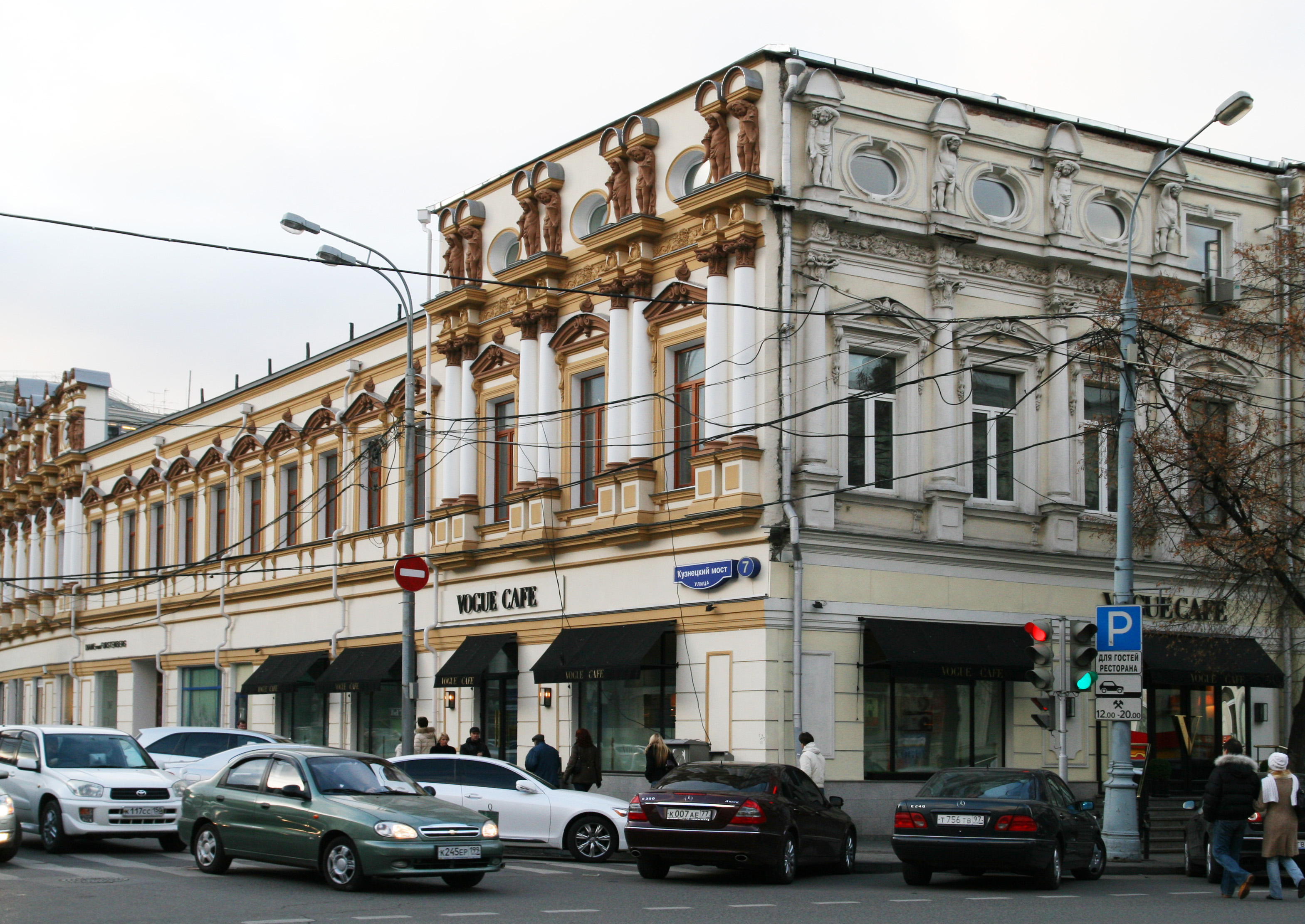
Угловая с Неглинной улицей часть здания
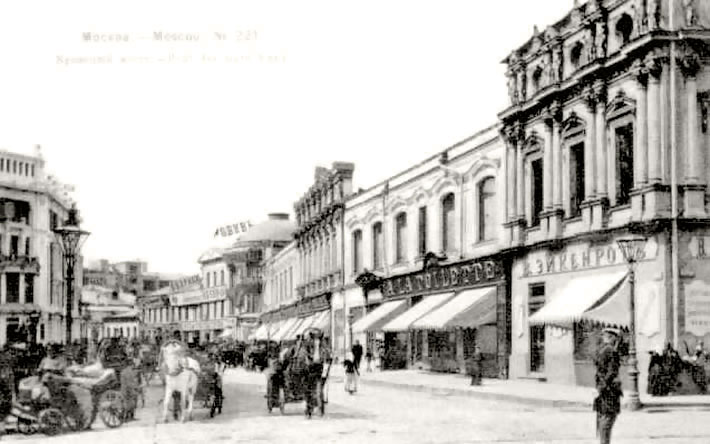
Вид со стороны Неглинной улицы, справа дом № 7/6/9, конец XIX в.

#### Доходный дом (гостиница и ресторан «Яр») (№ 9/10)
Часть бывшего обширного владения Волынских, затем Воронцовых, Бекетовых. С 1812 года по конец 1830-х годов домом владел сенатский канцелярист Л. Шаван, который в 1823 году перестроил каменное двухэтажное здание, сохранив угловую скруглённую часть. В 1826 году в доме Шавана француз Транкиль Ярд (Яр) открыл гостиницу и известный ресторан французской кухни «Яр», который неоднократно посещали А. С. Пушкин и другие видные деятели русской культуры. Пушкин посвятил ресторану «Яр» строчки одного из своих стихотворений: 
Долго ль мне в тоске голодной пост невольный соблюдать и телятиной холодной трюфли Яра поминать?.
После Ярда в доме работала гостиница Будье с рестораном при ней, также известным своей французской кухней. С 1838 года домом владел портной И. Сатиас, затем Рудаков. В это же время здесь располагались многочисленные магазины и лавки, в одной из которых работала П. Гёбль, ставшая позднее женой декабриста И. А. Анненкова. В середине 1870-х годов владение перешло братьям Павлу Михайловичу и Сергею Михайловичу Третьяковым, по заказу которых архитектор А. С. Каминский полностью перестроил здание; по частям оно надстраивалось третьим этажом. Правая часть была надстроена и заново оформлена в 1880 году; здесь открылся «Английский магазин Шанкса и Болина» («Shanks & Bolin, Magasin Anglais»). В 1882 году был построен правый двухэтажный флигель, в котором открылась кондитерская «Альберт».. В результате дом приобрёл современный вид, с двумя выходящими на Неглинную и Кузнецкий Мост лицевыми корпусами, декорированными в традициях классической архитектуры с её ордерными формами. В доходном доме Третьяковых также размещались различные магазины, одним из которых был магазин нот и музыкальных инструментов П. И. Юргенсона. В советское время здание занимали Стромсиндикат, Всесоюзный кооперативный банк (Всекобанк), Промбанк, Академия коммунального хозяйства имени К. Д. Памфилова, редакция журнала «Театр». В 1961 году в правой части здания открылся филиал ЦУМа — магазин «Светлана». До 2010 года в доме работал небольшой картографический магазин «Атлас». В настоящее время в здании размещается отделение «Альфа-банка». Дом отнесён к категории ценных градоформирующих объектов.

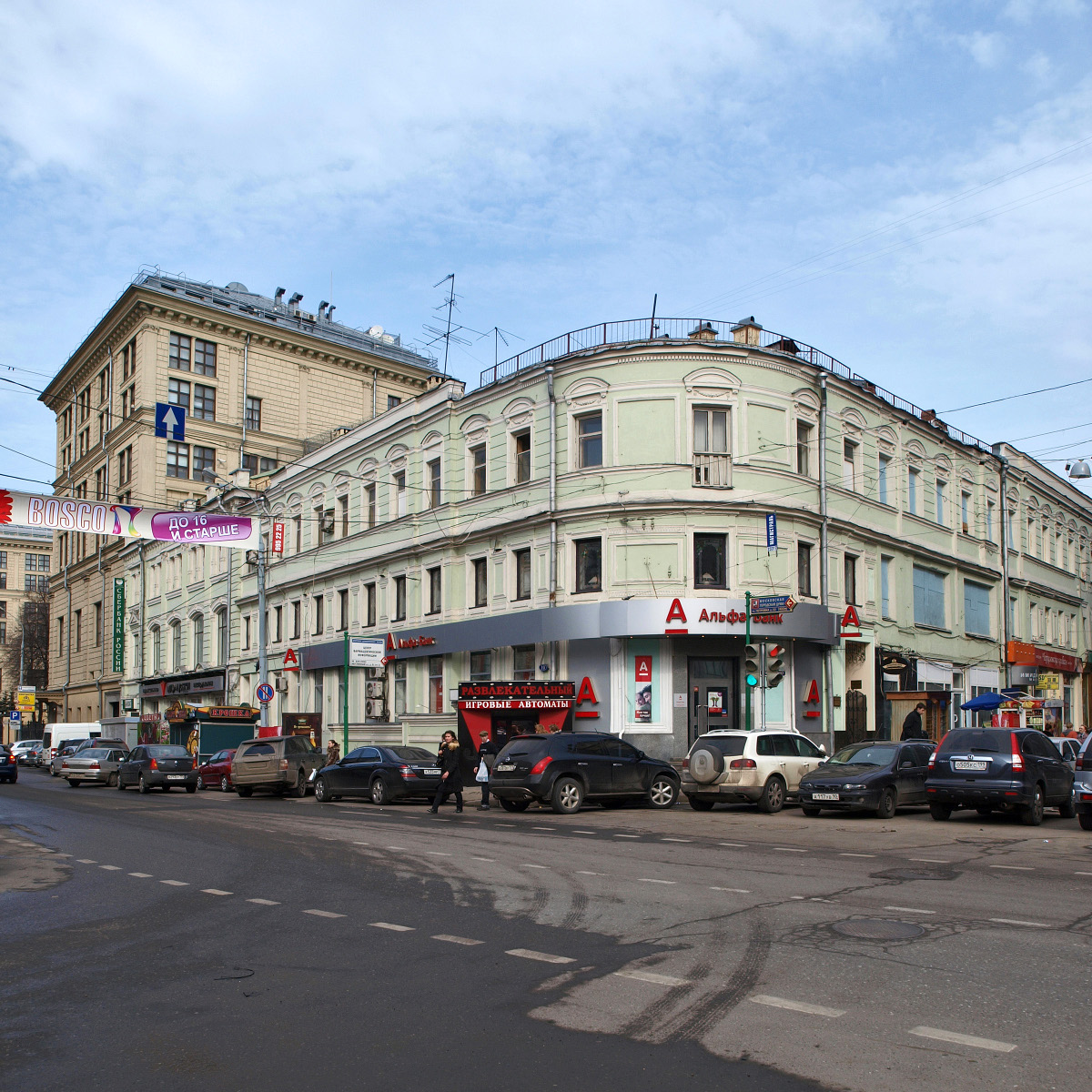
Гостиница и ресторан «Яр» (№ 9/10)
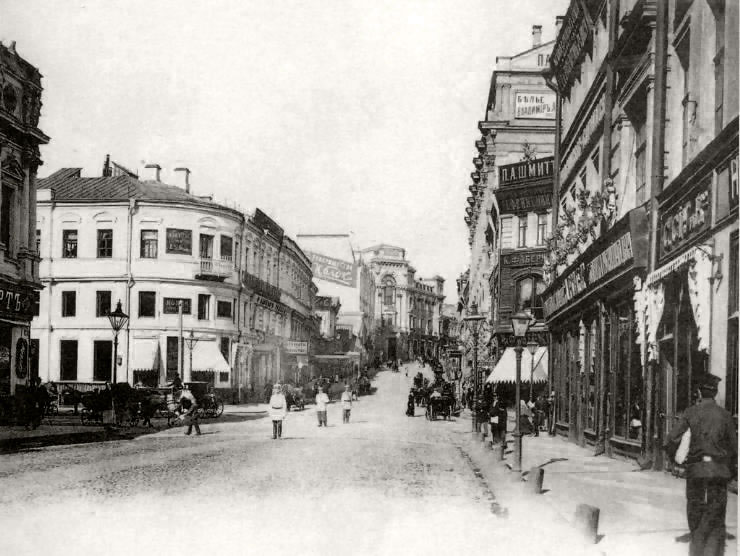
Вид здания в 1902 г. (слева)

#### Пассаж Сан-Галли (Московский дом художника) (№ 11)
В начале XVIII века владение состояло из нескольких участков, принадлежавших разным владельцам, среди которых был московский губернатор Б. Г. Юсупов. К концу 1730-х годов участки были объединены кабинет-министром А. П. Волынским. После перехода усадьбы в собственность графа И. И. Воронцова вдоль улицы были построены торговые лавки, вошедшие в состав современного здания. После смерти Воронцова усадьба перешла его сыну Артемию, а затем помещице И. И. Бекетовой. Предположительно на этом месте находилась получившая широкую известность книжная лавка её пасынка П. П. Бекетова. В 1815 году участок приобрёл Н. С. Всеволжский. К середине 1840-х годов участок перешёл детям типографа и издателя А. Семена, у которых в конце 1840-х годов владение приобрёл владелец магазина обоев Ф. Ф. Дабо. В 1850-х годах здесь располагались многочисленные лавки и магазины.
В 1880 году участок перешёл к владельцу чугунолитейного производства, гласному Петербургской городской думы Ф. К. Сан-Галли, по заказу которого в 1883 году архитектор А. А. Мартынов соединил два существовавших ранее строения остеклённым чугунным сводом и приспособил их для выставочных залов изделий Сан-Галли и для других магазинов. В 1915 году пассаж Сан-Галли попал в число магазинов, пострадавших в ходе немецких погромов. Летом 1917 года здание было приобретено булочником Н. Д. Филипповым, который разместил здесь булочную и кафе «Питтореск». В оформлении кафе приняли участие многие известные художники: Г. Б. Якулов, Л. А. Бруни, А. А. Осмёркин, Н. А. Удальцова, В. Е. Татлин, А. М. Родченко. В «Питтореске» выступали В. В. Маяковский, Д. Д. Бурлюк, В. В. Каменский, в марте 1918 года В. Э. Мейерхольдом здесь была поставлена «Незнакомка» А. Блока. К осени 1918 года кафе получило новое название «Красный петух». Кафе посещали В. В. Маяковский, А. В. Луначарский, В. Э. Мейерхольд, В. Я. Брюсов и другие. «Красный петух» просуществовал недолго и был закрыт в 1919 году.
С 1930 года здание используется для проведения художественных выставок: сначала здесь размещался кооператив «Всекохудожник», а с 1953 года и по нынешний день — Московский дом художника. В 1965 году пассаж был кардинально перестроен. В 2001 году по сохранившимся чертежам зданию был возвращён дореволюционный вид. Современный Московский дом художника объединил в своих стенах помещения для выставок и ярмарок, ресторан, салон подарков, художественный салон. Здание является объектом культурного наследия регионального значения.

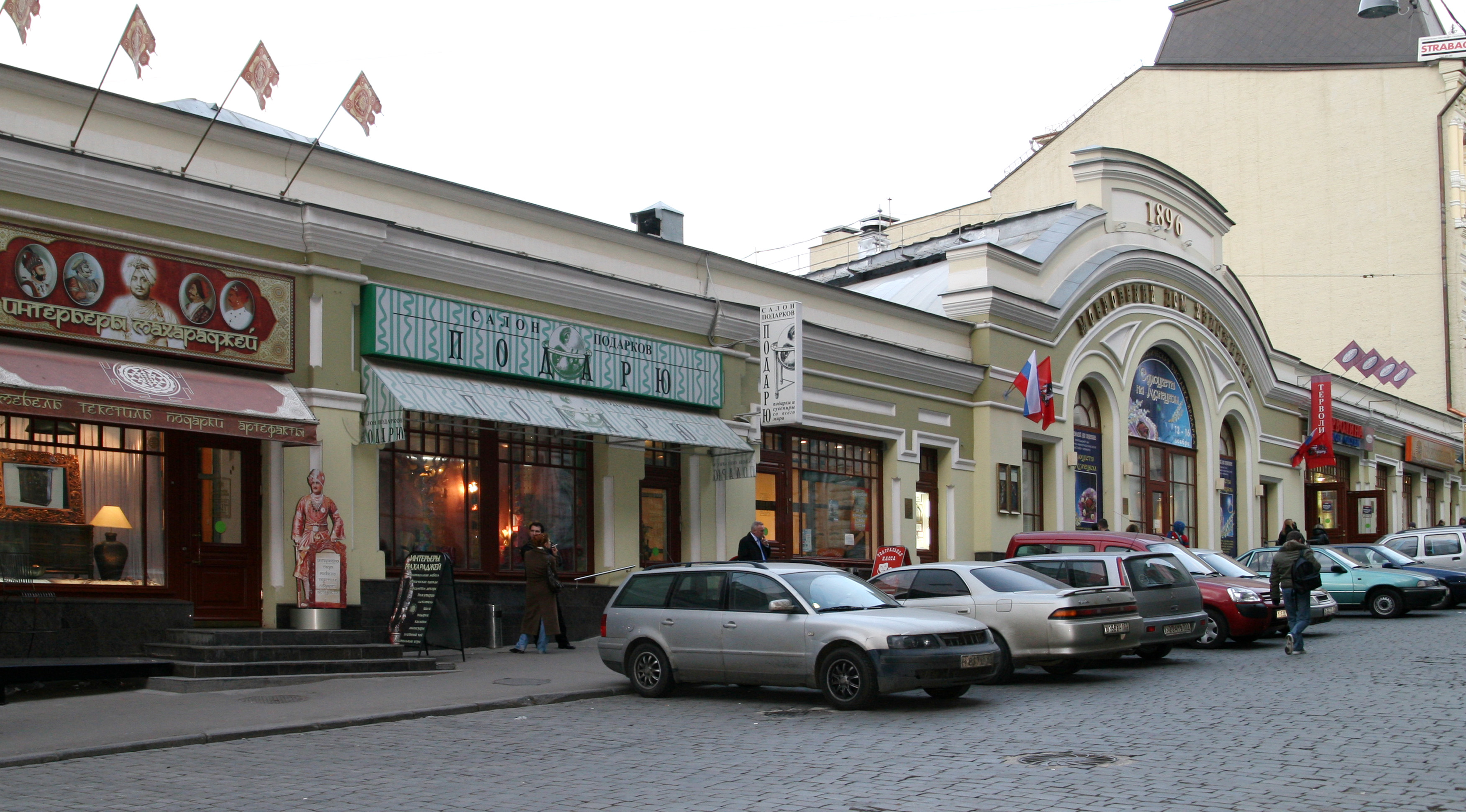
Пассаж Сан-Галли (Московский дом художника)
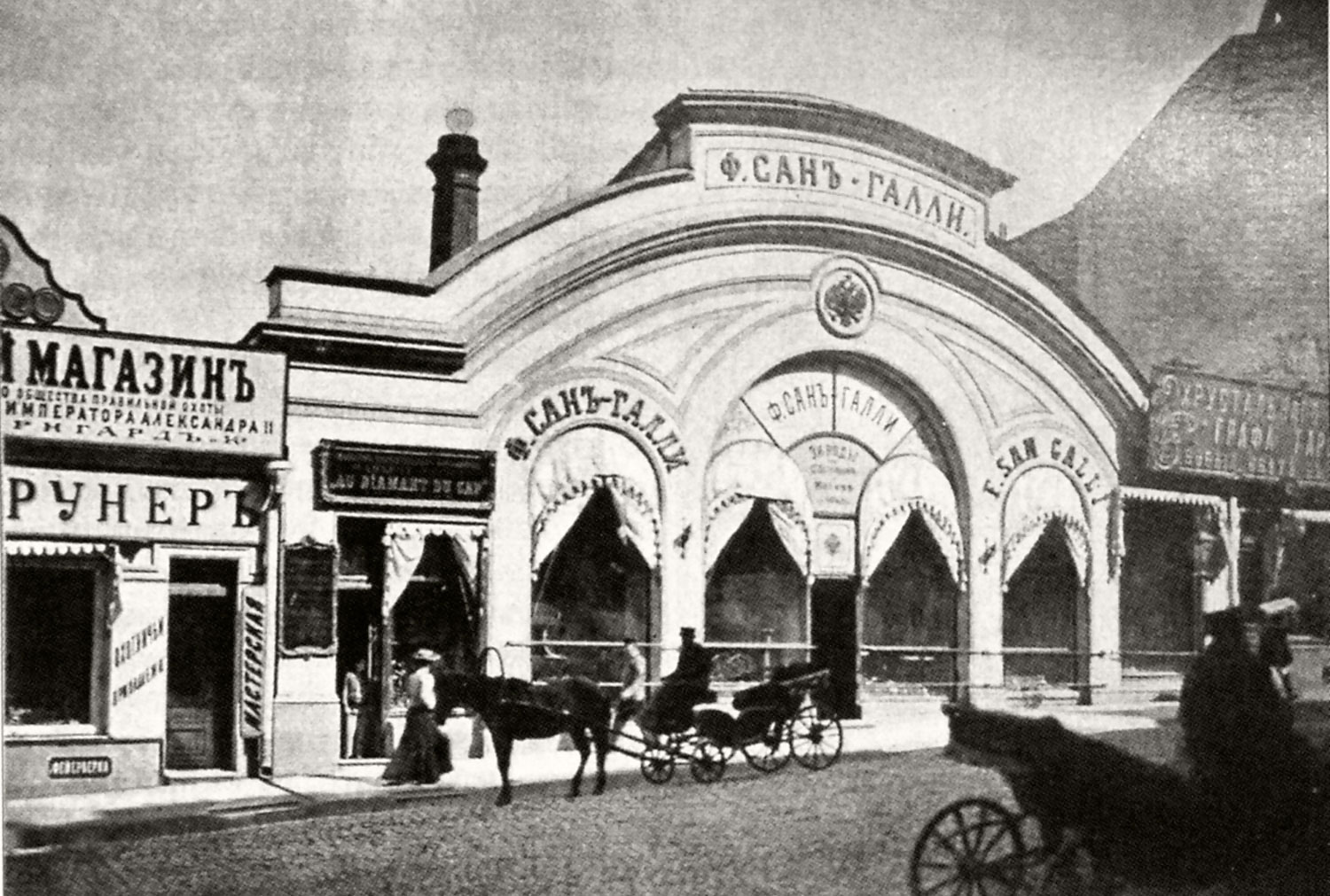
Пассаж Сан-Галли, 1907 г.

#### Доходный дом П. М. и С. М. Третьяковых (банк «Лионский кредит») (№ 13/9)
Первые сведения о застройке углового участка относятся к середине XVIII века, когда здесь стояли каменные палаты подьячего Г. И. Советова. Затем участок стал частью владения, принадлежавшего Волынским, Воронцовым, Бекетовым. В 1801 году владелец усадьбы П. П. Бекетов открыл здесь типографию, в которой начал издавать сочинения русских писателей. В 1809 году владение перешло Московской медико-хирургической академии, среди многочисленных выпускников которой были И. В. Буяльский, Г. И. Кораблёв, М. А. Достоевский (отец писателя), К. Ф. Рулье. Предположительно, во время нашествия французских войск в одном из домов останавливался Стендаль. С 1846 года здесь размещались Медицинские клиники Московского университета, в которых преподавали и работали видные учёные: А. И. Овер, Ф. И. Иноземцев, Г. А. Захарьин, А. А. Остроумов, В. Ф. Снегирёв, Н. В. Склифосовский.
В 1891 году участок приобрели братья Третьяковы, по заказу которых уже в 1892 году было построено трёхэтажное здание доходного дома, увенчанное высокими шатрами. Архитектор А. С. Каминский применил в оформлении фасада дома характерный для его творчества русский стиль. Однако структура здания, пластический ритм его фасадов, крупные оконные проёмы первого этажа позволяют отнести его к периоду заката эклектики. Правая часть здания по Рождественке сдавалось Третьяковыми банку «Лионский кредит», для которого в подвале дома были оборудованы стальные сейфы, аналогов которым в Москве в то время не существовало. В левой части дома располагался популярный художественный магазин фирмы И. Дациаро. На третьем этаже размещались три большие квартиры, одну из которых снимал владелец магазина Дациаро.
В советское время в здании размещались редакции журналов «Октябрь» (редактор А. С. Серафимович) и «Рост» (редактор В. М. Киршон). Народный комиссариат юстиции, Московская губернская прокуратура, Прокуратора РСФСР, затем Прокуратура Российской Федерации. В марте 2008 года при проведении строительных работ в здании произошёл крупный пожар, который нанёс ему значительный ущерб В 2011 году заканчивается реставрация здания, владельцем которого является Банк Москвы. Доходный дом Третьяковых отнесён к категории объектов культурного наследия регионального значения и принадлежит к числу наиболее ярких и характерных образцов архитектуры России второй половины XIX века.

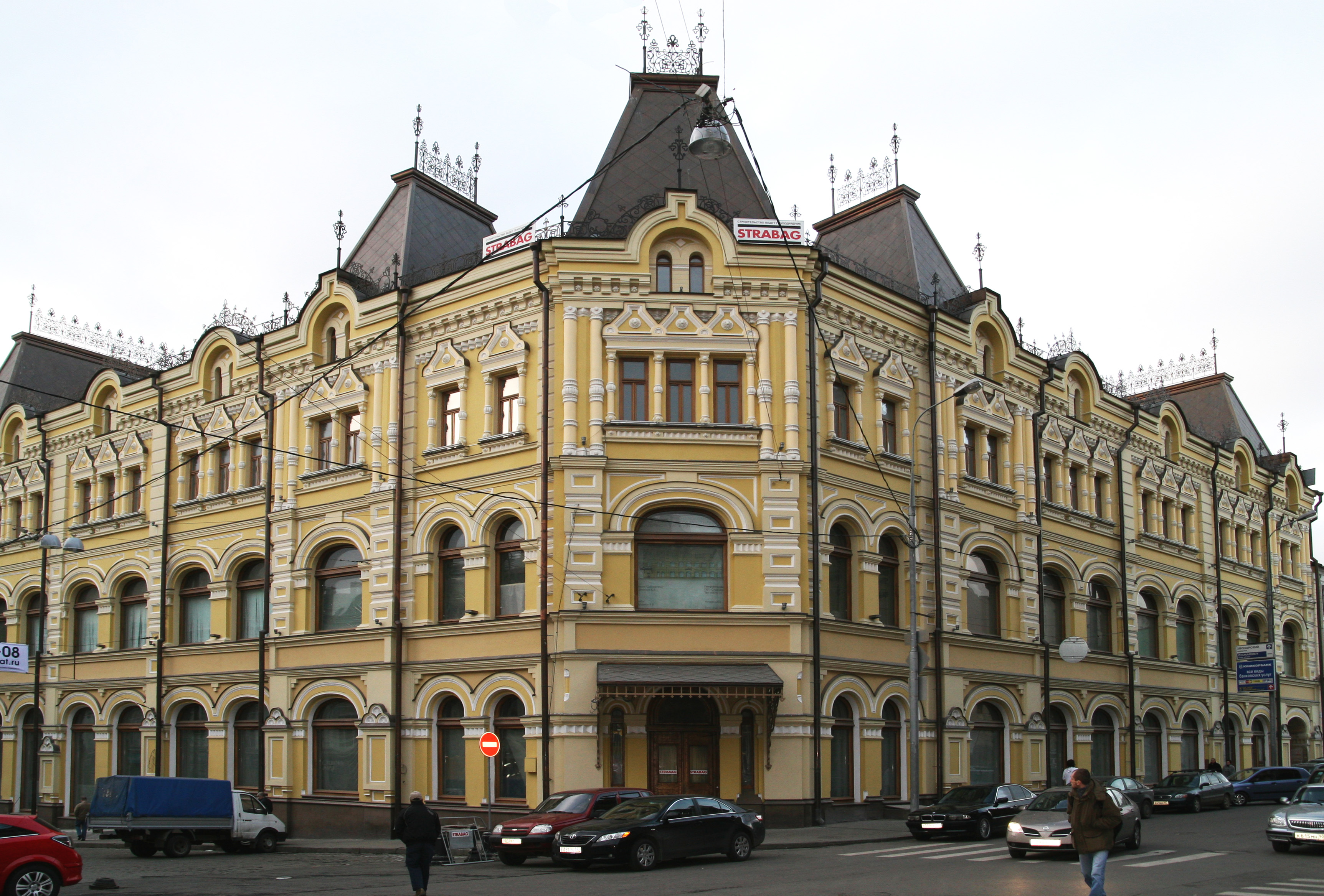
Доходный дом П. М. и С. М. Третьяковых
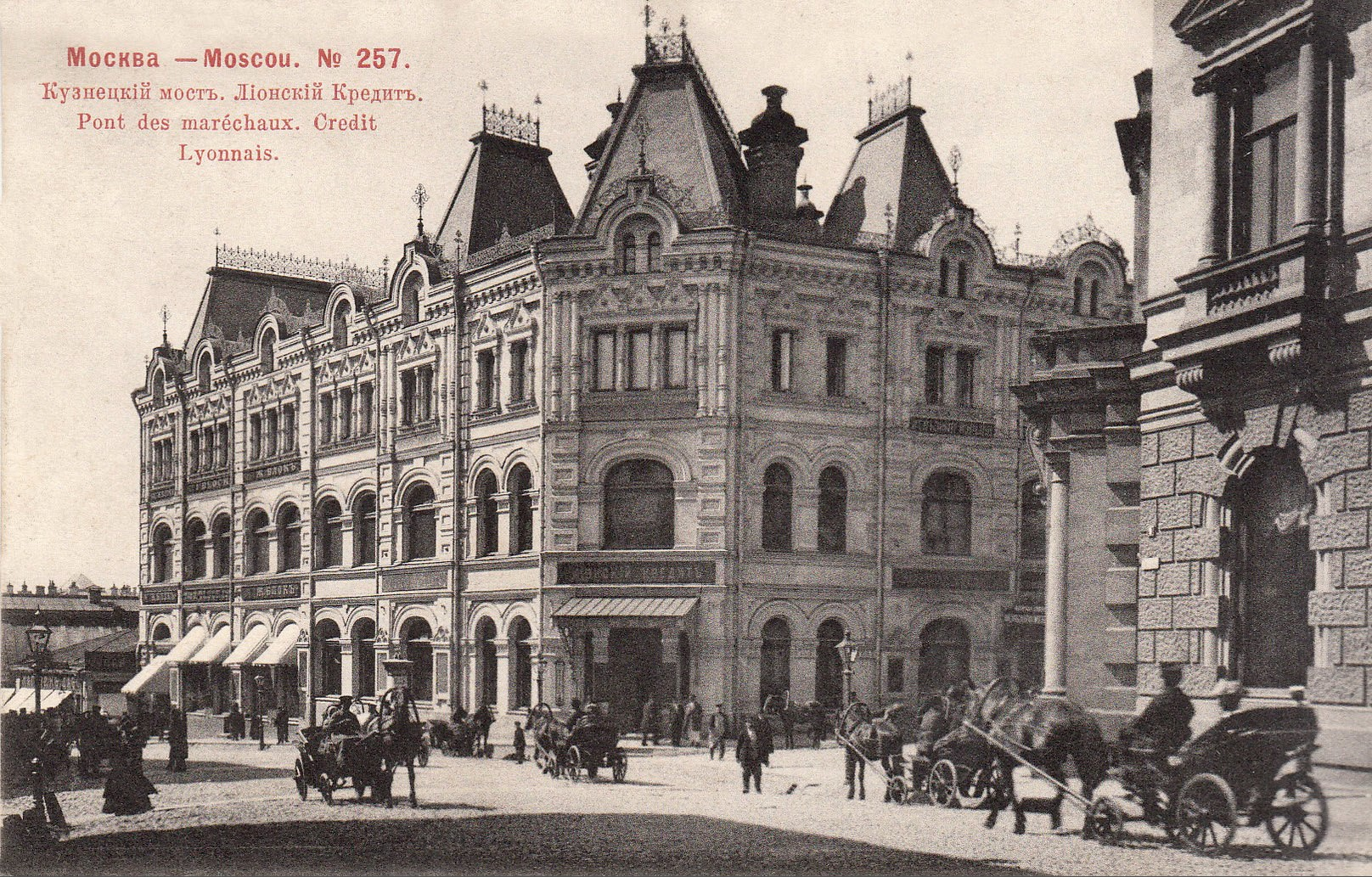
Доходный дом Третьяковых в начале XX в.
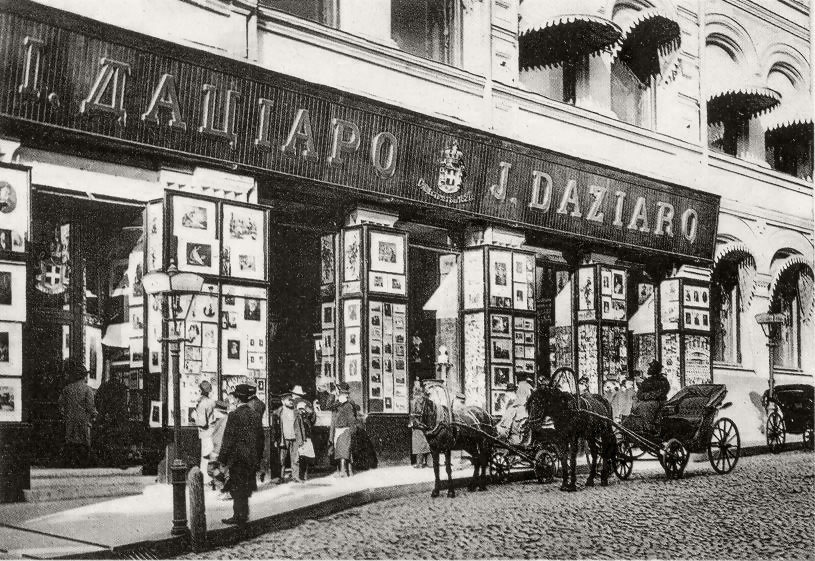
Художественный магазин И. Дациаро, ок. 1900 г.
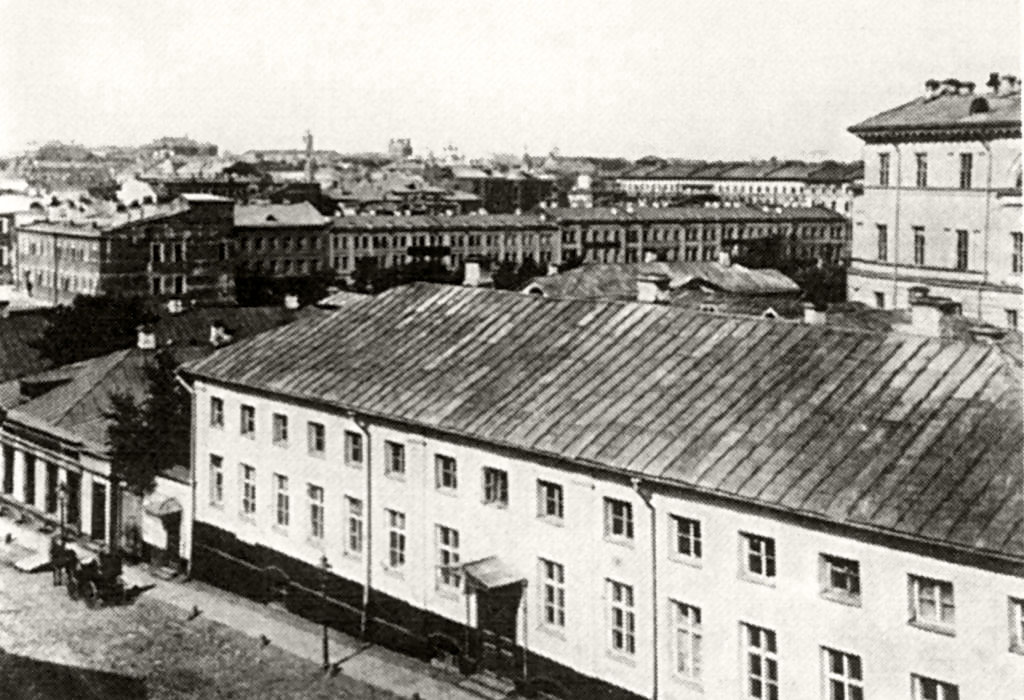
Медицинские клиники Московского университета, 1870 г.

#### Владение № 15
Владение известно с 1770-х годов и принадлежало, как и большинство соседних участков, графу И. И. Воронцову. В середине XIX века угловой частью владели Комаровы, а северной, по Рождественке, Засецкие. В 1875 году обе части владения перешли крупному московскому предпринимателю И. Г. Фирсанову, а затем его дочери В. И. Фирсановой-Ганецкой. В середине 1890-х годов угловой с Рождественкой участок приобрёл основанный Л. С. Поляковым Московский международный торговый банк, являвшийся одним из самых крупных банков России.

##### Московский международный торговый банк (№ 15/8)
После покупки участка Московским международным банком старые строения были снесены, и в 1895—1898 годах архитектор С. С. Эйбушитц возвёл современное здание на переломе улицы, замыкающее её перспективу между Неглинной и Рождественкой. Архитектурным прототипом построенного в стиле ренессанса дома послужило здание банка Святого Духа в Риме — первого в истории архитектуры сооружения, построенного специально для банковских нужд. Монументальное банковское здание облицовано радомским песчаником и украшено орнаментом из цинка. Диагонально ориентированный операционный зал банка перекрыт лёгкими конструкциями инженера В. Г. Шухова. Первоначально дом венчал небольшой аттик с маскароном, однако к 1930-м годам он был утрачен.
После объединения в 1909 году трёх бывших банков Полякова в здании разместился Соединённый банк. В советское время здание занимали также преимущественно банковские учреждения: Центральная сберкасса, Банк СЭВ, Жилсоцбанк СССР. В начале 1920-х годов здание было отремонтировано по проекту архитектора А. Д. Чичагова. В 1959 году на третьем этаже здания разместился возглавляемый И. Э. Грабарём Государственный институт искусствознания. В 1990 году владельцем здания стал Мосбизнесбанк, на средства которого в 1995 году была произведена первая с момента постройки реставрация. В настоящее время в доме размещается головной офис Банка Москвы. Здание является объектом культурного наследия регионального значения.

##### Доходный дом Фирсанова (№ 15/8, стр. 2, снесён)
В начале XIX века эта часть владения принадлежала надворной советнице Т. А. Агентовой, затем капитану Д. П. Вердеревскому, а после него надворному советнику М. Д. Засецкому. В доме располагались магазин бриллиантовых и золотых дел мастера Фульда, сапожника из Парижа Манго, дагерротипия Мюкке, столовая Лагоша, магазин воздушных шаров Фельдштема, корсетная мастерская Эрнести. Во дворе находились башмачное ремесленное заведение Лоскутова и небольшая суконно-набивная фабрика Маслова. В доме часто бывал А. В. Сухово-Кобылин, снимавший здесь для своей возлюбленной Луизы Симон-Деманш квартиру. Здесь жили также математик Б. К. Млодзиевский, хирург Ф. Е. Гааг, актёр Л. Л. Леонидов. Купивший владение И. Г. Фирсанов перестроил в 1875 году дом по проекту архитектора М. А. Арсеньева. Фирсановы продолжали сдавать дом внаём: здесь размещались книжные магазины Н. И. Мамонтова, Д. Байкова, Р. Нератова, П. Челягина, библиотека и магазин А. П. Зубчаниновой, училище Е. Ф. Отто. В 80-х — 90-х годах XX столетия в доме размещались Департамент труда и занятости и Молодёжная биржа. Несмотря на охранный статус. дом Фирсанова был снесён в конце 2000-х годов. При возведении нового здания Банка Москвы на стройке погибла Людмила Меликова — известная защитница исторической застройки.

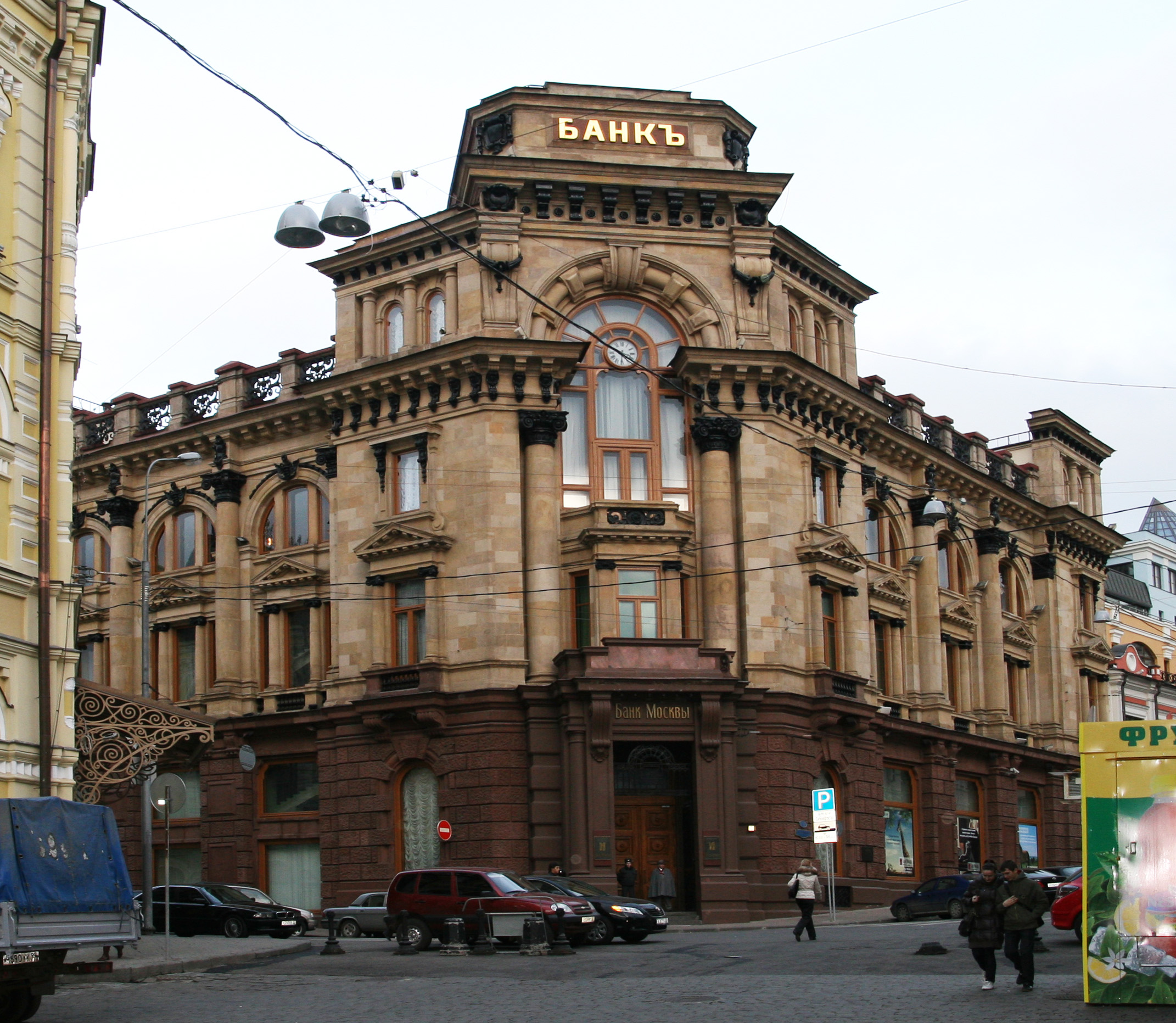
Международный торговый банк
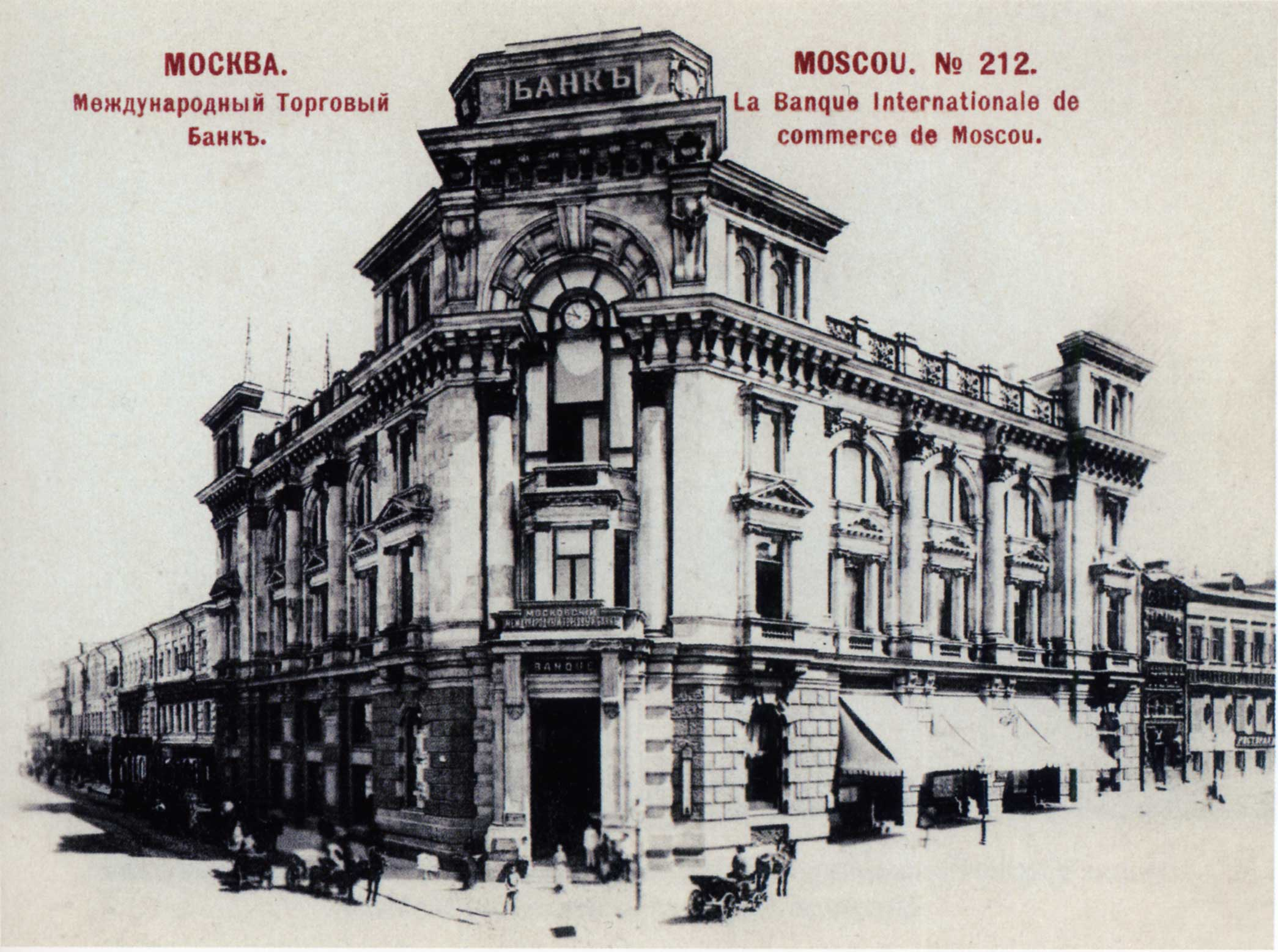
Международный торговый банк, открытка нач. XX в.
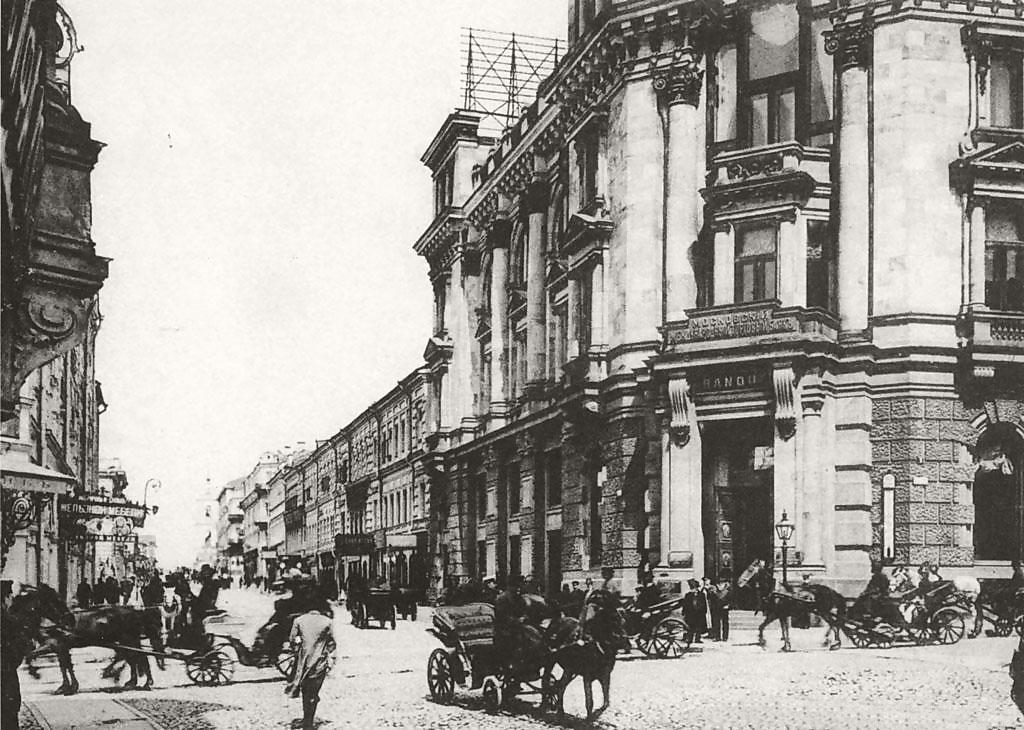
Доходный дом Фирсанова (второй дом справа), начало XX в.

#### Тверское подворье (№ 17)
С XVII века участок принадлежал Тверскому подворью — резиденции тверских архиепископов. Расположенное во дворе владения прямоугольное в плане двухэтажное здание палат имеет сложную планировку и, возможно, было возведено в течение двух строительных периодов. Палаты связаны с жизнью и деятельностью архиепископа Тверского и Кашинского Платона. До 1770 года в состав подворья входила церковь святого Арсения, епископа Тверского, известная с 1690 года. Некоторые здания участка сдавались подворьем в аренду. В 1810—1820 годах в одном из домов размещалась мастерская скульптора С. Кампиони. В строениях Тверского подворья, выходивших на улицу, размещались многочисленные магазины. В 1860-х годах в доме жил и содержал фотоателье художник-любитель М. Б. Тулинов, у которого бывал его ученик и младший друг И. Н. Крамской. В подвале здания в конце XIX века работал популярный ресторан «Венеция», описанный в книге В. Гиляровского «Москва и Москвичи». Здесь бывали Н. Н. Златовратский, Н. М. Астырев, В. А. Гольцев, П. Г. Зайчневский.
В 1974 году ансамбль Тверского подворья был включён в список памятников истории и культуры республиканского значения. Однако в 1996 году четыре строения ансамбля были снесены, а выходящее на Кузнецкий Мост двухэтажное здание было «воссоздано» путём постройки нового комплекса по проекту А. Р. Воронцова. Мэр Москвы Ю. М. Лужков признал участников «научной реставрации» Тверского подворья победителями конкурса на лучшую реставрацию. Сохранившееся во дворе участка главное здание ансамбля — палаты Тверского подворья — является объектом культурного наследия федерального значения.

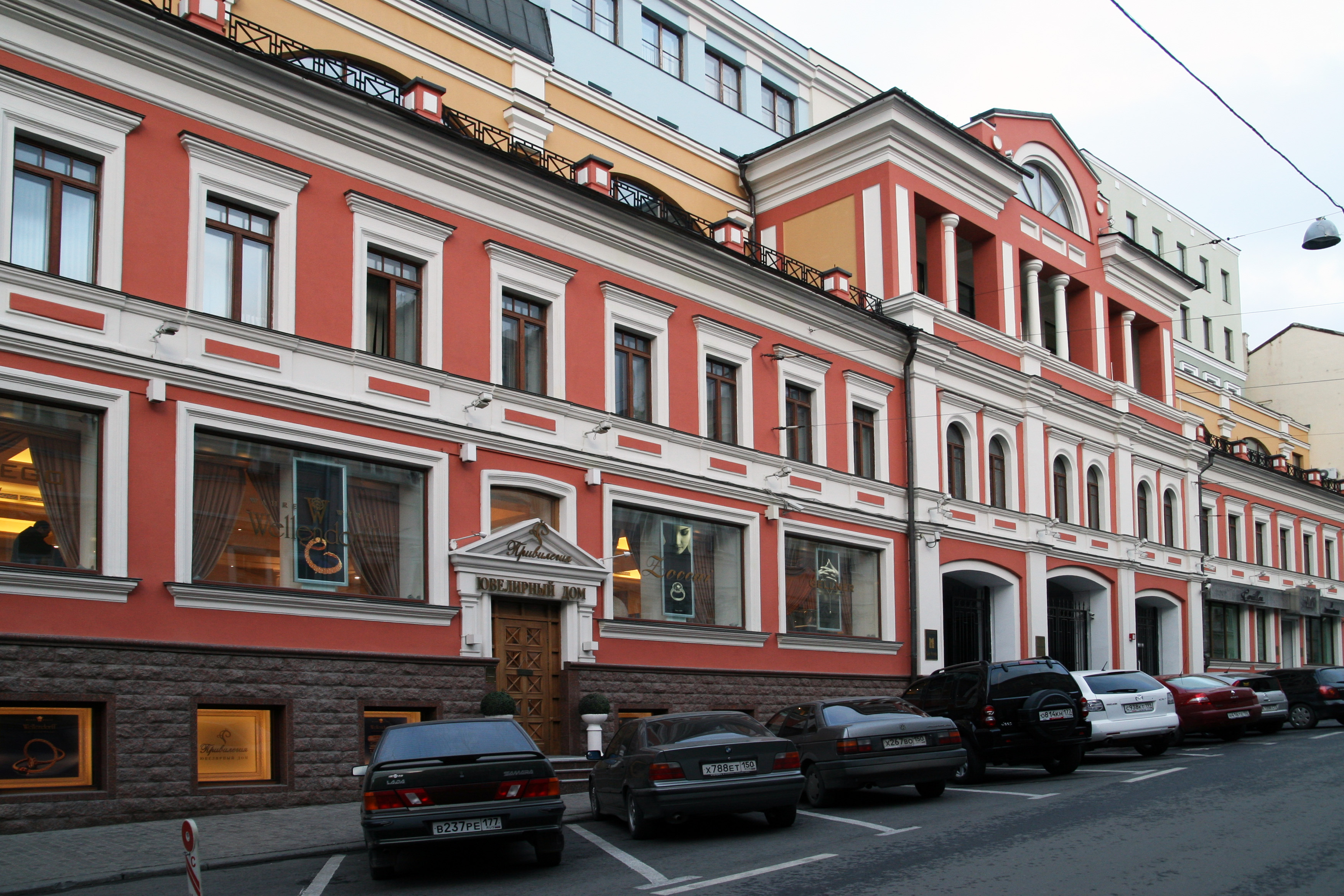
«Воссозданное» здание Тверского подворья
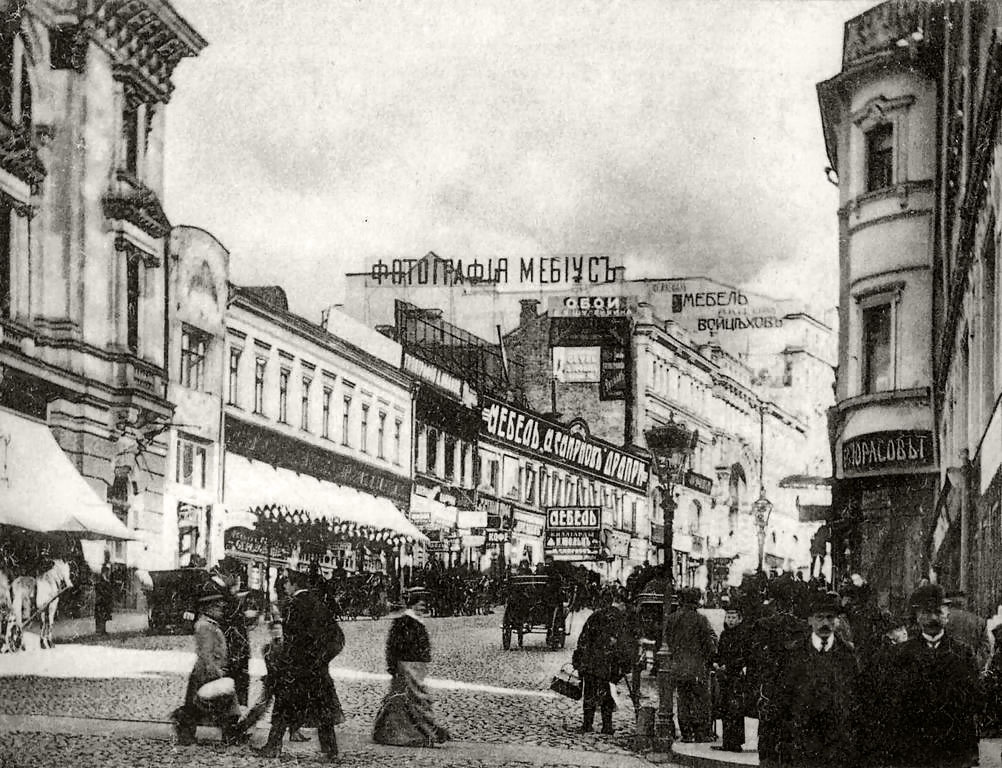
Тверское подворье (прямо), 1903 г
Палаты Тверского подворья (во дворе)

#### Доходный дом князя А. Г. Гагарина (магазин «Мюр и Мерилиз») (№ 19)
Владение известно с 1742 года, когда принадлежало И. И. Вельяминову-Зернову. В XVIII веке оно числилось за Бобрищевыми-Пушкиными и князем В. М. Долгоруковым-Крымским. После него владельцем участка стал художник Г. Г. Гагарин. Позднее владельцем участка являлся его сын, учёный, князь А. Г. Гагарин. В 1843 году в старых палатах во дворе владения, получивших в эпоху классицизма новую обработку и колонный портик. открылся «Магазин русских изделий» с товарами русского производства, который в 1849 году объединился с магазином «Базар изделий русских фабрик». В начале XX века здание бывшего «Магазина русских изделий» было расширено и перестроено.
Современное четырёхэтажное здание построено в две очереди (1886 и 1898 гг., архитекторы В. А. Коссов и Р. И. Клейн) и включает в себя палаты и флигели усадебного комплекса, возведённого в XVIII — первой трети XIX веков. В 1915 году здание перестраивалось по проекту архитектора В. Г. Пиотровича. Центром фасадной композиции является гигантское двухэтажное окно над входной аркой, оформленное скульптурами грифонов и жезлом Меркурия. По мнению некоторых искусствоведов, фасадная стена здания перегружена лепным декором, а скульптуры выглядят чудовищно. В 1888 году в новом здании разместился филиал универсальной торговой фирмы «Мюр и Мерилиз». Помещения сдавались Гагариными также другим магазинам и торговым фирмам.
В 1920-х годах в здании работало издательство «Земля и фабрика» (ЗИФ), выпускавшее оригинальную беллетристику русских и зарубежных авторов, а также журналы «30 дней», «Всемирный следопыт», «Вокруг света». В это же время в доме размещался кооперативный магазин для работников ОГПУ, жил артист эстрады В. Н. Яхонтов. Позднее на первом этаже здания работал гастроном. В настоящее время первый этаж здания занимают различные магазины и бутики. Здесь размещается также Московский Международный Центр содействия приватизации и предпринимательству, другие учреждения и организации. Здание отнесено к категории выявленных объектов культурного наследия.

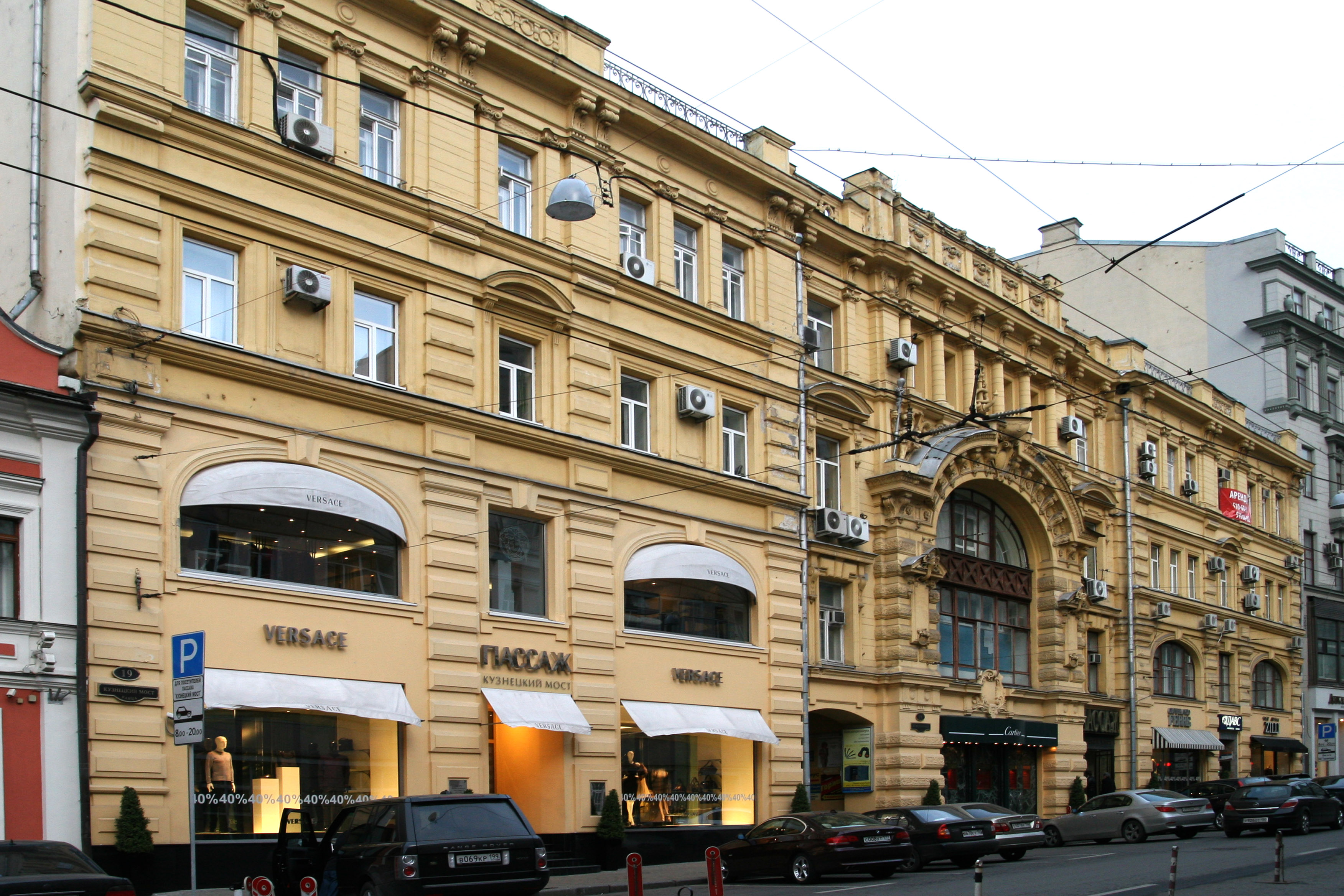
Доходный дом князя А. Г. Гагарина («Мюр и Мерилиз»)
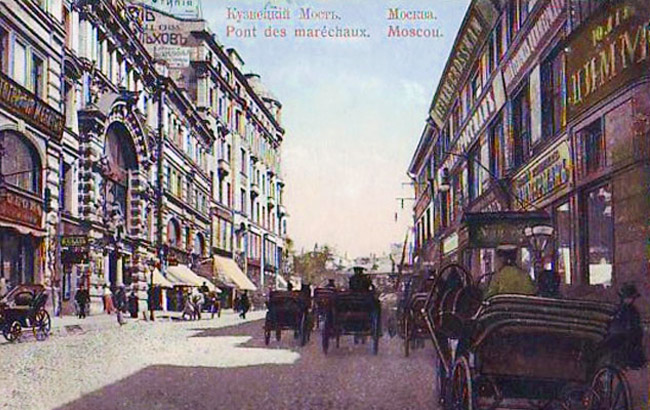
Вид в сторону Большой Лубянки, слева «Мюр и Мерилиз», 1910-е гг.

#### Доходный дом Первого Российского страхового общества (№ 21/5)
В начале XVIII века несколько больших участков в этой части улицы принадлежало князьям Голицыным. В 1819 году владение перешло В. В. Варгину, в доме которого бывали А. Ф. Мерзляков, Н. А. Полевой, К. А. Полевой, Н. В. Гоголь. После кончины Варгина владение перешло наследникам. С середины XIX века в двухэтажном здании, фасадом выходившем на Кузнецкий Мост, размещались многочисленные магазины.
В 1880-х годах дом сначала арендовало, а 1903 году приобрело Первое Российское страховое общество от огня. По заказу общества в 1905—1906 годах архитекторами Л. Н. Бенуа и А. И. Гунстом был построен крупный доходный дом в свободном неоклассическом стиле, выходящий фасадами на Большую Лубянку и Кузнецкий Мост. В 1910-х годах в доме размещалась фотография К. А. Фишера, арендовал помещение Первый русский автомобильный клуб Москвы, председателем которого был князь Ф. Ф. Юсупов. В 1918—1952 годах здесь размещался Народный комиссариат по иностранным делам (с 1946 года — Министерство иностранных дел СССР). В 1934 году в здании открылся Институт по подготовке дипломатических и консульских работников. В доме в разное время жили: Т. С. Любатович, А. Ф. Миллер, Р. Зелёная. После переезда МИДа на Смоленскую-Сенную площадь в доме размещался Московский городской совнархоз, а также Министерства СССР: юстиции; промышленности продовольственных товаров; рыбной промышленности; автомобильного, тракторного и сельскохозяйственного машиностроения. Доходный дом Первого Российского страхового общества является выявленным объектом культурного наследия.

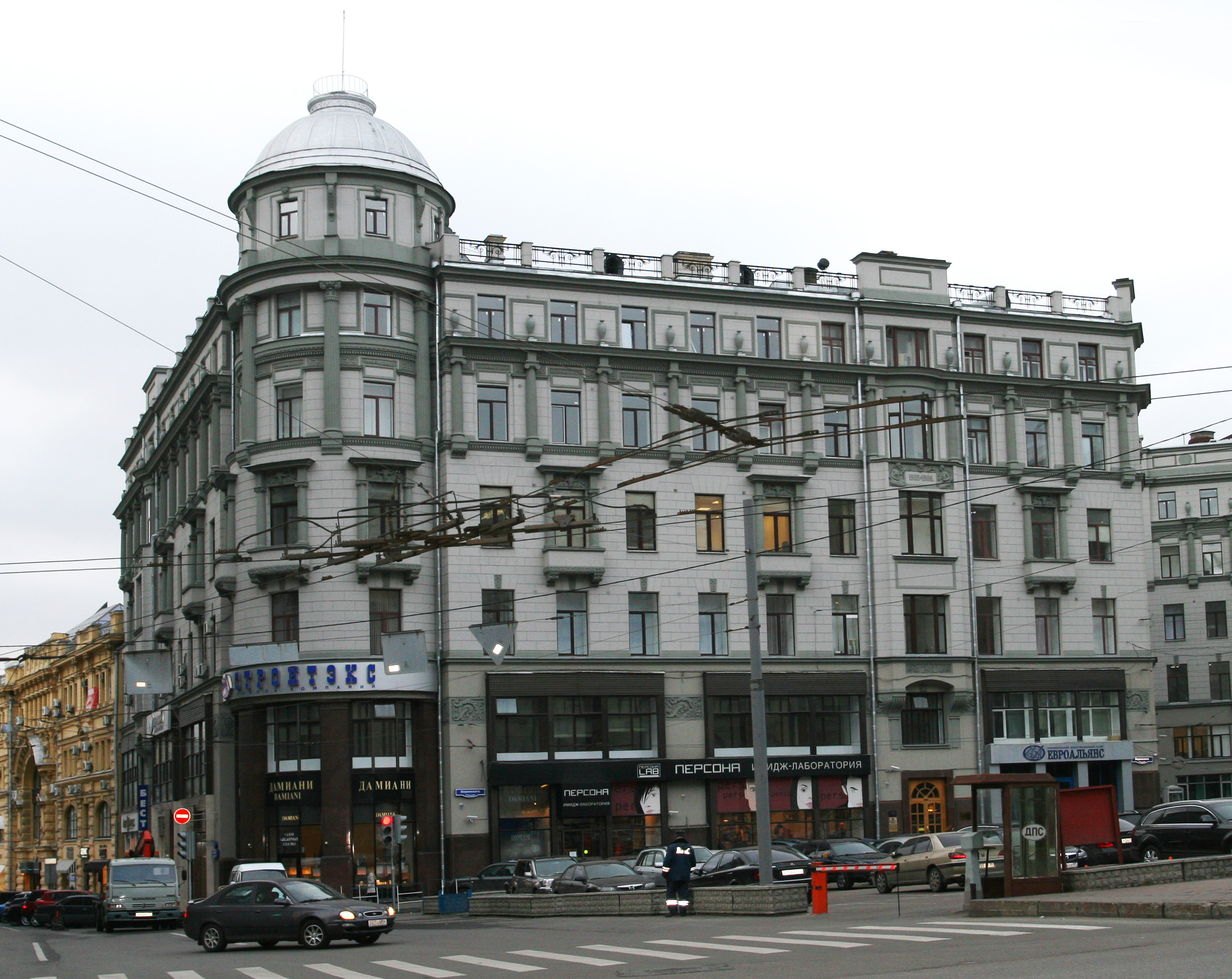
Доходный дом Первого Российского страхового общества (угловая часть)
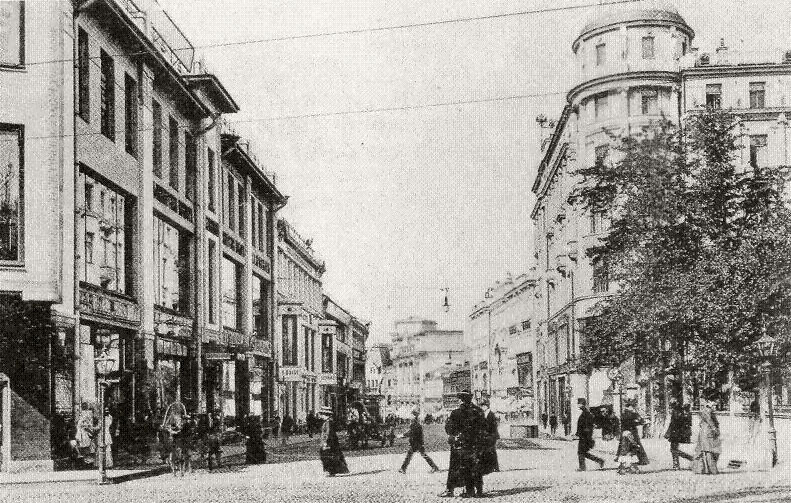
Вид с Большой Лубянки, справа угловая с Кузнецким Мостом часть дома № 21/5, ок. 1906г.

#### Площадь Воровского
Ранее улицу замыкала церковь Церковь Введения Пресвятой Богородицы во Храм, построенная в 1519 году итальянским зодчим Алевизом Новым. В первое время церковь называлась также «что во Псковичах» — по близлежащему поселению жителей Пскова. В середине XVIII века по церкви весь проезд к Кузнецкому мосту стал называться Введенской улицей.
В 1611 году во время восстания москвичей против польского гарнизона здесь было построено укрепление, которое защищал князь Д. Пожарский. После изгнания из Москвы поляков на средства Пожарского церковь была отремонтирована, а при ней похоронена первая супруга Пожарского, в память о которой в храме был устроен придел во имя Святой Параскевы. В 1745—1749 годах церковь была существенно перестроена в стиле барокко архитектором Постниковым. В 1870-х годах приделы церкви были расширены.
После строительства по периметру церкви доходного дома здесь образовался проезд Первого Российского Страхового Общества. В 1924 году в выходящем на проезд дворе был установлен памятник В. В. Воровскому, сооружённый по проекту скульптора М. И. Каца. Под предлогом переноса памятника в октябре 1924 года церковь была снесена. Освободившееся место получило название площади Воровского, однако памятник в её центре так и не был установлен. Памятник Воровскому является одним из редких памятников ранней советской эпохи и отнесён к категории объектов культурного наследия регионального значения. В настоящее время бо́льшую часть площади занимает автомобильная стоянка.

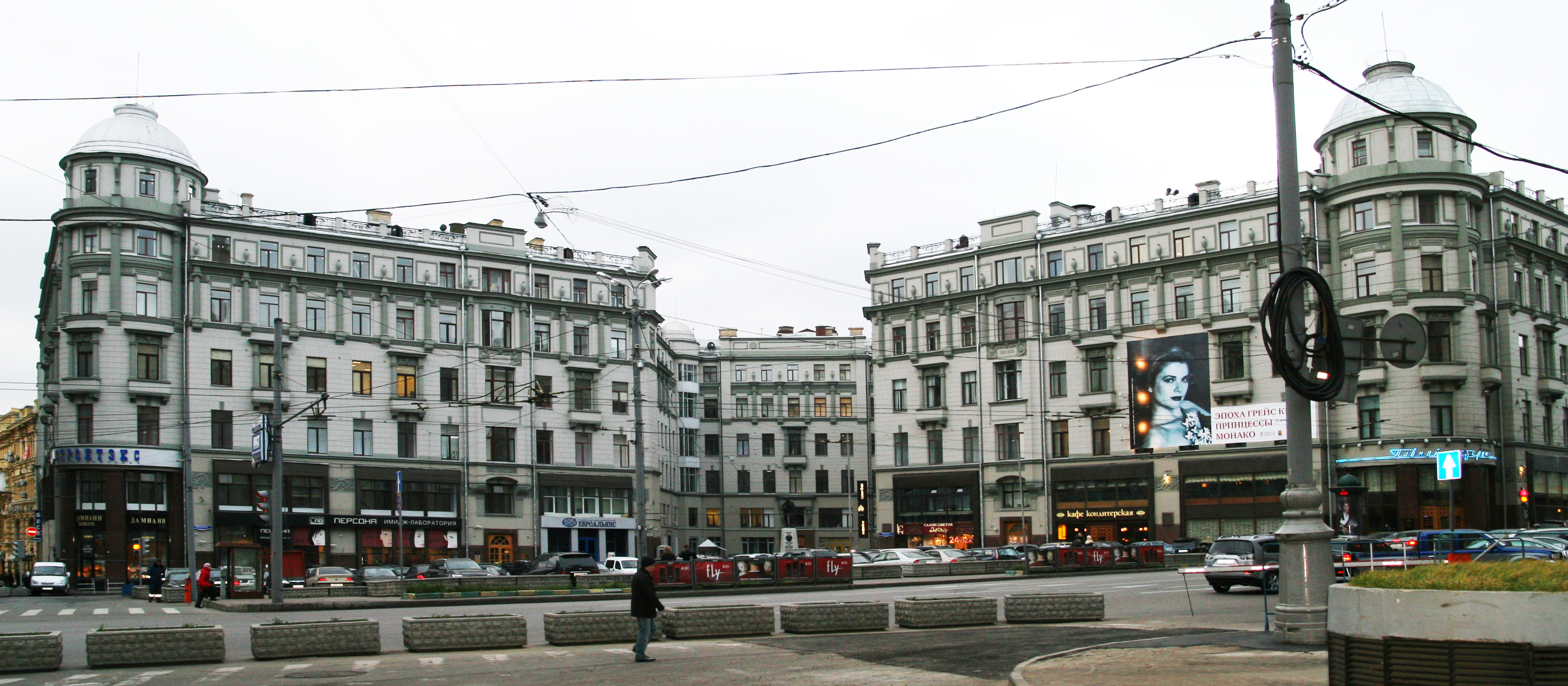
Площадь Воровского и общий вид дома № 21/5
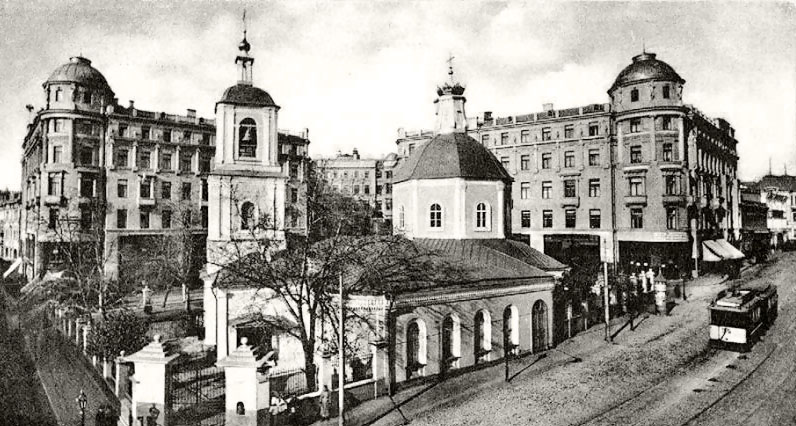
То же место в 1910 г.
Памятник В. В. Воровскому

### По чётной стороне

#### Театр Солодовникова (Опера С. Зимина) (№ 2/6)
В основе существующего здания — усадьба XVIII века, принадлежавшая тестю А. В. Суворова князю И. В. Прозоровскому-младшему. С 1798 года владение принадлежало Щербатовым, затем Шаховским. С 1863 года участок находился во владении купца-миллионера Г. Г. Солодовникова, по заказу которого в 1883—1894 годах архитектор К. В. Терский перестроил здание под пятиярусный театр на 3100 зрителей. Первое время в театре ставили спектакли итальянская оперная труппа и труппа М. В. Лентовского. В 1896 году в театре Солодовникова открылась «Частная русская опера» С. И. Мамонтова, которая с небольшими перерывами ставила здесь спектакли вплоть до начала 1904 года. В 1897—1898 годах здание вновь было перестроено архитектором И. Е. Бондаренко. В театре выступали Ф. И. Шаляпин, Н. И. Забела-Врубель, Н. В. Салина и другие оперные исполнители. 6 мая 1896 года в этом здании был проведён первый московский киносеанс: французский импресарио Рауль Гюнсбург представил картины братьев Люмьер, включая фильм «Прибытие поезда на вокзал Ла-Сьота».
После оперы Мамонтова здание некоторое время занимало «Товарищество русской частной оперы» М. Кожевникова. В 1907 году театр Солодовникова сгорел. После восстановления и перестройки здания архитектором Т. Я. Бардтом. в нём в 1908 году открылся «Оперный театр Зимина». На сцене театра Зимина, помимо опер, осуществлялись балетные постановки: здесь танцевала труппа М. М. Фокина, выступали А. Дункан и М. Кшесинская. После Октябрьской революции опера Зимина сменила несколько названий, пока в 1936 году не стала филиалом сцены Большого театра. В этом же году здание было вновь перестроено. В части здания, выходящей на Кузнецкий Мост, жил до своей смерти в 1942 году бывший руководитель оперы С. И. Зимин. В этой же части дома в советское время находилась поликлиника Союза театральных деятелей РСФСР и Большого театра. После того как Большой театр получил вторую сцену в Кремлёвском дворце съездов, с 1961 года и по сегодняшний день здесь размещается Московский театр оперетты. В конце 1990-х годов у властей существовали планы по сносу здания и строительству на его месте нового, однако они не были осуществлены.

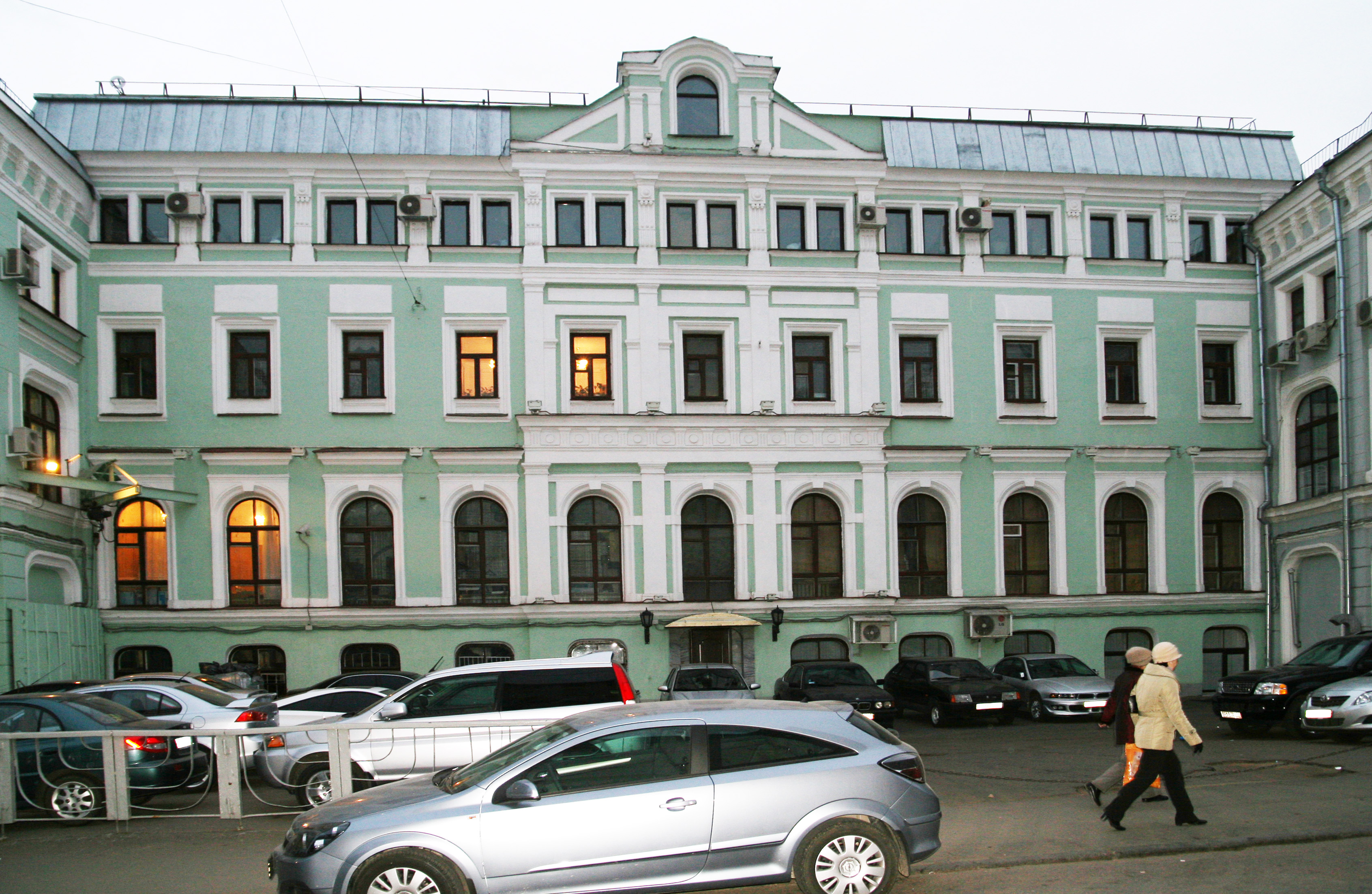
Фасад здания с Кузнецкого Моста
Партер театра после пожара, 1907 г.
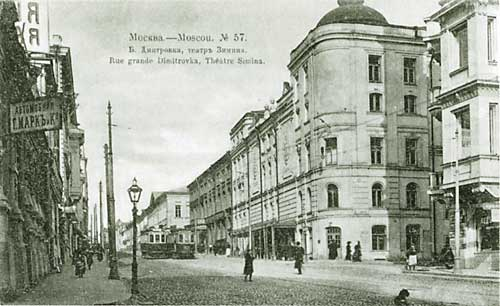
Вид здания с Большой Дмитровки, 1913 г.

#### Комплекс доходных владений В. С. Засецкой (№ 4/3)
В XVIII веке обширное владение, простиравшееся вглубь квартала до Копьёвского переулка, принадлежало княжескому роду Щербатовых. Во второй половине XIX века участок перешёл В. С. Засецкой. В одном из зданий владения в 1930-х годах размещалось Всероссийское общество «Долой неграмотность», председателем которого был М. И. Калинин.

##### Доходный дом В. С. Засецкой (правая часть)
Здание несколько раз перестраивалось. Несмотря на то, что авторство сохранившегося фасада приписывается в большинстве источников архитектору А. Н. Агеенко, существуют доказательства, что четырёхэтажный доходный дом сооружён в 1894 году для супругов М. М. и Н. М. Иваненко по проекту архитектора Н. В. Султанова, а А. Н. Агеенко наблюдал за строительством здания. В 1980-х годах в здании располагались магазины «Оптика» и «Фрукты». В настоящее время первый этаж дома тоже занят торговлей.

##### «Кузнецкий пассаж» (левая часть)
Трёхэтажное здание построено в 1893 году по проекту архитектора В. П. Загорского для размещения магазина «Кузнецкий пассаж». По некоторым данным, в проектировании отдельных элементов здания участвовал автор соседнего доходного дома Н. В. Султанов. Главным архитектурным мотивом фасадной композиции являются два крупных арочных окна, разделённых аркой входа. В правой части постройки находится проездная арка, над которой тоже расположено полуциркульное арочное окно. Фасадная стена украшена крупномасштабным лепным декором, среди которого выделяются фигуры двух амуров с колчанами. В советское время в здании находился книжный магазин «Подписные издания». В 2003 году дом был реконструирован по проекту архитектора В. Н. Ковшеля и его занял бизнес-центр «Кузнецкий Мост, 4». Здесь размещается также отдел «На Кузнецком» Дома педагогической книги, который специализируется на литературе для дошкольников и начальной школы. Здание отнесено к категории ценных градоформирующих объектов.

##### Главный дом Щербатовых (во дворе, снесён)
Ранее во дворе находился главный дом усадьбы князей Щербатовых, который был снесён в 1995 году до цокольного этажа в ходе расширения Большого театра. Усадьбой владел историк и писатель М. М. Щербатов, автор памфлета «О повреждении нравов в России». Жившую в доме Наталью Щербатову считают прототипом Софьи Фамусовой («Горе от ума»). Щербатовы приняли в семью и воспитали в этой усадьбе осиротевшего родственника П. Я. Чаадаева, ставшего известным русским философом и публицистом. Здесь же проходили собрания студентов Московского университета, на которых бывал А. С. Грибоедов. Выстроенный по проекту М. Посохина новодел включён в состав зданий Большого театра.

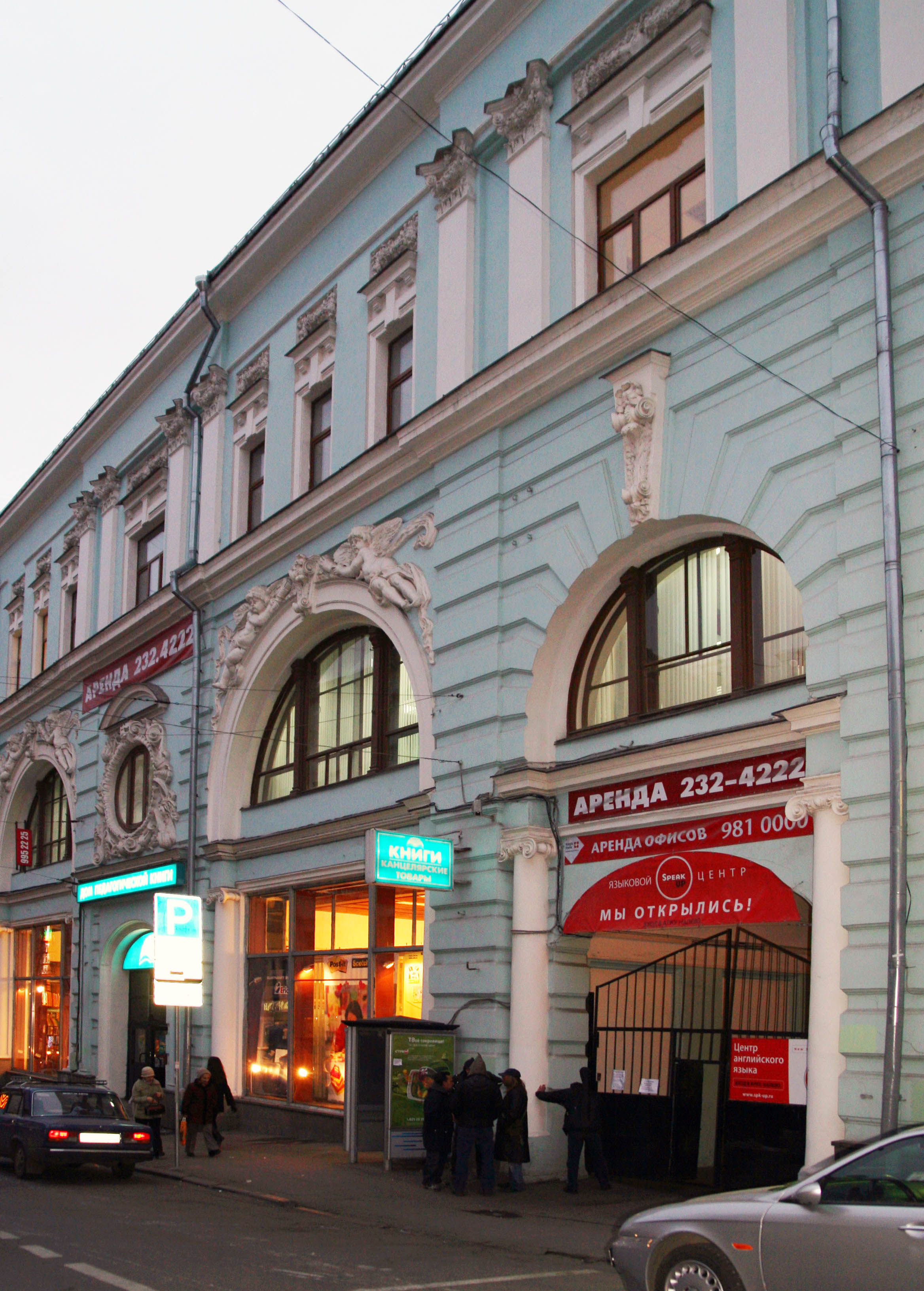
«Кузнецкий пассаж» (левая часть)
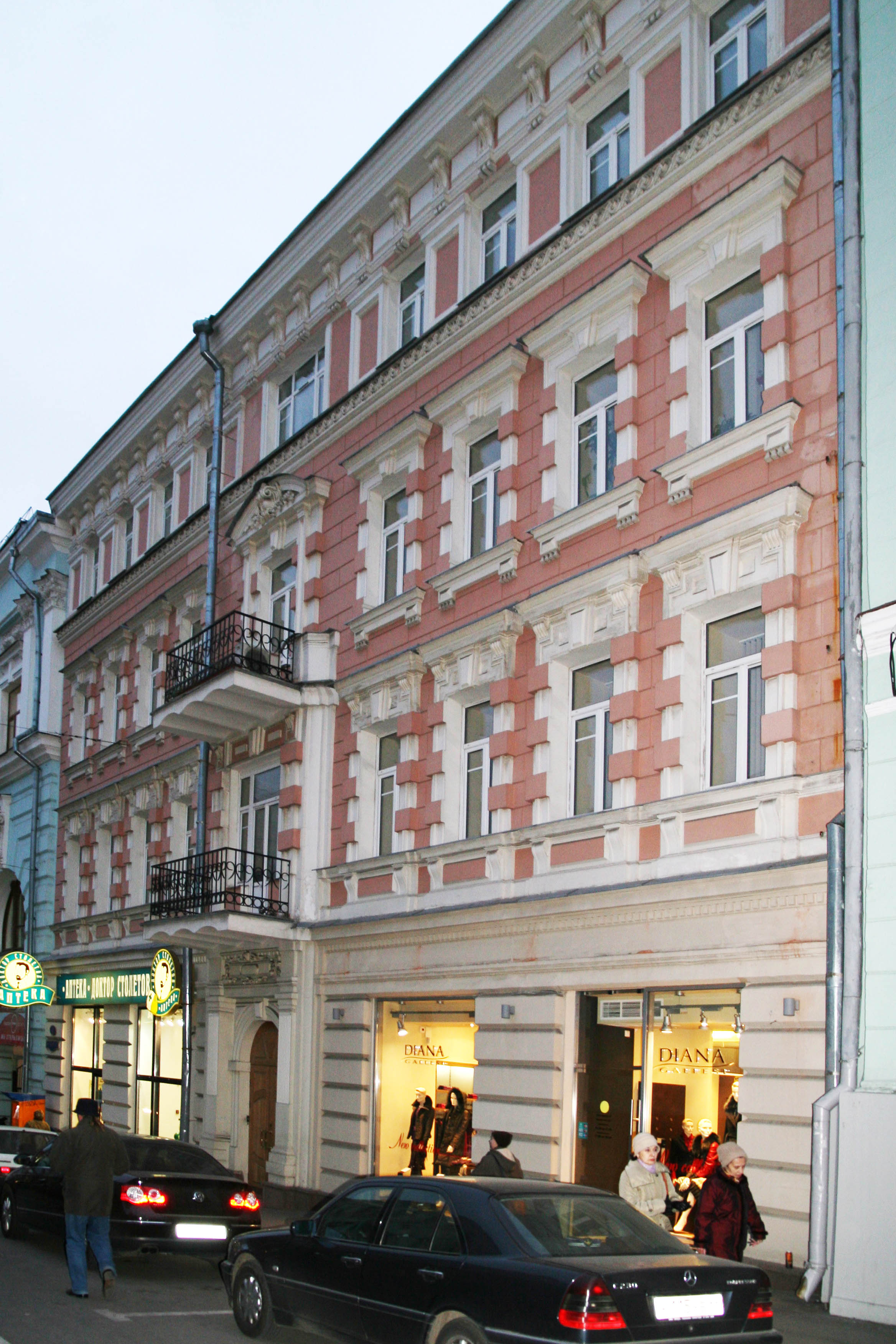
Доходный дом В. С. Засецкой (правая часть)
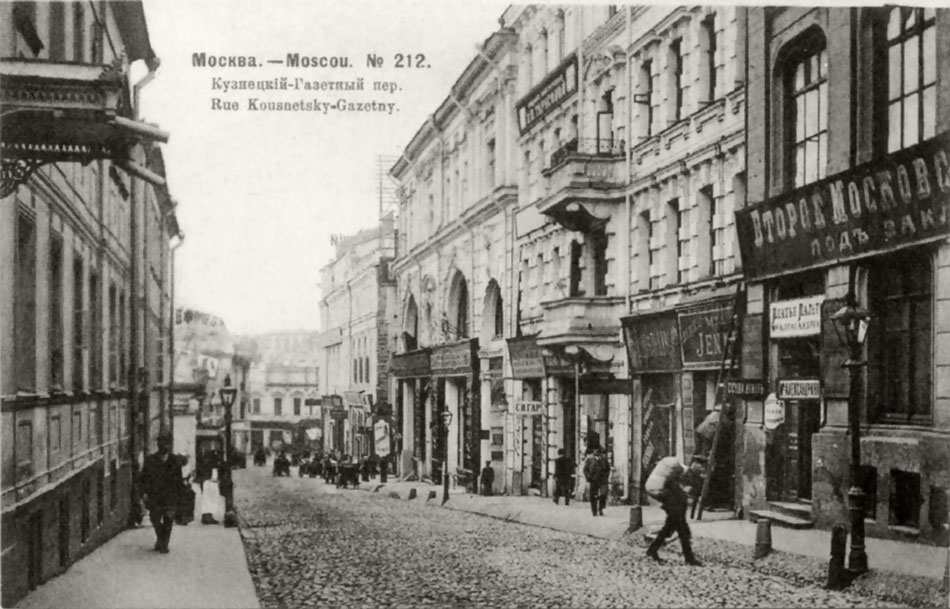
Доходные здания Засецкой в 1902 г. (справа)

#### Доходные дома А. С. Хомякова (№ 6)
В конце XVIII века на этом месте вдоль Кузнецкого переулка стояло длинное деревянное строение, в глубине двора находились большие деревянные хоромы, от которых к северу шёл сад. На протяжении более 100 лет (с 1791 по 1918 годы) владение на углу переулка с Петровкой принадлежало дворянам Хомяковым. В настоящее время по фасаду владение состоит из трёх разновременных построек.

##### Дом с парикмахерской «Базиль» (правая часть)
Здание в стиле австрийского модерна построено в 1902—1903 годах по проекту архитекторов М. К. Геппенера и И. А. Иванова-Шица. Фасад, авторство которого, по всей видимости, принадлежит Иванову-Шицу, украшен цветными керамическими плитками, изогнутыми металлическими кронштейнами, арочными оконными нишами, фигурными лепными филёнками и скульптурным изображением женской головки над входом. Женская головка воспроизводит свой литературный прототип — сказочную деву Лорелею, давшую жизнь целому направлению в символизме. Исследователь архитектуры модерна М. В. Нащокина сравнивает здание с произведением искусства. Дом являлся жилым, а на первом этаже размещалась популярная парикмахерская «Базиль», которая, несмотря на название, принадлежала не французам, а русскому почётному москвичу Яковлеву. И. Бунин в рассказе «Далёкое» вспоминал: «Сколько народу стриглось, брилось у Базиля и Теодора». В 1987 году на месте старого «Базиля» открылся советско-болгарский парикмахерский салон «Магия». Долгое время от оформления «Базиля» сохранялись витрины и входная дверь, выполненные по рисункам И. А. Иванова-Шица. Однако в 2000-х годах при размещении здесь магазина Adidas Originals сохранявшиеся более ста лет витрины были уничтожены. В настоящее время в помещениях бывшего «Базиля» работает бар «Гадкий Койот».

##### Доходный дом с магазинами (средняя часть)
Трёхэтажный корпус с арочными окнами двух нижних этажей построен по заказу Хомяковых в 1870 году по проекту архитектора С. В. Дмитриева. На первом этаже здания находится один из популярных столичных клубов «The Most», принадлежащий бизнесмену А. Мамуту, открывшийся в 2007 году в помещениях, которые в 1990-х годах занимал ресторан «Мост». Здание отнесено к категории ценных градоформирующих объектов.

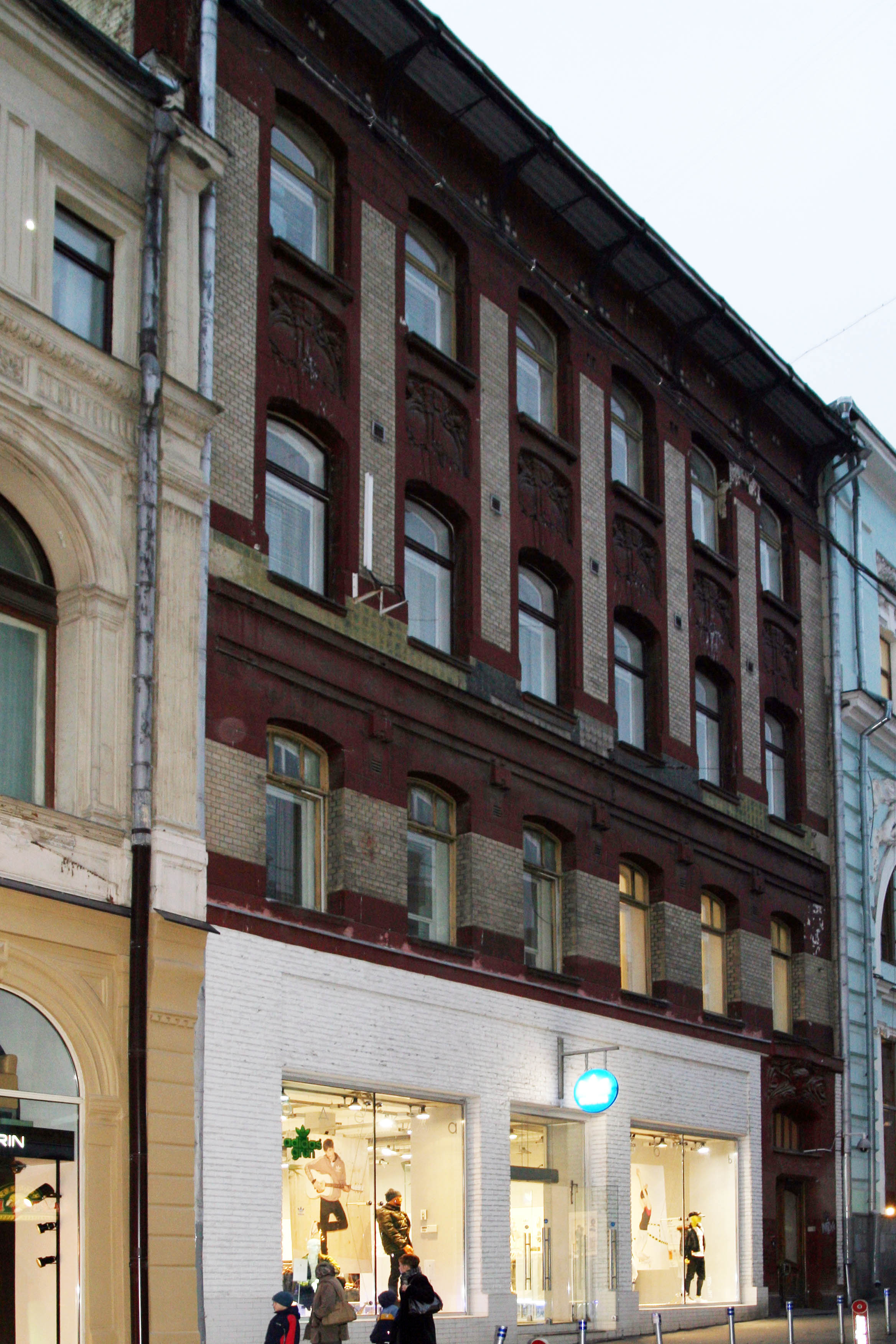
Дом с парикмахерской «Базиль», 2008 г.
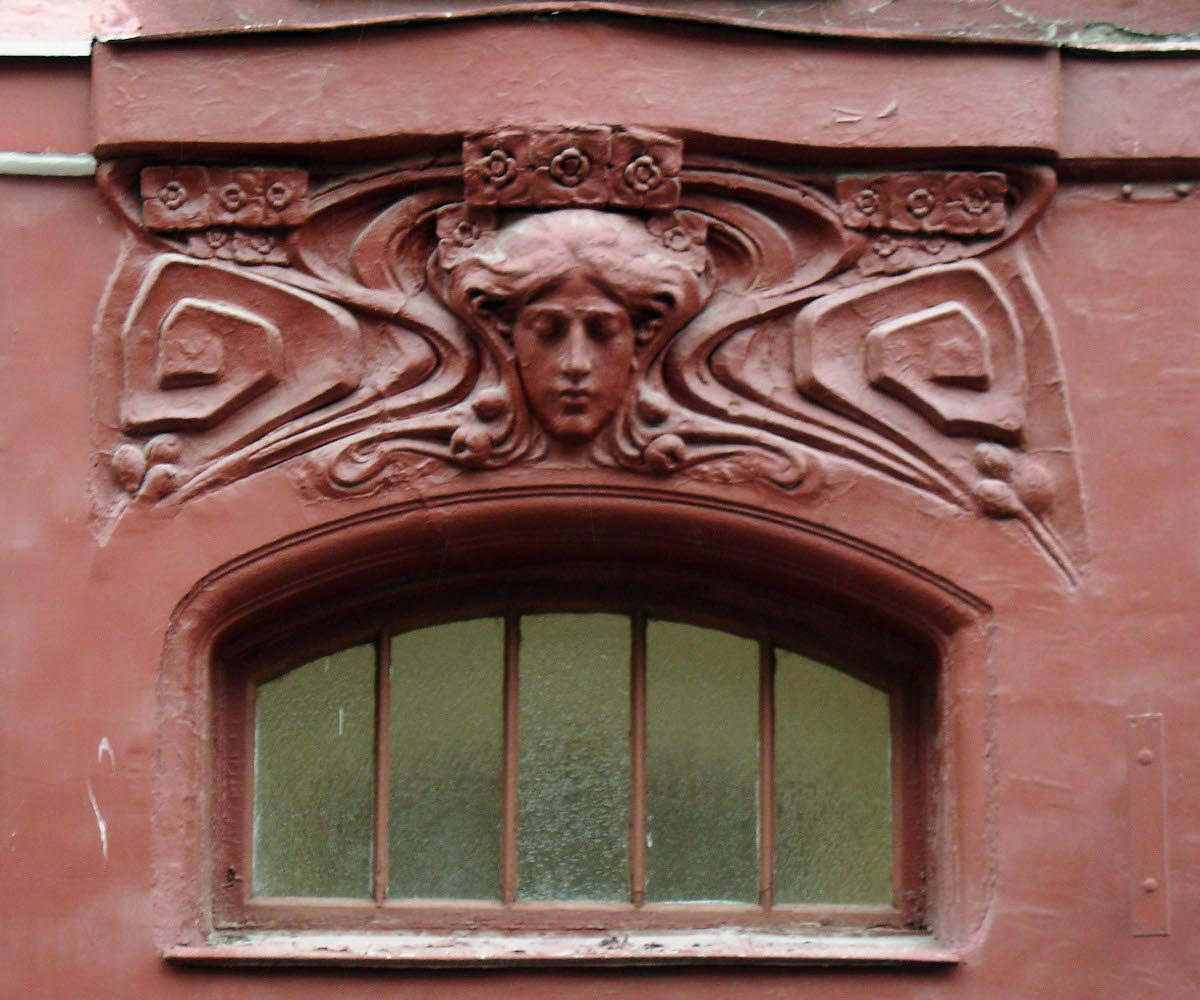
Женская головка на фасаде дома с парикмахерской «Базиль»
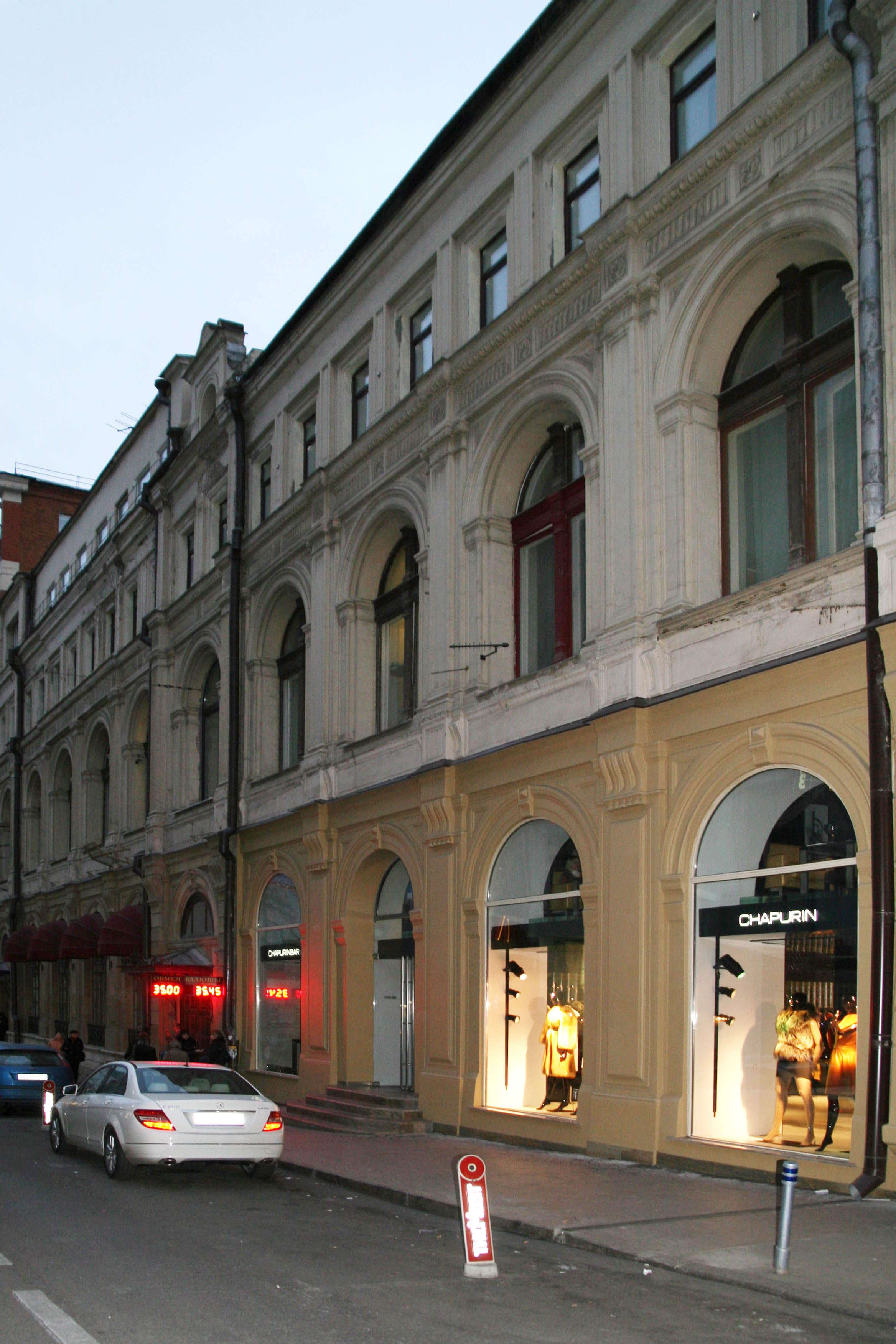
Доходный дом с магазинами

##### Доходный дом Хомякова (угловая часть)
Угловое здание построено в 1900 году по проекту И. А. Иванова-Шица. В 1931 году дом был надстроен двумя этажами. По своему градостроительному положению дом визуально замыкает центральную часть улицы. Фасад здания богато декорирован, в его внешнем облике выделяются большие окна и доминирующие членения, подчёркнутые использованием различных материалов. В целом стилистика здания определяется искусствоведами как «благородный „Style nouveau“ греческого типа a la Отто Вагнер». Надстройка дома значительно исказила его первоначальный облик и художественную целостность, были утрачены и некоторые декоративные детали. Первый этаж здания занимал банк Г. Волкова с сыновьями, на втором и третьем этажах находился мебельный отдел магазина «Мюр и Мерилиз», часть помещений сдавались под квартиры. К дому со стороны Петровки примыкает ещё одно принадлежавшее Хомяковым здание — построенный по проекту О. Бове главный дом усадьбы, где жил публицист А. С. Хомяков, которого посещали здесь многие известные деятели культуры.
До постройки нынешнего здания на его месте стоял деревянный дом, который сгорел в 1898 году. Перед сгоревшим зданием находился треугольный участок, сильно сужавший Кузнецкий переулок. Городская дума попыталась выкупить его у наследника — внучатого племянника и полного тёзки публициста — А. С. Хомякова, однако тот огородил участок забором и насадил там несколько кустиков, прозванных москвичами «Хомяковой рощей». После двенадцатилетней тяжбы и постановления Думы о принудительном отчуждении участка Хомяков продал его городу по цене, которая превышала рыночную стоимость.
В советское время в здании размещались различные учреждения и организации. В разное время в доме жили: оперный певец Н. А. Шевелёв, артисты Л. М. Леонидов и М. П. Болдуман, писатель В. А. Обручев. В этом доме снимались сцены комедии Э. Рязанова «Служебный роман». В настоящее время большую часть здания занимает Федеральное агентство морского и речного транспорта.

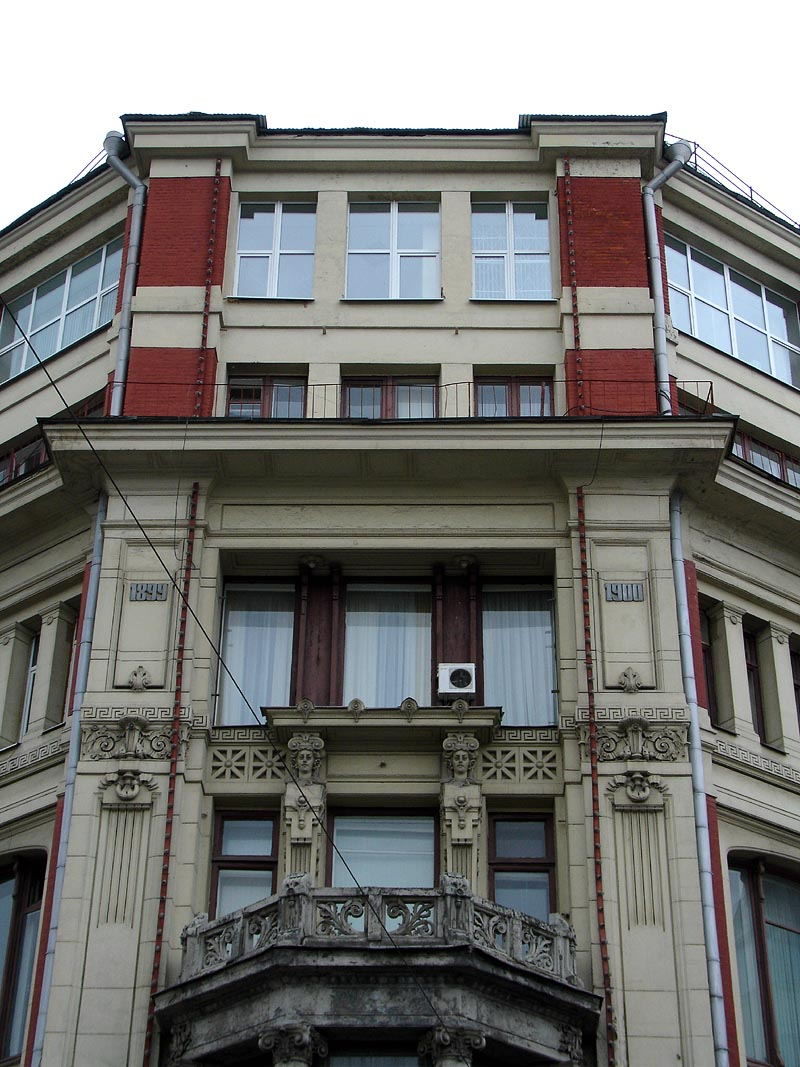
Доходный дом Хомякова (фрагмент фасада)
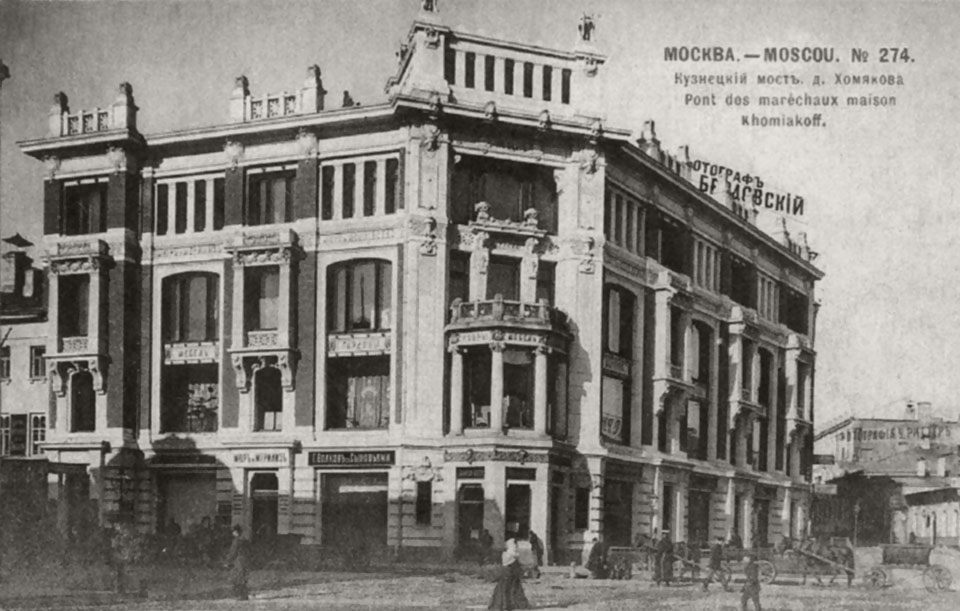
Доходный дом Хомякова, 1902 г.
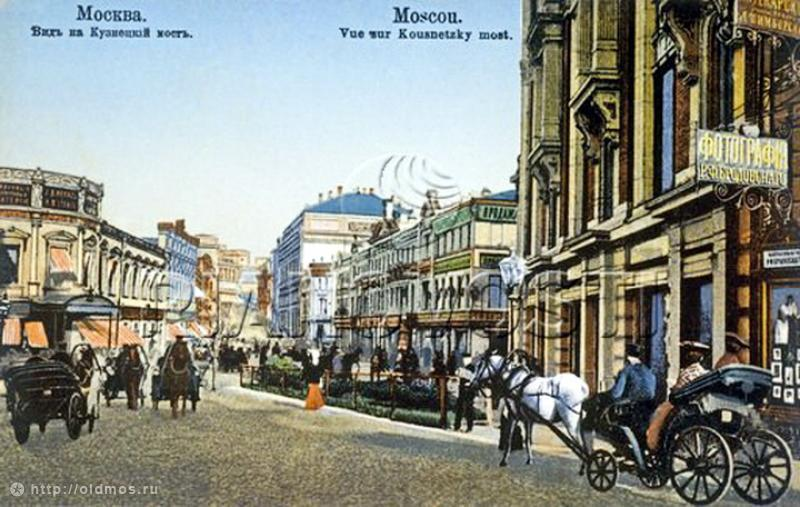
«Хомякова роща» на углу с Петровкой, начало 1900-х гг.

#### Пассаж Солодовникова (№ 8/4/7, снесён)
На этом участке находилась известная с 1564 года церковь Воскресения Словущего с кладбищем при ней, сгоревшая при пожаре 1812 года и разобранная в 1816 году. От церкви до реки тянулись огороды, а саму церковь окружали дома причта, в одном из которых в начале XIX века размещался популярный зоомагазин. В 1821 году вся бывшая территория церкви перешла к дипломату Д. П. Татищеву, который в 1821—1823 годах построил на ней большой трёхэтажный доходный дом, оформленный портиком из двенадцати ионических пилястр, с двухэтажными крыльями по Петровке и Неглинному проезду. Представительный фасад дома Татищева был включён в Архитектурный альбом лучших московских зданий. По южной стороне здания шёл небольшой проезд, продолжавший линию Софийки (ныне Пушечной улицы). В своей основе без изменений, с небольшими переделками фасада здание простояло сорок лет, после чего крылья дома были надстроены до общей трёхэтажной высоты.
В начале 1860-х годов соседнее с домом Татищева здание приобрёл купец Г. Г. Солодовников, который в 1862 году перестроил его по проекту архитектора Н. В. Никитина под пассаж, названный по фамилии владельца Солодовниковским. В 1874 году Солодовников приобрёл и сам бывший дом Татищева, а в 1878 году здания были объединены в единое целое. В галереях Солодовниковского пассажа размещались многочисленные магазины: П. И. Юргенсона, Бюргера, Хлебникова, товарищества А. И. Абрикосова и многие другие. Оформлением отделов и витрин пассажа занимались многие известные архитекторы. Солодовниковский пассаж являлся не только деловым и торговым комплексом, но и одним из центров общественной и культурной жизни дореволюционной Москвы. Здесь размещались Общество любителей музыки и драматического искусства, «Шекспировский кружок», «Немецкий театр», «Театр Буфф», театр «Мефистофель», «Синема-театр», «Кинофон». Торговля велась в здании и в советское время — в нём разместились магазины Мосторга. Часть дома сдавали под квартиры: здесь жили Д. С. Крейн и В. Н. Давыдов. В РОСТА, размещавшемся в бывшем магазине Абрикосова, работал В. Маяковский.
Здание было разрушено в 1941 году в результате бомбардировки Москвы. В 1945 году остатки пассажа были разобраны, а в 1947 году на его месте был разбит небольшой сквер. В 1974 году к ЦУМу была возведена шестиэтажная пристройка. В 2007 году на месте сквера было построено новое пятиэтажное здание ЦУМа, которое составило единый комплекс с предыдущими постройками (адреса по Кузнецкому Мосту не имеет). В ходе строительства археологи обнаружили около 300 древних захоронений, самое раннее из которых относится к XV веку, фундаменты церкви Воскресения и остатки стен Солодовниковского пассажа.

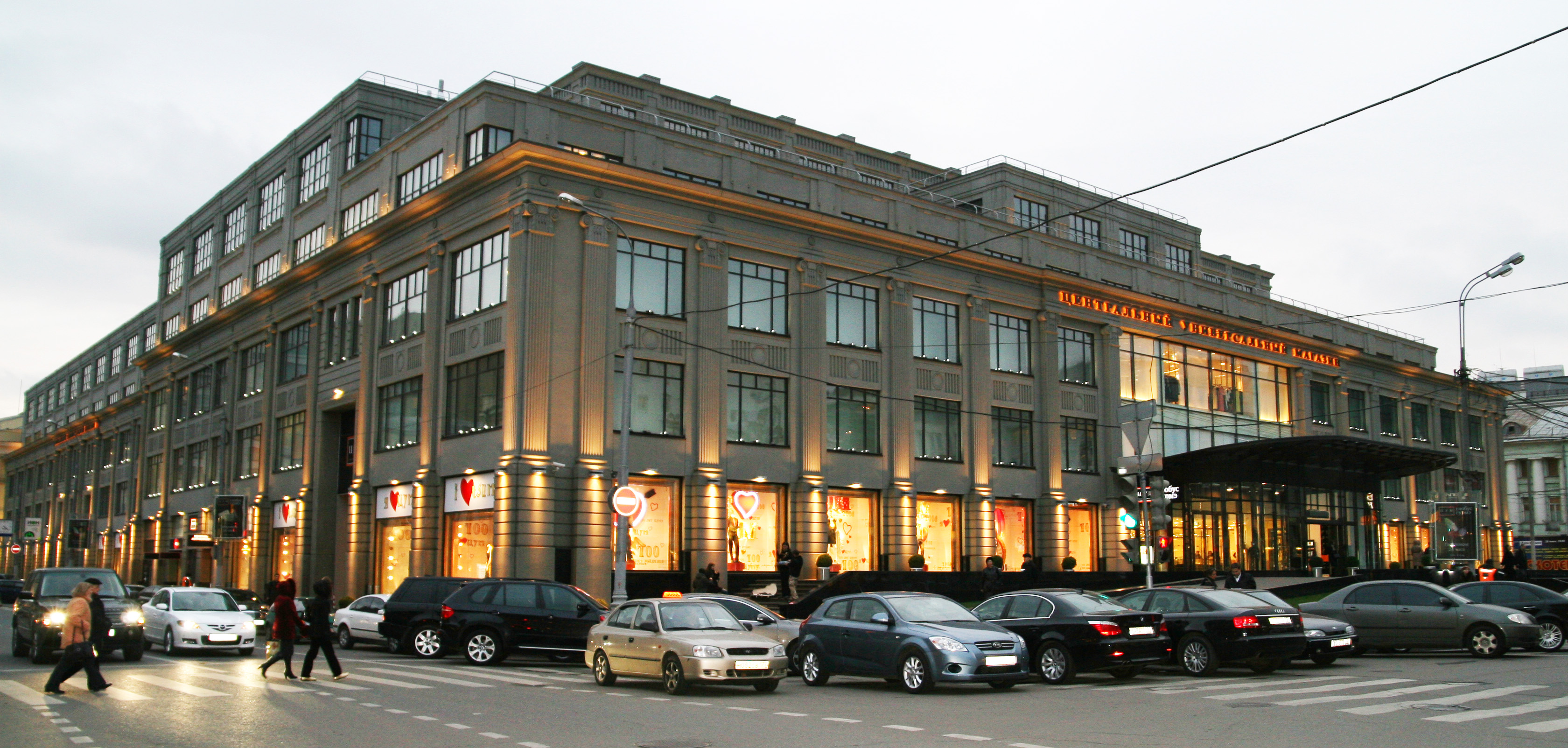
Новый корпус ЦУМа, вид со стороны Неглинной улицы
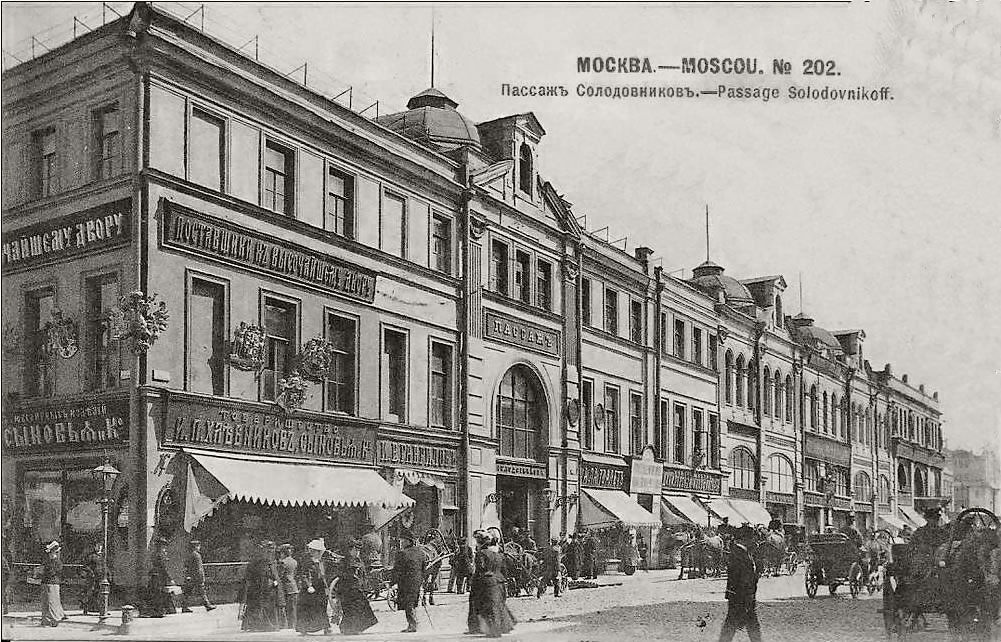
Солодовниковский пассаж с Неглинной, нач. XX в.
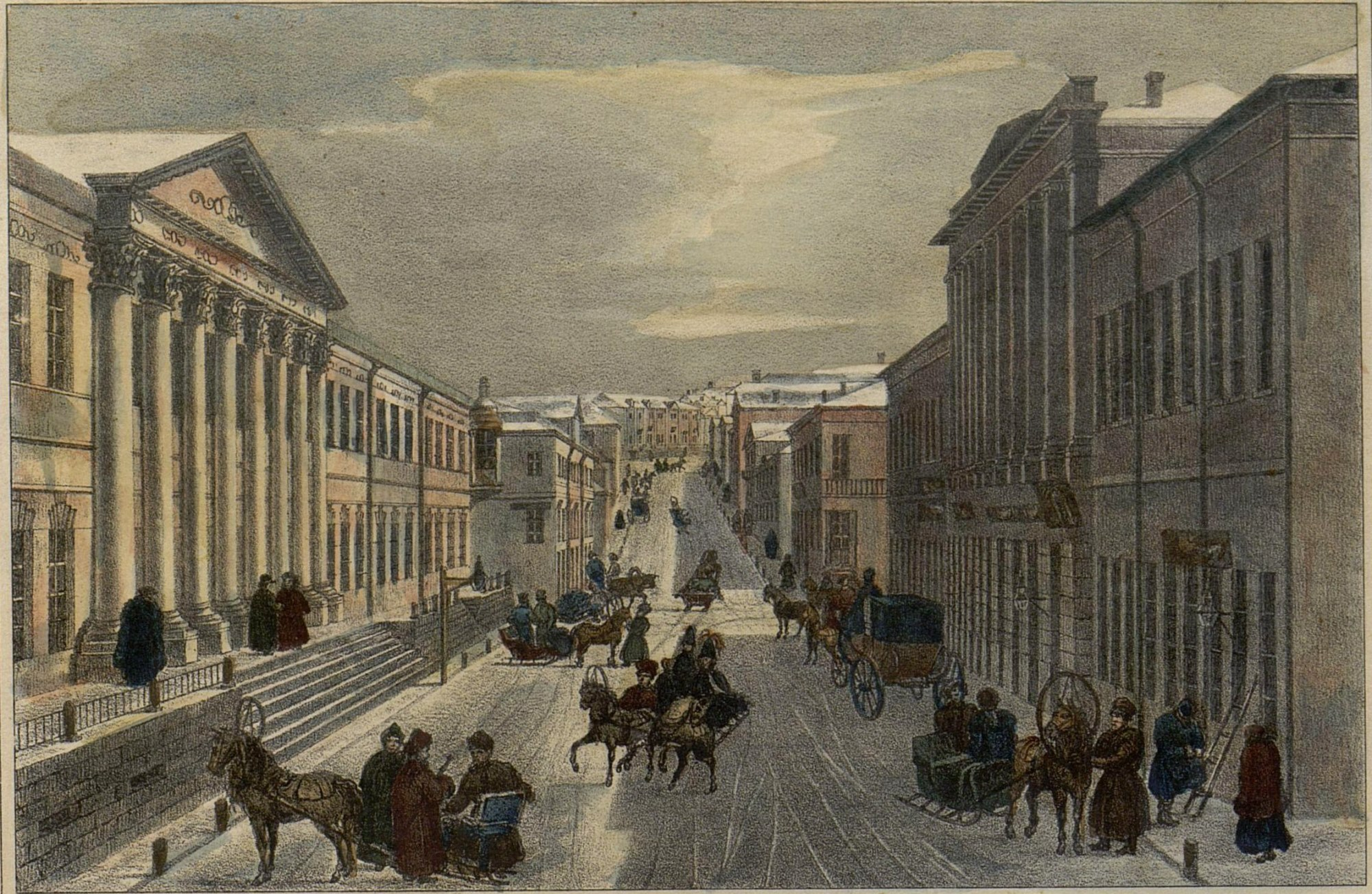
О. Кадоль. Кузнецкий Мост в 1834 г. Справа — дом Татищева

#### Доходный дом Московского купеческого общества (№ 10/8)
Территория, на которой в настоящее время находится дом, занимающий лицевой частью весь квартал от Кузнецкого Моста до Пушечной улицы, в средние века граничила с Пушечным двором. В XVII—XVIII веках здесь находился казённый питейный дом, затем дворы церковнослужителей Военного госпиталя у церкви Воскресения. В начале 1820-х годов вдоль Неглинного проезда было построено протяжённое двухэтажное здание, в котором находились кондитерские, рисовальная лавка, а также целый ряд модных магазинов.
В 1874 году участок приобрело Московское купеческое общество. которое заказало архитектору А. С. Каминскому строительство нового здания. В 1888 году почти выстроенное здание неожиданно обрушилось, а под его завалами погибли рабочие. А. С. Каминский был приговорён к «церковному покаянию и шестинедельному содержанию на гауптвахте», заменённому затем домашним арестом. Обрушившееся здание было достроено в 1889 году. Дом является ярким примером крупных деловых строений в классическом стиле. Симметрично-осевая композиция здания имеет три активно выделенных вертикальных оси, соответствующих трём парадным входам с Неглинной улицы. В оформлении угла здания использованы скульптурные изображения женских головок, относящиеся уже к декоративным приёмам модерна начала XX века. После постройки дома с его угла разместился магазин фирмы Фаберже. Здесь же работал мебельный магазин П. А. Шмита, размещались конторы и редакции издателя А. Я. Липскерова, книжный магазин «Агентства Парижской прессы», несколько кондитерских и ювелирных магазинов. В 1906 году фасад здания был незначительно изменён архитектором А. Э. Эрихсоном. в 1907 году — В. В. Шервудом.
В советское время в здании размещались магазин издательства «Молодая гвардия», Московское управление недвижимыми имуществами (МУНИ) Мосгорисполкома, контора А. Хаммера, Московское отделение Всероссийского общества охраны памятников истории и культуры. В настоящее время дом занимает Департамент культуры города Москвы, многочисленные рестораны и магазины. Здание отнесено к категории ценных градоформирующих объектов.

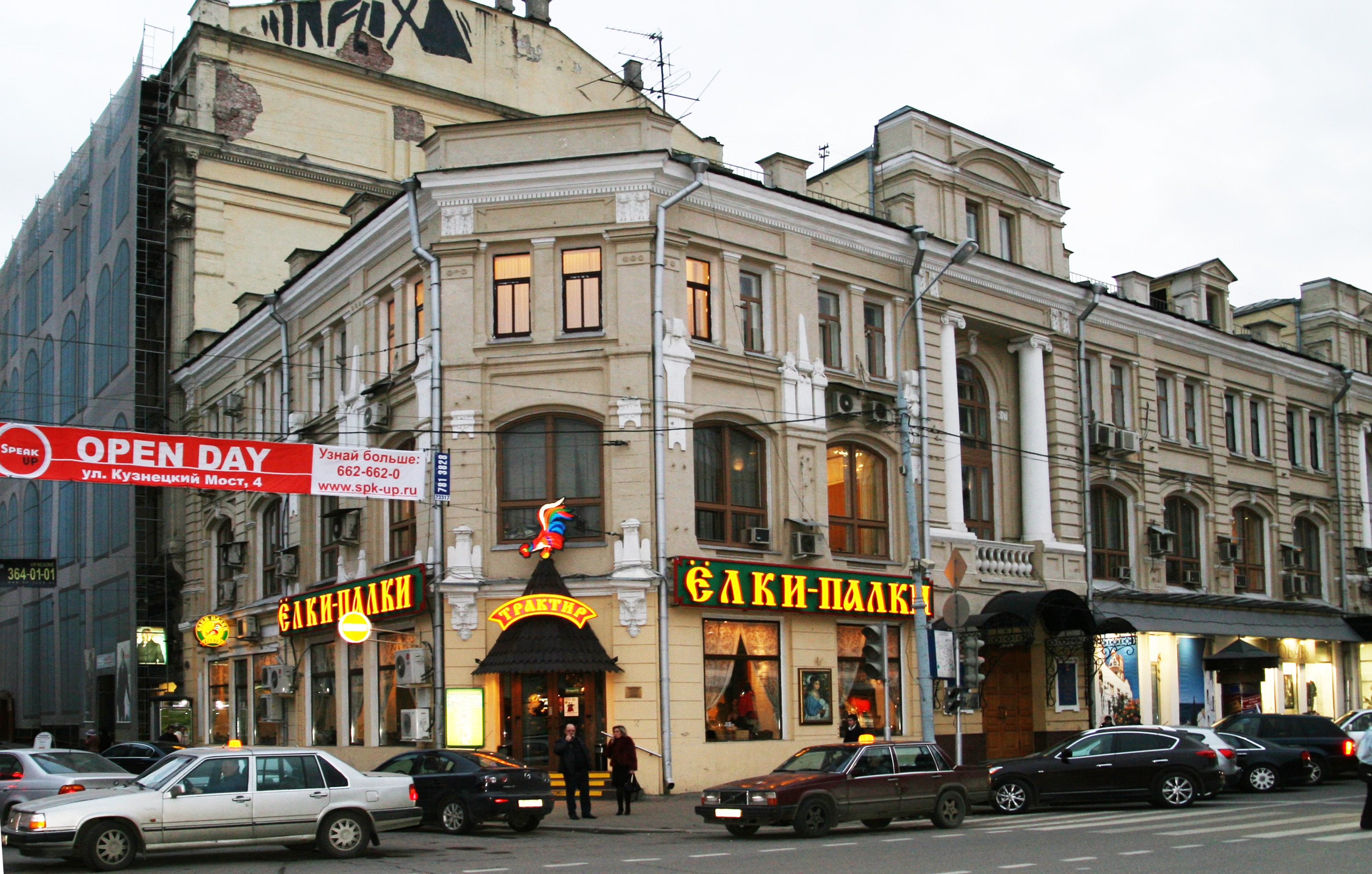
Доходный дом Московского купеческого общества
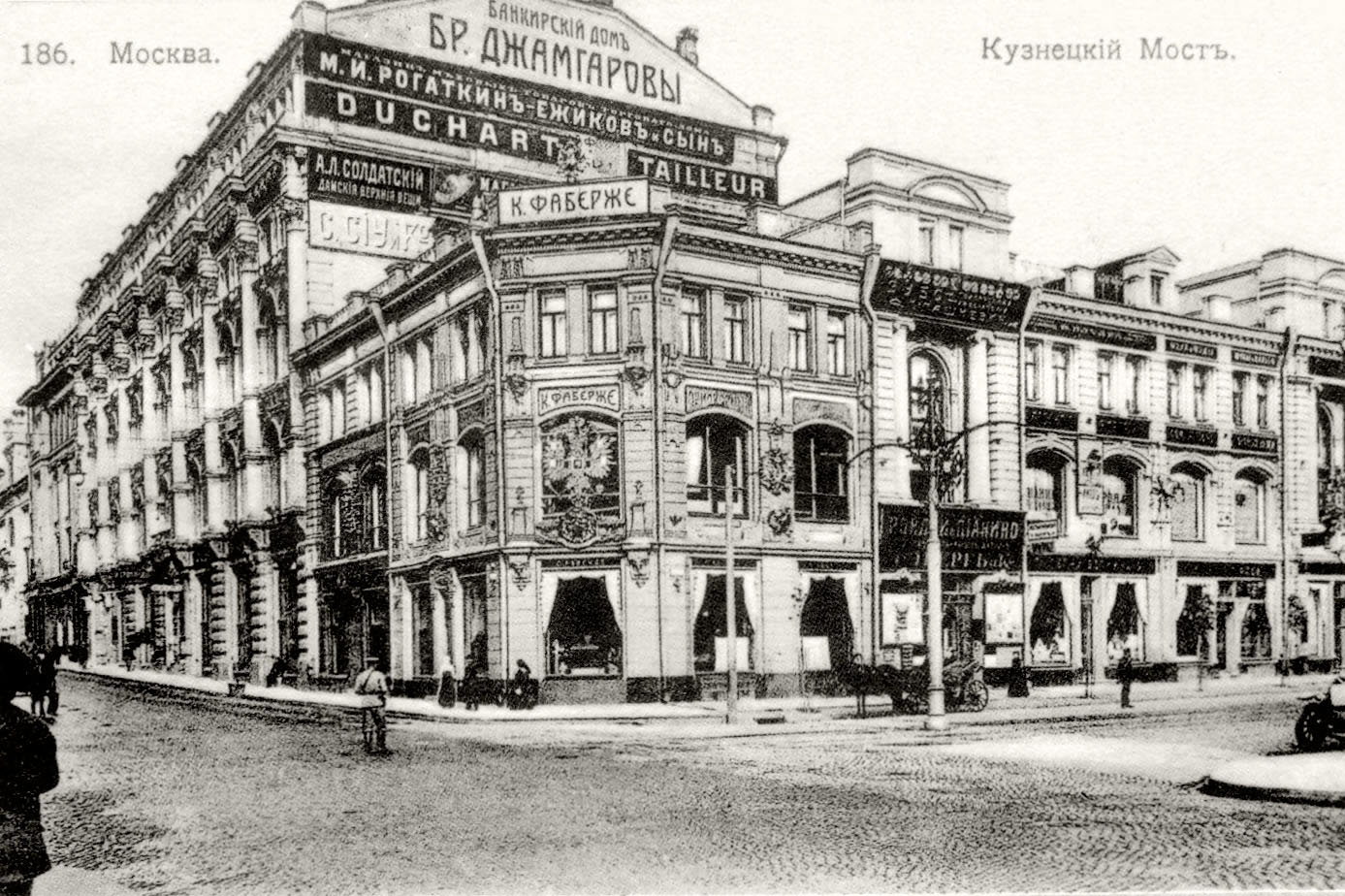
Вид здания в 1910-х гг. С угла — вход в магазин Фаберже

#### Пассаж К. С. Попова (Джамгаровых) (№ 12)
На месте современного здания в конце XVII — начале XVIII века находились владения стольника И. М. Вердеревского с двумя домами по улице. К середине XVIII века участок перешёл графу П. Б. Шереметеву, а к началу XIX века генерал-майору Е. И. Бланкеннагелю. Во время пожара 1812 года строения уцелели, перейдя через пять лет к жене известного просветителя В. Н. Каразина. В 1820-х годах на втором этаже дома размещалась книжная лавка типографа А. Семена. Многие годы в здании работали музыкальный и нотный магазин А. Грессера и магазин семьи Дациаро. В 1831 году в доме Каразиных разместились магазин и отделение банкирского дома И. В. Юнкера.
В 1870-х годах владение перешло крупному чаеторговцу, купцу К. С. Попову, который снёс прежние строения и в 1877 году построил Пассаж по проекту архитектора А. И. Резанова. Строительством пассажа руководил архитектор С. В. Дмитриев. «Пассаж Попова» был вдвое выше окружающей застройки и многие годы являлся композиционной доминантой этой части улицы. После постройки в здании разместились многочисленные магазины. Часть дома сдавалась под квартиры: здесь жили физик А. А. Эйхенвальд и артист Малого театра М. А. Решимов. В 1882 году в пассаже Попова открылась первая в Москве телефонная станция. В 1885 году здесь же была устроена первая в городе световая реклама. В 1894 году в доме начало работу «Русское фотографическое общество», на заседаниях которого выступали Н. Е. Жуковский, Н. А. Умов, К. А. Тимирязев, Н. Д. Зелинский и другие видные учёные. В 1883 году по проекту архитектора И. Ф. Червенко в здании был устроен сквозной проход на Пушечную улицу, превративший Пассаж в популярную пешеходную артерию.
В 1899 году К. С. Попов продал здание Банкирскому дому братьев Джамгаровых, устроившему в нём банк. После революции здание занимали различные государственные учреждения и общества. С 1958 года в доме работает Государственная публичная научно-техническая библиотека. В 2005 году было принято решение о реконструкции здания Пассажа, с переводом библиотеки в другое место. Здание планируется реконструировать по проекту архитектора П. Андреева со сносом фасада по Пушечной улице авторства архитектора А. Каминского и последующим его «восстановлением».

Пассаж К. С. Попова (Джамгаровых)
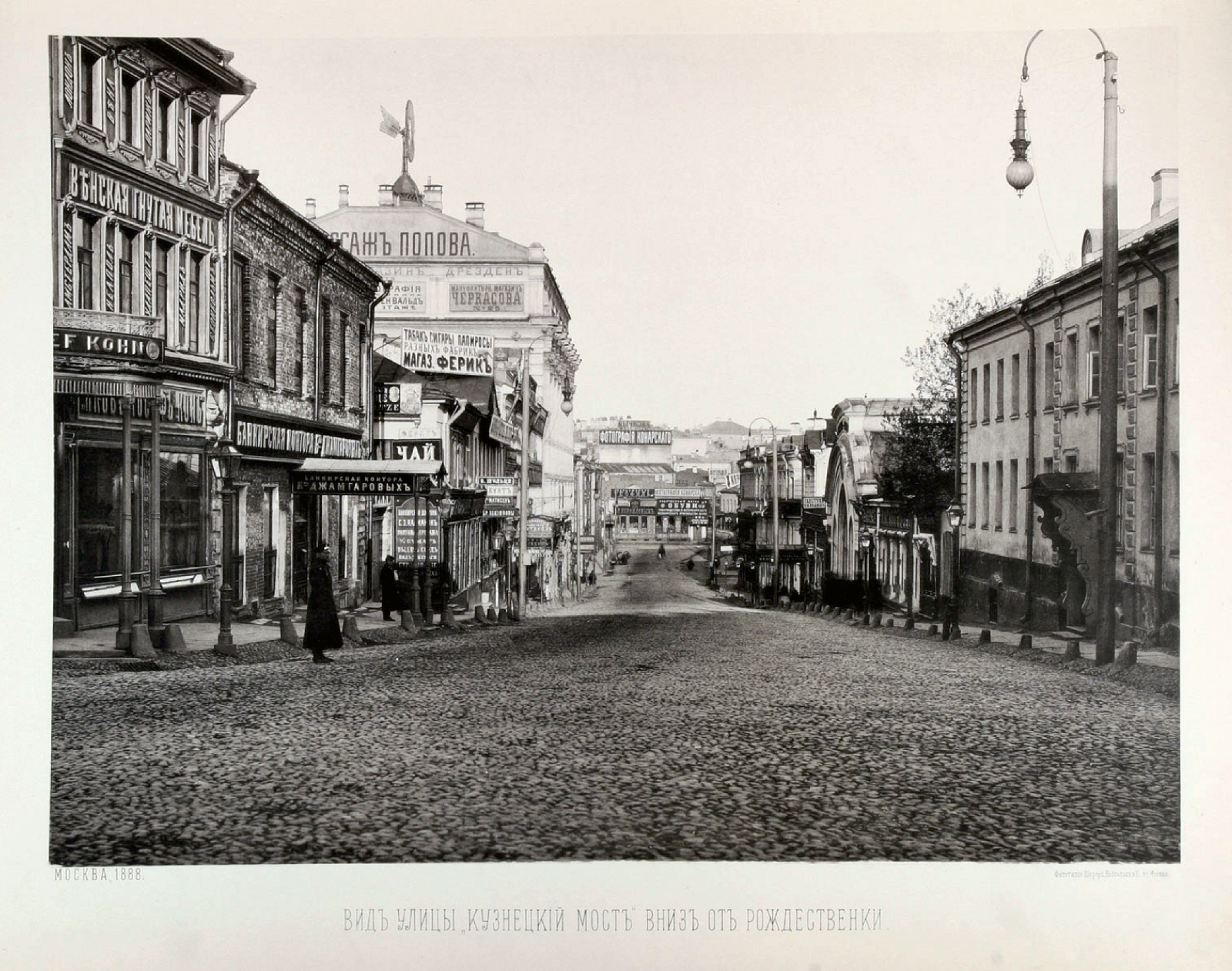
Вид от Рождественки, слева Пассаж Попова, 1888 г.
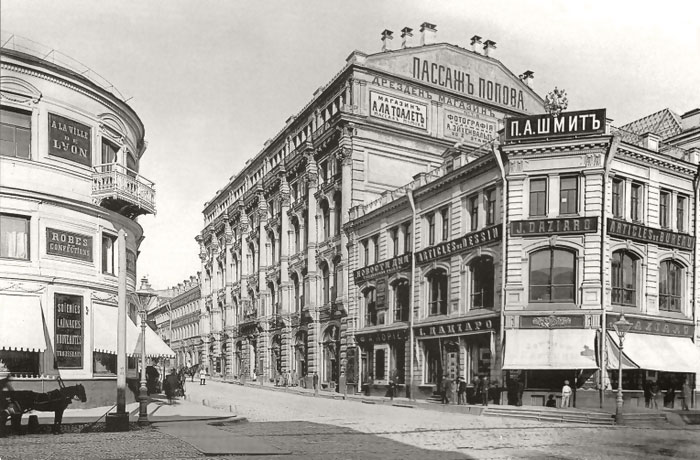
Перекрёсток с Неглинной улицей, в центре снимка Пассаж Попова, 1890-е гг.

#### Здание торговой фирмы А. М. Михайлова (№ 14)
В XVII веке на этом месте располагались дворы стольника И. М. Ведеревского, регистратора Ключарева, иностранца И. Тардье. В начале XIX века владение перешло купцу Ф. Гутту, а затем его жене. В 1840-х годах участком владела Е. Лакомм. В 1848 году в дворовом флигеле размещался основанный графом С. Г. Строгановым «Литографический институт», в котором выполнялись заказы на изготовление печатной продукции и иллюстраций. В 1850 году владение перешло сыну генерала А. П. Ермолова, а позднее его жене. В 1883 году дом Ермоловых арендовал, а затем приобрёл купец 1-й гильдии, меховщик А. М. Михайлов. По его заказу архитектором В. В. Барковым в 1889 году во дворе было построено четырёхэтажное здание для размещения фабрики меховых изделий. Фабрика была единственным промышленным предприятием на Кузнецком Мосту и продолжала работать и в советское время. Выходящий фасадом на Кузнецкий Мост современный дом построен в 1903 году архитектором А. Э. Эрихсоном. В 1906—1907 годах тем же Эрихсоном была осуществлена надстройка пятого этажа. Вплоть до революции в здании размещался «Магазин сибирских и американских меховых товаров» А. М. Михайлова. Основой фасадной композиции здания является ритмика крупных оконных проёмов, занимающих почти всё пространство между устоями вертикальной структуры и тягами междуэтажных перекрытий. Балконные ограждения на фасаде здания, по мнению некоторых исследователей архитектуры, относятся к одним из лучших, выполненных в Москве в этой стилистике. Первоначально интерьер торгового зала был декорирован художником-графиком В. А. Фаворским, однако до настоящего времени сохранились лишь немногие детали первоначального внутреннего оформления.
В середине 1940-х годов в здании разместился Общесоюзный дом моделей одежды (ОДМО), позднее получивший название Дом моделей «Кузнецкий мост». Дом моделей создавал коллекции одежды для 300 швейных фабрик СССР, проводил обучение, методическую работу, здесь продавали готовые выкройки и проводили показы моделей. Здесь же размещалась редакция выходившего четыре раза в год «Журнала мод». В ОДМО работал модельер В. Зайцев, среди манекенщиц были Р. Збарская и Т. Михалкова. Дом моделей исполнял и индивидуальные заказы многих известных актёров и политиков. В 2002 году владельцем Дома моделей стала группа МДМ, а спустя год здание было продано компании «Подиум» — российскому ретейлеру модной одежды. В настоящее время в доме располагается магазин одежды премиум-класса «Podium concept store». Здание торговой фирмы А. М. Михайлова является выявленным объектом культурного наследия.

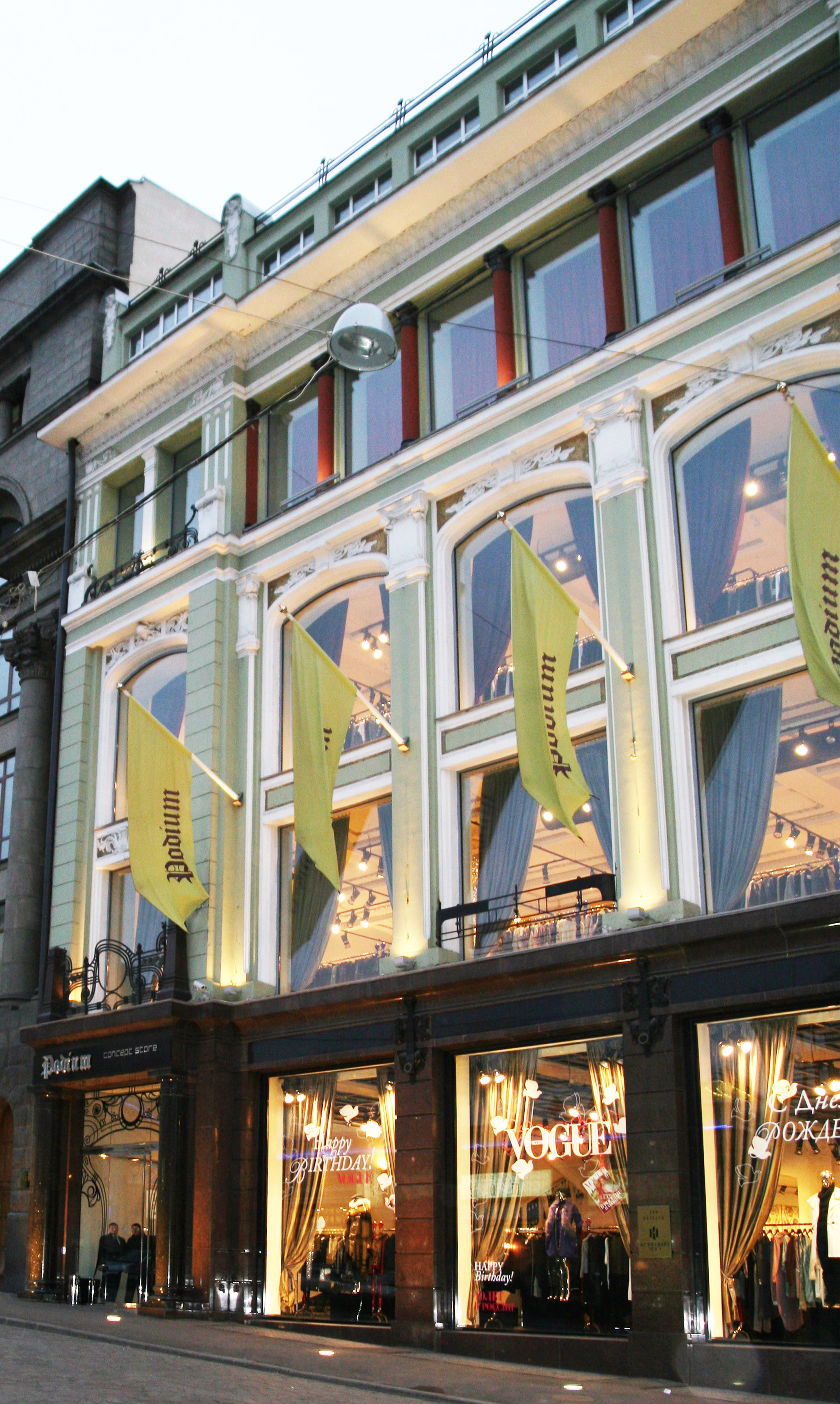
Здание торговой фирмы А. М. Михайлова (Podium concept store)
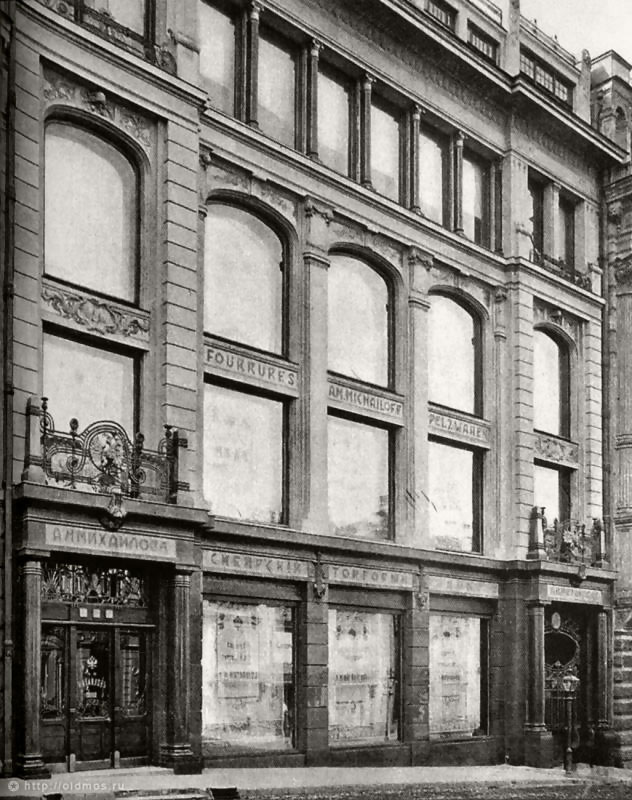
Торговая фирма А. М. Михайлова, вид здания в 1912 году

#### Дом банка и торгового дома «И. В. Юнкер и Ко» (№ 16)
В XVIII веке на этом месте стояли дворы кузнеца Мосягина, пушечного ученика Артемьева, затем участком владели иностранцы Тардье и Роже. Здесь же располагались принадлежащие француженке Мари-Роз Обер-Шальме фабрика игральных карт и популярный галантерейный магазин. С начала XIX века и до середины 1870-х годов владение принадлежало купчихе Х. Беккерс и её потомкам. Находившийся здесь универсальный магазин братьев Беккерс продавал изделия из глины, фаянса, сидеролита, горшки для цветов, карикатурные фигурки и другой товар. В 1859 году здесь разместились музыкально-издательская фирма «А. Гутхейль», ставшая одним из крупнейших нотных издательств дореволюционной России, и магазин музыкальных инструментов.
В 1876 году здание было перестроено по проекту архитектора П. С. Кампиони. В 1878 году владение приобрёл торговый дом «И. В. Юнкер», по заказу которого в 1900—1908 годах архитектором А. Э. Эрихсоном здание вновь было перестроено в стиле раннего московского модерна. Дом стал первой постройкой зодчего в этом стиле, в нём фактически сформировался архитектурный язык «эрихсоновского» модерна. Постройка вызвала множество критических отзывов. Возможно, именно благодаря критике уже в 1914—1916 годах фасад дома был перестроен в неоклассических формах по проекту В. И. Ерамишанцева и братьев Весниных с сохранением структуры здания. По мнению ряда искусствоведов, дом банка и торгового дома «И. В. Юнкер и Ко» является одной из лучших построек московской неоклассики.
В 1931 году в этом здании состоялась встреча посетившего Россию Б. Шоу с советскими писателями. В советское время здесь находились: Главлегмаш, Московская областная контора Госбанка, городское отделение Госстраха, издательство ОГИЗ, Центральный комитет Союза Обществ Красного Креста и Красного Полумесяца, Московская городская контора Стройбанка, Банк внешней торговли. В 1990 году здание занял Внешторгбанк, головной офис которого находился здесь до середины 2000-х годов. В настоящее время в доме размещается Центральный аппарат Федеральной службы судебных приставов России.

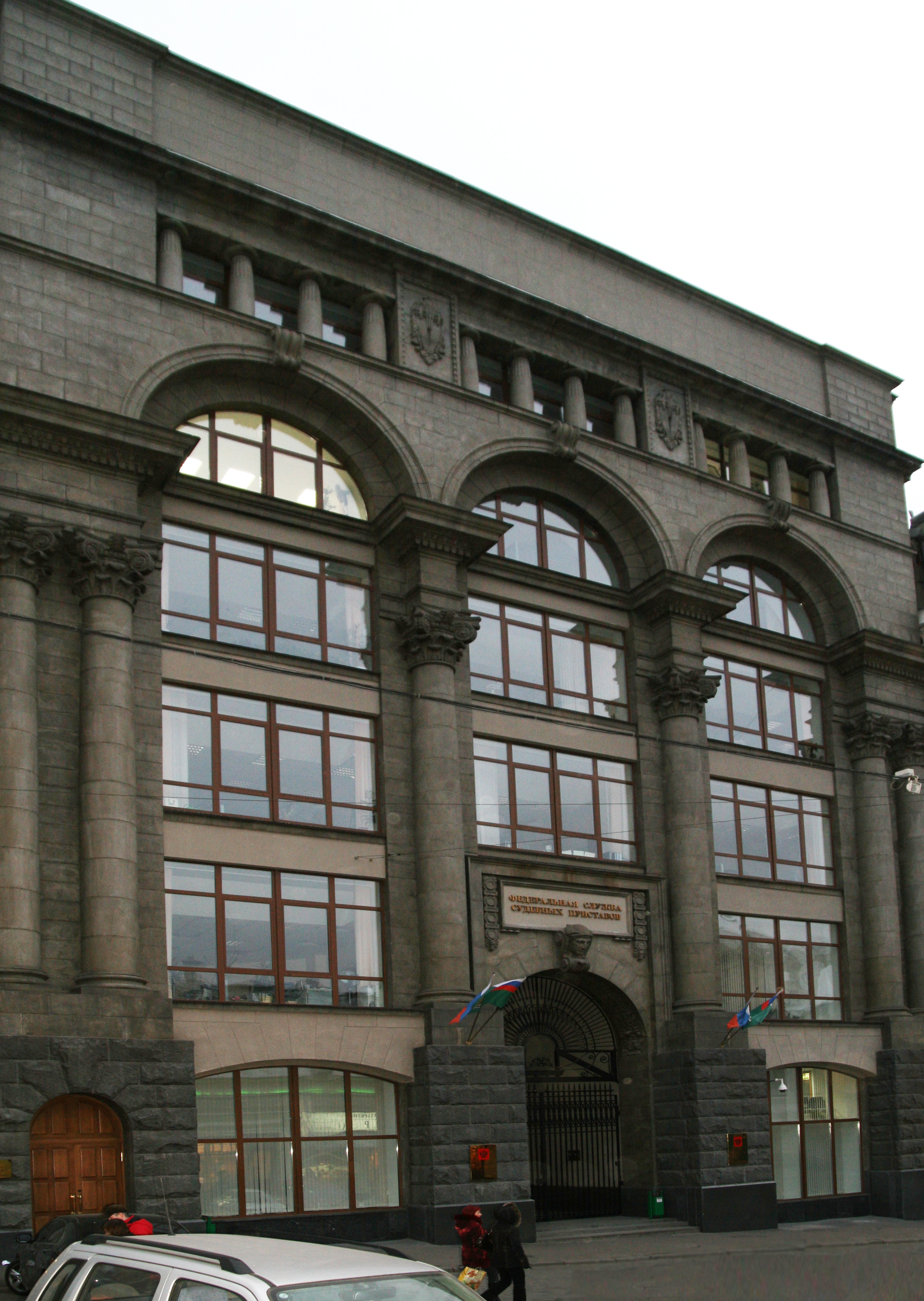
Дом банка и торгового дома Юнкера
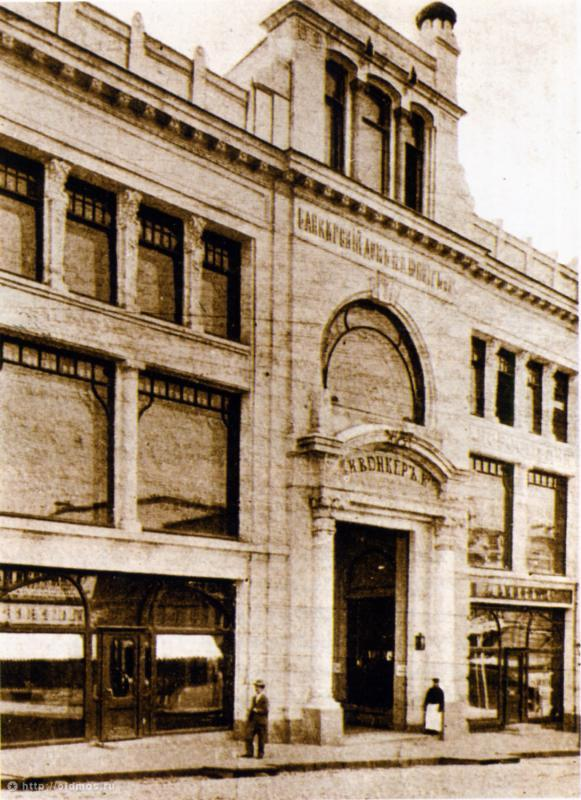
Фасад здания до перестройки, ок. 1900 г.

#### Доходные здания Джамгаровых (№ 18/7)
В XVII веке на этой территории находилось владение дьяка Н. Полунина, которое с севера граничило с Суздальским подворьем. В XVIII—XIX века участком владели Оболдуев, Бехтерева, Соколовы. В конце 1880-х годов сначала арендаторами, а затем и владельцами участка стали братья-банкиры Джамгаровы.
В 1893 году по заказу Джамгаровых архитектором Б. В. Фрейденбергом был построен трёхэтажный дом (правая часть). Симметричный фасад здания украшен львиными масками, центральная часть выделена барочным металлическим куполом с флюгером на мачте. Издательство «Товарищество М. О. Вольф» открыло здесь большой книжный магазин, после революции получивший название «Книжная лавка писателей». В начале XX века здесь размещалось «Славянское вспомогательное общество в Москве», в которое входили книгоиздатель И. Д. Сытин, писатель В. А. Гиляровский и другие общественные деятели того времени. В конце 1920-х годов в доме находилась контора организации «Международная книга». антикварным отделом которой заведовал П. П. Шибанов, затем магазин книг на иностранных языках. Здесь же работал книжный «Золотой магазин», долгое время сохранявший первоначальное оформление интерьеров двух залов, уничтоженное в 1990-х годах. До сегодняшних дней в здании продолжают работать «Книжная лавка писателей» и магазин «Дом иностранной книги». С 1950-х годов в доме размещалось представительство Молдавской ССР. сейчас часть здания занимает Посольство Молдовы в России.
В 1907—1909 годах угловое с Рождественкой здание (левая часть) было перестроено архитектором А. Э. Эрихсоном и вошло в единый архитектурный комплекс владения № 18/7. Элегантное трёхэтажное сооружение в стиле модерн, фасад которого почти сплошь занимают витрины, выделяется своеобразной ритмикой вертикальных и горизонтальных членений, закруглёнными козырьками-карнизами и мелкой расклетовкой окон (сохранилась лишь частично в третьем этаже). В доходном здании размещались многочисленные магазины: торговавший обоями Торговый дом «Н. Жарков и М. Соколов», меховых товаров М. И. Рогаткина-Ёжикова, обувной Генриха Вейса, магазин мануфактуры «Селект» и многие другие. В советское время дом также был занят различными магазинами и учреждениями.

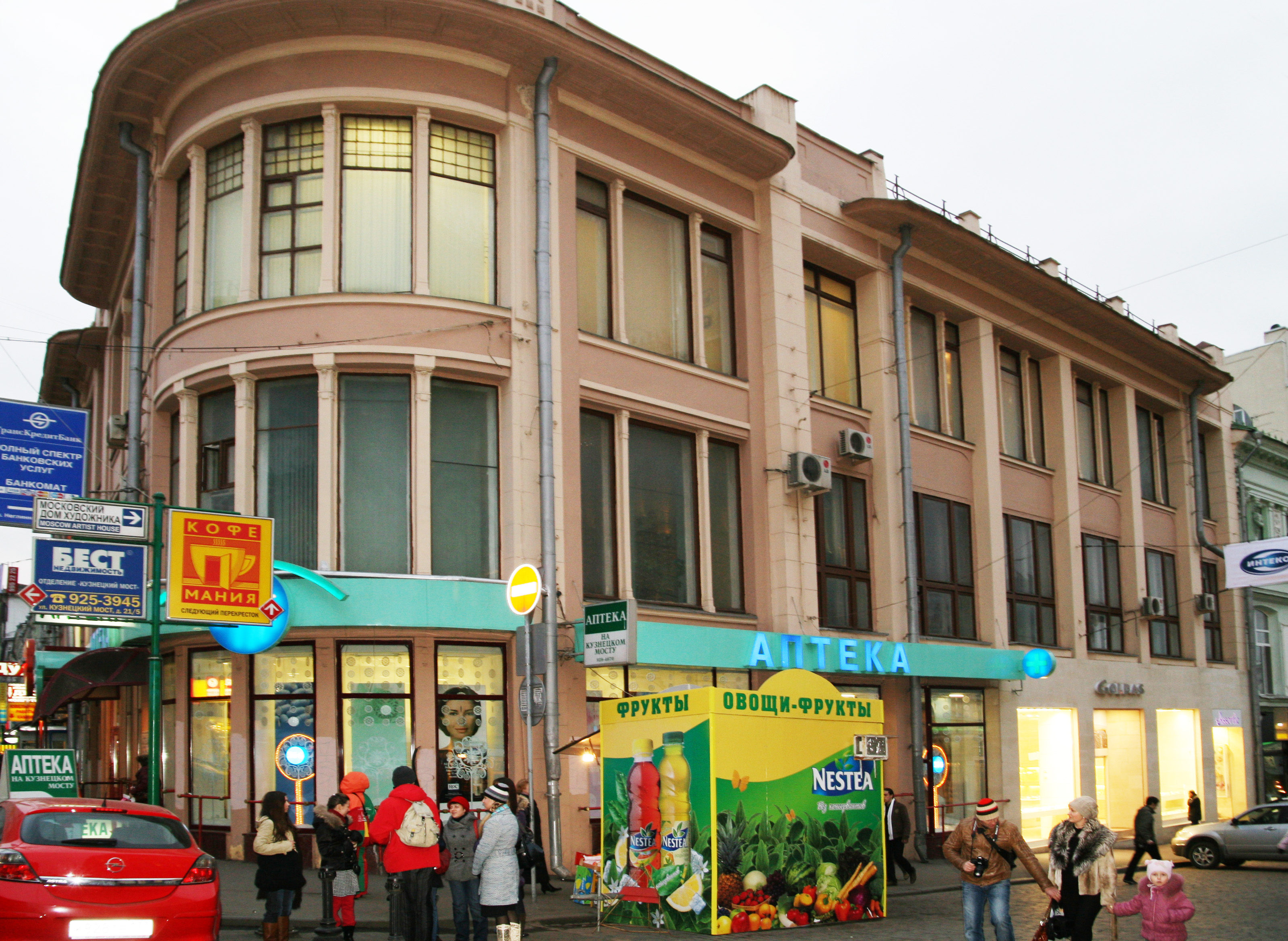
Левая (угловая) часть владения
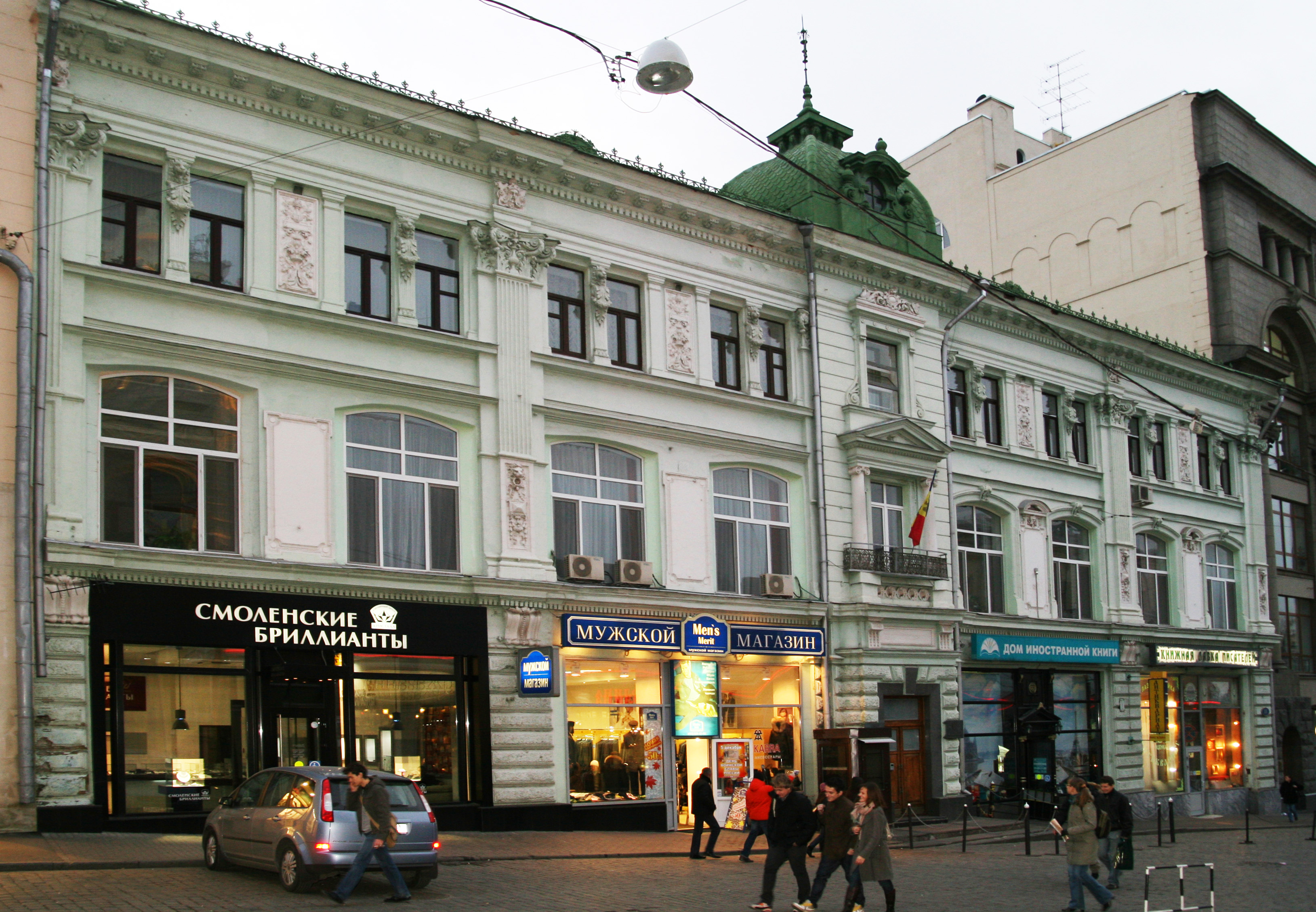
Правая часть владения

#### Доходный дом Торлецкого — Захарьина (№ 20/6/9)
В XVII веке этот участок принадлежал окольничему М. В. Собакину, а затем его потомкам. Середину обширного владения занимали трёхэтажные палаты, севернее стояла небольшая церковь, а по Кузнецкой улице располагались поповские хоромы. Угол с Рождественкой занимало подворье суздальского Евфимьева монастыря. Фасад построенного после 1782 года здания был включён в альбом лучших московских домов, составленный архитектором М. Казаковым. Соседний участок в глубине владения принадлежал Салтыковым. Здесь стоял дом «Салтычихи», замучившей 38 крестьян и осуждённой к пожизненному заключению. В 1835 году оба участка перешли к генерал-майору А. Д. Черткову, а через два года к купцу В. Суровщикову, при котором владения были объединены. Здесь разместились книжная лавка А. Семена, которую посещал поэт А. С. Пушкин, магазин иностранной и антикварной книги В. В. Готье (позднее — Ф. И. Тастевена), упоминаемый в «Анне Карениной», и другие магазины. К концу 1840-х годов вся территория находилась во владении Л. Г. Торлецкого и его сына А. Л. Торлецкого. В 1867 году в доме жил литературный критик Д. И. Писарев. В 1888 году владение у Александра Александровича Торлецкого приобрёл терапевт Г. А. Захарьин, при котором в доме размещались: музыкальные магазины Циммермана, «А. Гутхейль» и «Герман и Гроссман», магазин швейных машин «Зингер» и другие торговые предприятия. Незадолго до смерти магазин Циммермана посетил Лев Толстой, чтобы послушать фортепьянную музыку, записанную с помощью одного из самых совершенных аппаратов того времени «Миньон».
В годы НЭПа в здании размещались контора и лавка издательства «Недра», выпускавшего сочинения многих известных писателей. С «Недрами» сотрудничал М. А. Булгаков, который часто бывал в этом здании. В 1920-х годах в доме находилась Государственная капелла под управлением П. Г. Чеснокова. В более позднее время в доме размещались Выставочный зал Союза художников СССР, различные магазины, представительства некоторых иностранных фирм. В декабре 1975 года во дворе владения на месте бывших палат Собакиных была открыта станция метро «Кузнецкий Мост», сооружённая по проекту архитекторов Н. А. Алёшиной и Н. К. Самойловой. В настоящее время на первом этаже дома находится магазин «Кузнецкий Мост, 20», интерьер которого создан архитектурным бюро А. Бродского. При устройстве магазина фасаду здания был нанесён ущерб. В доме размещается также издательство «Радиотехника». Здание является объектом культурного наследия федерального значения.

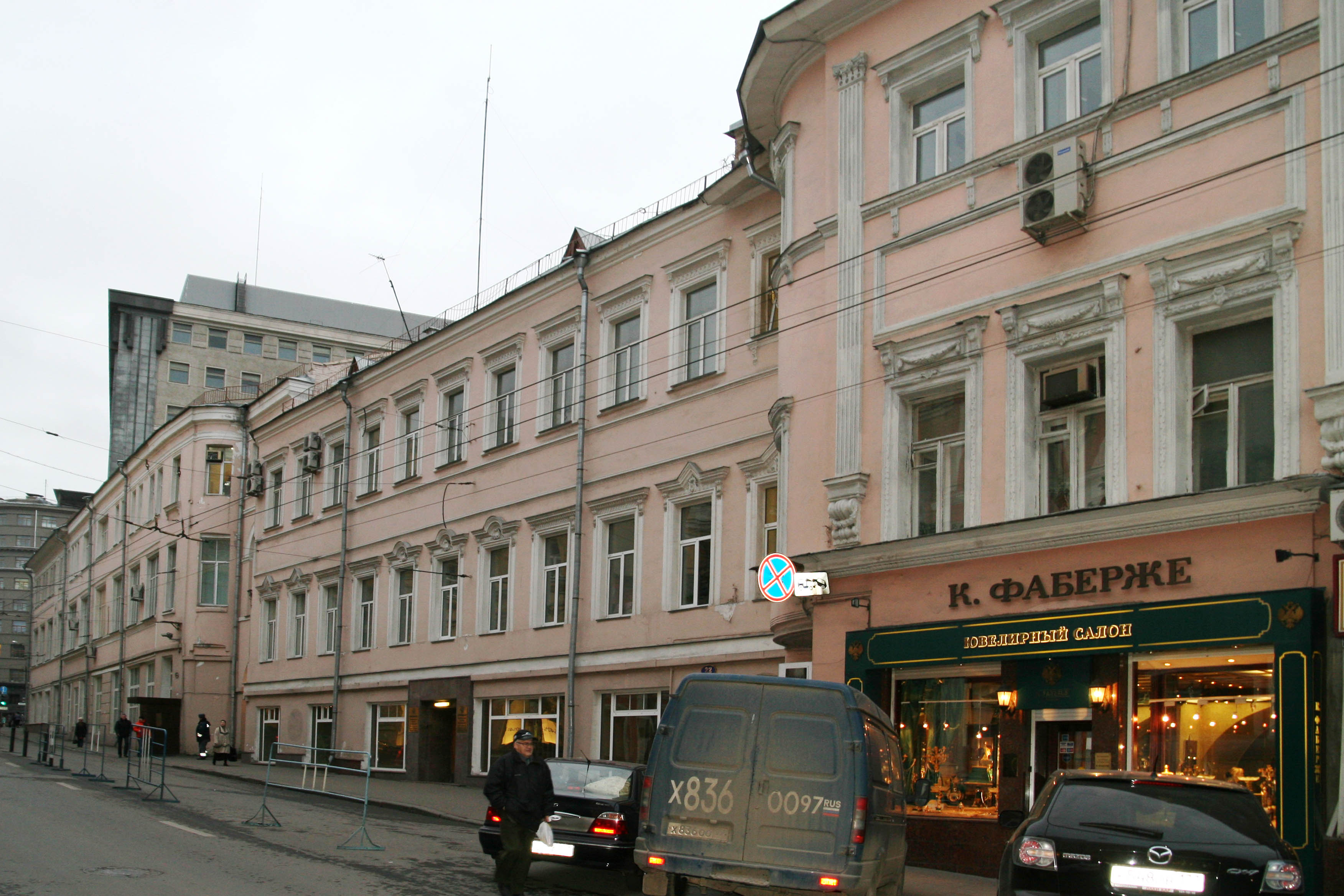
Доходный дом Торлецкого — Захарьина
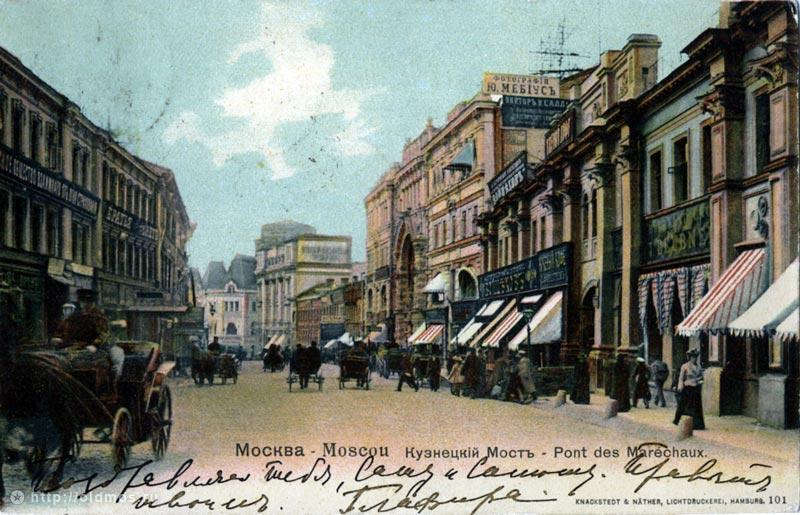
Улица в начале XX в., слева — дом № 20/6/9

#### Комплекс зданий ФСБ РФ (№ 22—24)
Владение, состоявшее ранее из ряда небольших участков, известно по переписным книгам с 1738 года и примыкало в то время к Пушечному двору. Несколькими участками владели князья Волконские, а в 1760-х — 1770-х годах здесь стояли палаты князей Хилковых. В 1780-х годах на этом месте находился дом дочери генерала-аншефа В. М. Долгорукова-Крымского княжны Ф. В. Долгоруковой-Крымской. В начале XIX века владение перешло к князьям Голицыным — братьям Дмитрию и Михаилу, потомки которых владели им вплоть до 1917 года. М. Н. Голицын стал известен как основатель первого московского пассажа «Галереи с магазинами М. Н. Голицына». Свой дом на углу с Большой Лубянкой он также перестроил для размещения магазинов. В марте 1813 года здесь были открыты «Санкт-Петербургская кондитерская» и бакалейный магазин. В начале 1814 года в доме поселился профессор Московского университета Ф. Ф. Рейсе и открыл аптеку с продажей минеральных вод. В 1820-х годах итальянский купец П. Безоци торговал здесь лучшими по тем временам деликатесами. В доме находились различные «депо» — магазины обоев, обуви, а также многочисленные книжные магазины: К. Урбена, М. Арльта, Ф. Северина, Н. Крашенинникова, К. Тихомирова, П. Захарова, Т. Лебедева. Магазин Р. Ревеля «Мануфактурные новости» и магазин «Город Париж» продавали заграничный кашемир, китайский крепон, тафту; магазин «Дрезден» — хрусталь и фарфор Ауэрбаха, Гарднера и Мальцева; торговый дом П. Сорокоумовского был известен своими мехами.
В 1835—1836 годах здесь жил скульптор И. П. Витали, у которого останавливался К. П. Брюллов, бывали В. А. Тропинин и А. С. Пушкин. В 1837—1839 годах дом был перестроен архитектором М. Д. Быковским, В 1850-х годах в доме открылись ботанический магазин К. А. Мейера и магазин английских металлических товаров О. И. Губерта (затем В. Кирхгофа). Размещавшийся в здании магазин австрийского мебельщика М. Тонета славился венской гнутой мебелью, а магазин фабрики металлических вещей Крумбюгеля, участвовавший в изготовлении убранства для Большого Кремлёвского дворца и Эрмитажа, продавал люстры и «солнечные лампы». В середине века в угловой дом переехала фирма швейцарского купца Ф. Б. Швабе, ставшая к началу XX века крупнейшим в России предприятием по производству оптических, физических, геодезических приборов и медицинских инструментов Магазин Швабе предлагал покупателям также большой ассортимент товаров по фотографии и дагеротипии. Над зданием была устроена башня с обсерваторией, где можно было послушать лекции по астрономии, наблюдать Луну и планеты. Во второй половине XIX века в доме находились также магазин ламп и бронзовых изделий А. Шнейдера и «дагеротипное заведение» Баумгарбена (позднее И. Дьягоченко).
В начале XX века в здании начала работать «Кузнецкая столовая» с кухмистерской, снабжавшая обедами. Многие годы здесь находились также «Курсы иностранных языков Берлица» с бюро переводов, которое исполняло «переписку на всех языках и всякого рода». В это же время в доме работал кондитерский магазин Г. Ландрина — «карамельного короля» России, фамилия которого дала название недорогим леденцам, розничный магазин братьев Носовых, магазин белья «Жокей-клуб». В 1907 году фасад здания был изменён по проекту архитектора Н. Д. Струкова. а рядом с ним специально для фирмы «Ф. Швабе» было построено новое четырёхэтажное здание. В 1915 году здесь было основано Русско-Чешское общество имени Яна Гуса. В конце 1920-х годов в доме № 22 размещались акционерные общества «Дубитель» и «Сельхозимпорт», в 1950-х годах — редакция журнала «Советская женщина» и книжный магазин «Лёгкая промышленность»; в доме № 24 — Московская контора Металлургического синдиката и трест «Точмех». В 1930 году здесь находился Институт химического машиностроения. В 1982 году на месте снесённых домов фирмы Ф. Швабе по проекту архитекторов Б. В. Палуя и Г. В. Макаревича были построены здания КГБ СССР (ныне — Федеральная служба безопасности Российской Федерации).

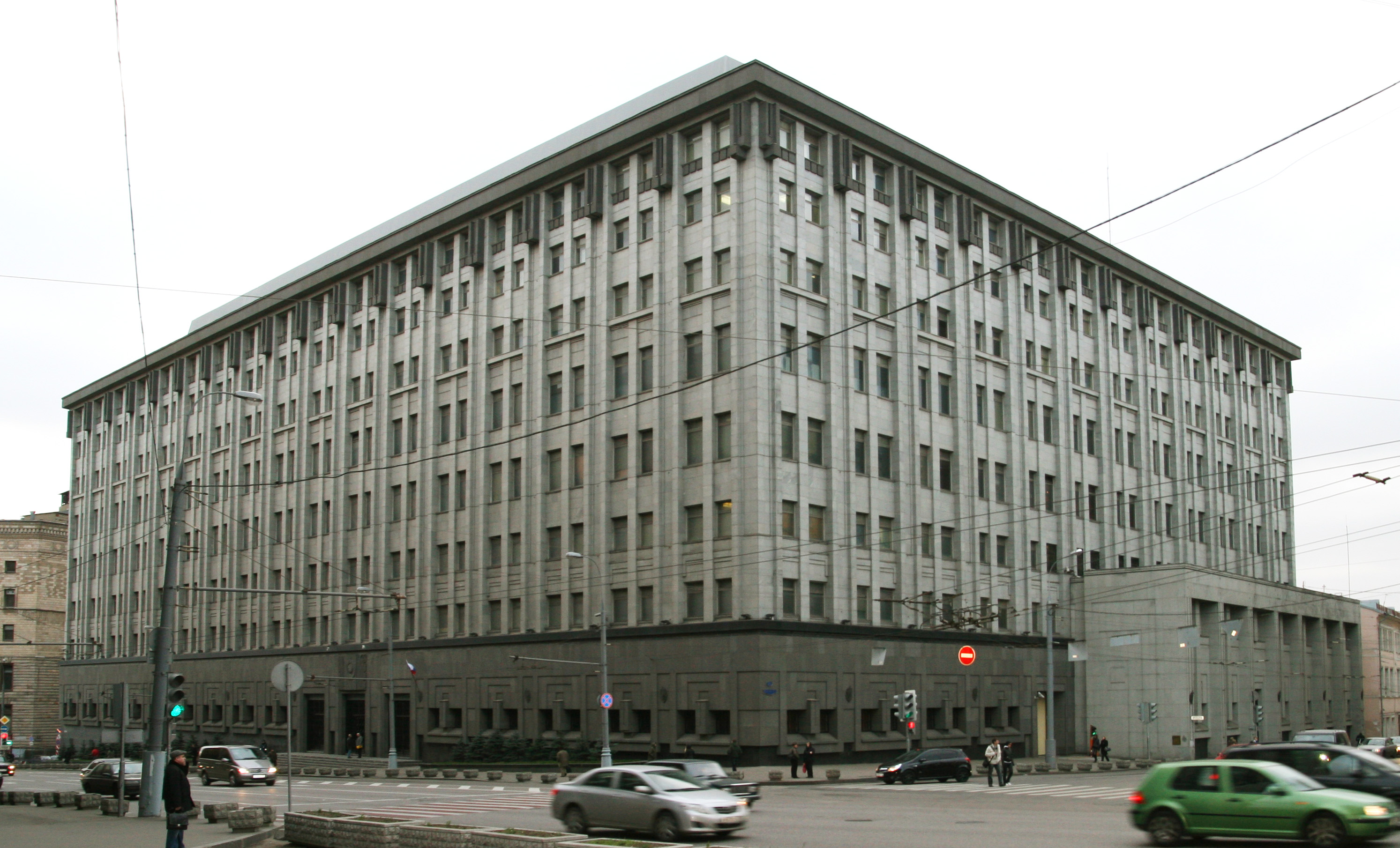
Здание ФСБ РФ, вид с Большой Лубянки
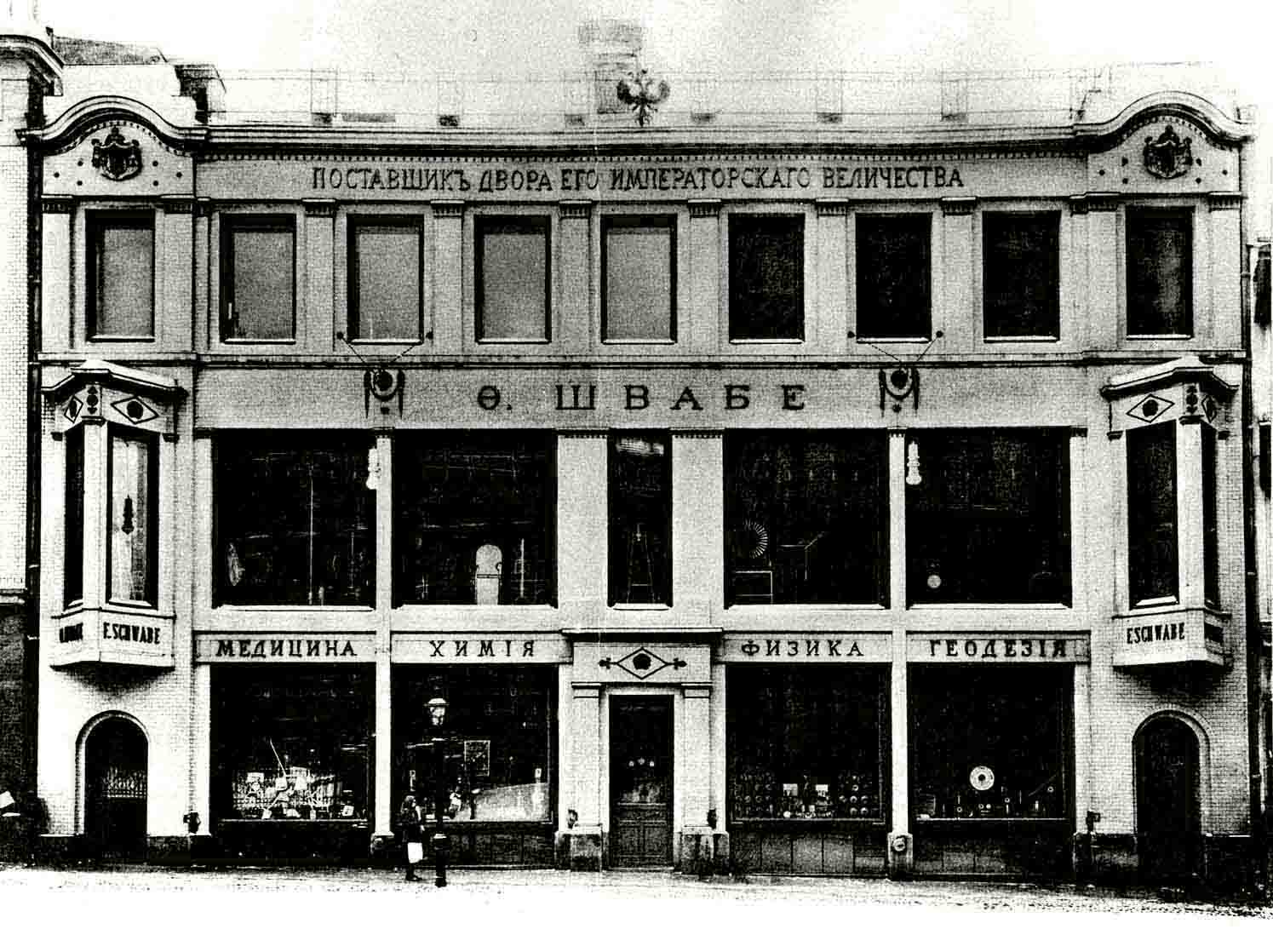
Магазин Ф. Швабе, 1900-е гг.

## Транспорт

### Автомобильное движение
С появлением в Москве автомобилей по Кузнецкому Мосту осуществлялось интенсивное движение. На перекрёстке улицы c Петровкой в конце 1920-х годов был установлен первый дорожный семафор, а 30 декабря 1930 года — первый московский светофор. В 1932 году второй светофор был установлен на пересечении Кузнецкого Моста с Неглинной улицей. Установка обоих светофоров носила экспериментальный характер, и к концу 1933 года, когда эксперимент был признан удачным, было установлено около ста светофоров по всей Москве. В настоящее время одностороннее движение автомобильного транспорта осуществляется лишь на отрезке улицы от Рождественки до Большой Лубянки. Остальная часть улицы является пешеходной.

### Метро
В 250 м от начала улицы находятся станции «Театральная» и «Охотный Ряд», в 210 м от конца улицы — «Лубянка». Во дворе дома № 20/6/9 расположен наземный вестибюль станции «Кузнецкий мост» (проход через арку с Рождественки и через проём в здании со стороны улицы Кузнецкий Мост).

### Наземный общественный транспорт
С 1872 года по Неглинному проезду пошла конка, одна из остановок которой находилась на пересечении с Кузнецким Мостом. Сохранялось и движение извозчиков. При этом по Кузнецкому Мосту запрещалось ездить ломовым извозчикам (то есть с грузами). В начале XX века конка на Неглинной была заменена трамваем. В советское время на углу с Кузнецким останавливались трамваи маршрутов № 1, 11, 15, 27, 28. Трамвай ходил по Неглинной около сорока лет и был снят в 1946—1947 годах. Начиная с середины 1920-х годов по Кузнецкому Мосту осуществлялось движение пассажирских автобусов различных маршрутов:
- 1925 г. — № 2[252];
- 1920-е гг. — № 1 (остановка на углу с Неглинной улицей)[38];
- 1934—1940 гг. — № 23[253];
- 1938—1941 гг. — № 18[254][255];
- 1939 г. — № 48[256];
- 1945—1954 гг. — № 9[254][257];
- 1955—1958 гг. — № 61[258];
- 1964—1971 гг. (с перерывами) — № 24 и 24Э[259][260].

По улице ходили троллейбусы маршрутов: № 12 и № 17 (1939 г.), № 2 и 2К (1939—1961 гг., с перерывами), № 9 (1954 г.). Позднее движение троллейбусов осуществлялось по отрезку улицы от Рождественки до площади Воровского (№ 9, 48). Окончательно троллейбусные маршруты были сняты с улицы в конце 2002 года. По состоянию на апрель 2023 года движение наземного общественного транспорта по Кузнецкому Мосту не осуществляется. В 290 м от начального отрезка улицы на Театральной площади находятся остановки автобусных маршрутов № м2, м3, м6, м7, м9, м40, е10, е30, 538; н1, н2, н6, н11, н12 (ночные), а также на Лубянской площади: м2, м3, м3к, м6, м7, м9, м40, м90, е10, е30, с633, 538, н1, н2, н3, н6, н9, н11, н12, н15.

## Кузнецкий Мост в искусстве
- «Кузнецкий мост» (1825), литография, раскрашенная акварелью 24 x 35, музей А. С. Пушкина.

## Кузнецкий Мост в литературе и фольклоре

### Улица в литературе
Улица упоминается во многих произведениях русской литературы. Так, герой Александра Грибоедова Фамусов сетовал:
А всё Кузнецкий мост, и вечные французы,
 Оттуда моды к нам, и авторы, и музы:
Губители карманов и сердец!
Поэт Пётр Вяземский писал в известных «Очерках Москвы»:
Кузнецкий мост давно без кузниц,
Парижа пёстрый уголок,
Где он вербует русских узниц,
Где собирает с них оброк.
Через сто лет после Грибоедова и Вяземского герой повести Михаила Булгакова «Собачье сердце» Шариков в беседе с другим героем профессором Преображенским использует образ Кузнецкого Моста как показателя моды и элегантности:
— Откуда взялась эта гадость? Я говорю о галстухе.
[...]
— Что ж... «гадость» [...] Шикарный галстух. Дарья Петровна подарила.
— Дарья Петровна вам мерзость подарила. Вроде этих ботинок. Что за сияющая чепуха? откуда? Я что просил? Купить прии-личные бо-тинки! А это что? Неужели доктор Борменталь такие выбрал?
— Я ему велел, чтоб лаковые. Что, я хуже людей? Пойдите на Кузнецкий, все в лаковых.»
В своей любви к Кузнецкому Мосту признавался поэт Владимир Маяковский:
Люблю Кузнецкий (простите грешного)
Потом Петровку, потом Столешников;
По ним в году раз сто или двести я
Хожу из «Известий» и в «Известия».
Многие события романа Саввы Дангулова «Кузнецкий Мост», посвящённого деятельности советской дипломатии в период Великой Отечественной войны, происходят в бывшем здании Народного комиссариата по иностранным делам (№ 21/5).

### Легенды Кузнецкого Моста
Согласно городским легендам, на Кузнецком Мосту обитали два призрака. Один из них — призрак француженки Жу-Жу, которая при жизни (в начале XX века) была обаятельной манекенщицей, работавшей в одной из модных лавок. Близкие отношения связывали Жу-Жу с известным предпринимателем Саввой Морозовым. Однажды утром, когда Жу-Жу ехала на извозчике по Кузнецкому Мосту, она услышала крики мальчишки-разносчика газет: «Савва Морозов покончил жизнь самоубийством!» Француженка выскочила из кареты, чтобы купить газету, и её насмерть сбил проезжавший мимо другой экипаж. На другой день поздним вечером в одной из подворотен Кузнецкого Моста был найден юный газетчик, задушенный женским чулком. Как установила экспертиза, чулок принадлежал именно Жу-Жу. С тех пор, согласно легенде, разносчики газет на улице больше никогда не появлялись.
Вторая легенда связана с извозчиком. Когда в XIX веке из казино на Кузнецком Мосту выходил проигравшийся человек, к нему тут же подъезжал серый экипаж, который предлагал игроку задёшево отвезти его домой. Тех, кто соглашался, больше никто никогда не видел.

### Сноски
1. ↑  Согласно Русскому орфографическому словарю РАН. gramota.ru. Дата обращения: 10 апреля 2011. Архивировано 26 ноября 2019 года.
2. ↑  Наименования зданий и сооружений приведены по:
  - Москва. Архитектурный путеводитель / Бусева-Давыдова И. Л., Нащокина М. В., Астафьева-Длугач М. И.. — М.: Стройиздат, 1997. — 512 с. — ISBN 5-274-01624-3. Архивировано 5 октября 2008 года.
  - Реестр объектов культурного наследия. Сайт «Москомнаследия». Дата обращения: 16 марта 2011. Архивировано из оригинала 1 февраля 2012 года.

### Исторические путеводители
- Федосюк Ю. А. Москва в кольце Садовых. — М.: Астрель, АСТ, 2009. — С. 52—62. — 448 с. — 3000 экз. — ISBN 5-239-01139-7.
- Федосюк Ю. А. Москва в кольце Садовых. — 2-е, перераб. изд. — М.: Московский рабочий, 1991. — С. 60—72. — 496 с. — 50 000 экз.
- Сытин П. В. История московских улиц. — М.: Эксмо, 2008. — С. 140—143. — 512 с. — 5100 экз. — ISBN 978-5-699-24988-6.
- Сытин П. В. По старой и новой Москве. — М.: Государственное издательство детской литературы, 1947. — С. 92—95. — 234 с. — 30 000 экз.
- Никольский В. А. Старая Москва. Историко-культурный путеводитель. — Л.: Брокгауз-Ефрон, 1924. — 30 000 экз.
- Колодный Л. Е. Москва в улицах и лицах. Центр. — М.: Голос-Пресс, 2004. — С. 229—254. — 512 с. — 3000 экз. — ISBN 5-7117-0463-X.
- Митрофанов А. Г. Прогулки по старой Москве. Петровка. — М.: Ключ-С, 2008. — С. 120—148. — 270 с. — 3000 экз. — ISBN 978-5-93136-057-7.
- Михайлов К. Москва погибшая. 1917—2007. — М.: Яуза, Эксмо, 2007. — С. 246—247, 253. — 3000 экз. — ISBN 978-5-699-19132-1.
- Трофимов В. Г. Москва. Путеводитель по районам. — М.: Московский рабочий, 1972. — С. 159, 175.
- Гурьянов И. Г. Москва, или исторический путеводитель по знаменитой столице Государства Российского. — М.: Типография С. Селивановского, 1827. — Т. 3. — С. 159—163. — 416 с.

### Издания по архитектуре и градостроительству
- Москва: Архитектурный путеводитель / И. Л. Бусева-Давыдова, М. В. Нащокина, М. И. Астафьева-Длугач. — М.: Стройиздат, 1997. — С. 105, 107, 114, 124—129. — 512 с. — ISBN 5-274-01624-3.
- Макаревич Г. В., Альтшуллер Б. Л., Балдин В. И. и др. Белый город // Памятники архитектуры Москвы. — М.: Искусство, 1989. — С. 30—32, 153, 170—171, 179, 197, 207, 219. — 380 с. — 50 000 экз.
- Сытин П. В. История планировки и застройки Москвы. Материалы и исследования (1147—1762) / Салов Ф. И. — М.: Музей истории и реконструкции Москвы, 1950. — Т. 1. — С. 67, 75, 146, 150.
- Сытин П. В. История планировки и застройки Москвы. Материалы и исследования (1762—1812) / Салов Ф. И. — М.: Музей истории и реконструкции Москвы, 1954. — Т. 2. — С. 166, 169, 376, 379, 381.
- Латур А. Москва 1890—2000. Путеводитель по современной архитектуре. — 2-е. — М.: Искусство-XXI век, 2009. — С. 175, 200, 205. — 440 с. — 1000 экз. — ISBN 978-5-98051-063-3.
- Нащокина М. В. Московский модерн. — 2-е изд. — М.: Жираф, 2005. — С. 228—229, 343, 387—398, 400, 483. — 560 с. — 2500 экз. — ISBN 5-89832-042-3.
- Кириченко Е. И. Архитектурное наследие А. С. Каминского в Москве. — М.: Издательский дом Руденцовых, 2011. — С. 200, 217, 221—222, 273, 279, 315—318, 323, 325. — 415 с.
- Нащокина М. В. Архитекторы московского модерна. Творческие портреты. — 3-е изд. — М.: Жираф, 2005. — С. 68, 91, 222—225, 412, 482, 504, 511—512. — 2500 экз. — ISBN 5-89832-043-1.

### Статьи
- Федосюк Ю. А. Кузнецкий мост // Наука и жизнь. — М., 1983. — № 1. — С. 68—73.
- Сорокин В. В. Памятные места Рождественки и прилегающих к ней улиц и переулков (левая сторона) // Наука и жизнь. — 1995а. — № 1. — С. 87—91. Архивировано 21 ноября 2016 года.
- Сорокин В. В. Памятные места Рождественки и прилегающих к ней улиц и переулков (правая сторона) // Наука и жизнь. — 1995б. — № 3. — С. 48—53. Архивировано 21 мая 2008 года.
- Сорокин В. В. Памятные места Большой и Малой Лубянки и прилегающих переулков // Наука и жизнь. — 1995в. — № 11. — С. 110—111.
- Сорокин В. В. Памятные места на древней дороге в село Высокое // Наука и жизнь. — 1991а. — № 2. — С. 75—76. Архивировано 3 февраля 2014 года.
- Сорокин В. В. Памятные места на древней дороге в село Высокое // Наука и жизньь. — 1991б. — № 3. — С. 88—91. Архивировано 28 июля 2011 года.
- Сорокин В. В. Памятные места Неглинной улицы // Наука и жизнь. — 1993а. — № 5. — С. 111—116. Архивировано 8 ноября 2016 года.
- Сорокин В. В. Памятные места Неглинной улицы // Наука и жизнь. — 1993б. — № 6. — С. 75—76. Архивировано 17 сентября 2011 года.
- Сорокин В. В. Памятные места Большой Дмитровской слободы // Наука и жизнь. — 1988. — № 11. — С. 130—131, 134.
- Сорокин В. В. На Неглинном верхе в Кузнецкой слободе // Наука и жизнь. — 1994. — № 11. — С. 53—54. Архивировано 16 мая 2010 года.
- Гуллер Ю. Кузнецкий мост и вечные французы… // Вечерняя Москва. — 2 ноября 2004. — № 207. Архивировано 18 ноября 2011 года.
- Тастевен Ф. Кузнецкий мост и прилегающие к нему улицы в конце XVIII столетия // Старая Москва. — М.: Комиссия по изучению старой Москвы, 1912. — Вып. 1. — С. 22—33.
- Рахматуллин Р. Облюбование Москвы: Кузнецкий Мост и выше // Новый мир. — 2002. — № 11.
- Кузнецкий мост — «Самая блестящая улица Москвы» // Недвижимость и цены. — 2006. — № 22. Архивировано 21 сентября 2011 года.